# 慶應義塾大学の人物一覧
慶應義塾大学の人物一覧（けいおうぎじゅくだいがくのじんぶついちらん）は、慶應義塾大学に関係する人物の一覧記事。
数多くの卒業生、関係者が存在するためウィキペディア日本語版内に既に記事が存在する人物のみを記載する（創立者・役員・名誉教授・公職者等は除く）。

## 創立者及び関係者
- 福澤諭吉 - 大坂生まれ、中津藩士、のちに旗本、慶應義塾開設者。東京学士会院（現、日本学士院）初代会長
- 木村芥舟 - 目付、摂津守兵庫頭、軍艦奉行、勘定奉行、長崎海軍伝習所総監
- 奥平昌邁 - 四品、従五位下美作守、伯爵、中津藩第9代藩主
- 奥平壱岐（中金正衡） - 中津藩家老、江戸詰老中
- 岡見清熙 - 中津藩江戸御留守居役、蘭学塾創立者
- 牧野忠毅 - 越後長岡藩第13代藩主
- 太田資美 - 子爵、掛川藩第7代藩主、松尾藩藩主
- 吉田賢輔 - 幕臣、幕府儒者勤方
- 白石照山 - 漢学者、儒学者、晩香堂、藩校学古館主宰
- 杉亨二 - 統計学者、法学博士
- 松木弘安（寺島宗則） - 伯爵、参議、外務卿
- 松下元芳 - 適塾第9代目塾頭、医学者
- 塩路嘉一郎（岸嘉一郎） - 紀州藩戊営副都督、和歌山藩権大参事
- 長屋喜弥太 - 紀州藩軍目付、陸軍少佐
- 前田政四郎 - 紀州藩騎兵仕官、帝国陸軍軍医監
- 杉田玄端 - 幕臣、慶應義塾医学所王舎主任
- 松山棟庵 - 紀州藩士、慶應義塾医学所初代校長、東京医学会・成医会・大日本私立衛生会設立、存生堂開業
- 北里柴三郎 - 大学部医学科（現在の医学部）創立者兼初代学長[1][2]
- 大童信太夫 - 仙台藩江戸定府城使公議使
- 横尾東作 - 仙台藩士、英学者、南洋探検家
- 甘糟継成 - 米沢藩士、備後守、北越戦争軍務参謀、待詔院
- 曽根俊虎 - 米沢藩士、海軍大尉、興亜会（亜細亜協会）創立者、大陸浪人、漢詩人
- 柏木忠俊 - 江戸幕府韮山代官
- 林金兵衛 - 草薙隊隊長
- 高島嘉右衛門 - 易断家、藍謝堂（横浜高島学校）主宰者
- 古川正雄 - 幕府海軍軍艦頭並、「長崎丸」・「高雄丸」艦長、築地軍艦操練所教官
- 児玉淳一郎 - 長州藩士、大審院判事、慶應義塾夜間法律科初代講師
- 相馬永胤 - 彦根藩士、横浜正金銀行頭取、慶應義塾夜間法律科講師、専修学校創立者
- 金子堅太郎 - 慶應義塾夜間法律科（旧制専修学校へ改組。現在の専修大学）講師、従一位大勲位伯爵
- 植木枝盛 - 土佐藩士、立志社 (政治団体)
- 朴泳孝 - 塾生（ほ行）、 両班（文臣）、朝鮮貴族（侯爵）

以下、「慶應義塾仮憲法」制定以前の塾長（12名いるとされているがそれ以上いた可能性が高い）
- 古川正雄（岡本周吉、古川節蔵） - 「慶應義塾仮憲法」制定以前の初代塾長
- 岡田摂蔵 - 肥後藩士、幕臣、「慶應義塾仮憲法」制定以前の第2代慶應義塾長
- 小幡甚三郎 - 中津藩家臣団、藩校・進脩館塾頭並
- 増田宋太郎 - 国学者、中津藩士、中津隊長、西南戦争・薩摩軍合流
- 足立寛 - 陸軍軍医学校校長、陸軍軍医総監
- 城泉太郎 - 越後長岡藩家臣、土佐藩立志学舎教師
- 門野幾之進 - 土佐藩共志学舎教頭、貴族院議員
- 藤野善蔵 - 越後長岡藩士、長岡洋学校主宰、三菱商業学校校長

## 役員

### 歴代塾長
慶應義塾規約で、塾長は法人組織の理事長であり慶應義塾大学の学長を兼ねること（第7条）、塾長の選出（第8条）などが定められている。現行の運用において、塾長の選出は、各学部などからの塾長候補者の推薦、教職員による予備選挙、選考委員会による最終候補者の選定、評議員会における塾長の選任を経て決定が行われている。
＜この節の主な出典： ＞
| 歴代塾長            | 卒業学部      | 在職期間      | 備考 |
| ------------------- | ------------- | ------------- | --- |
| 浜野定四郎          | 正科          | 1881 - 1887年 | 中津藩士、「慶應義塾仮憲法」制定後の初代塾長                                                                             |
| 小泉信吉            | 正科          | 1887 - 1890年 | 紀州藩士、横浜正金銀行支配人                                                                                             |
| 小幡篤次郎          | 正科          | 1890 - 1897年 | 中津藩士、貴族院議員、交詢社創立に参与                                                                                   |
| 鎌田栄吉            | 正科          | 1898 - 1922年 | 紀州藩士、文部大臣（加藤友三郎内閣）、帝国教育会長、枢密顧問官、大分県師範学校長、貴族院議員                             |
| 福澤一太郎          | 本科          | 1922 - 1923年 | 教育者、慶應義塾社頭、福澤諭吉長男                                                                                       |
| 林毅陸              | 文学科        | 1923 - 1933年 | 歴史家、衆議院議員（立憲政友会など）、貴族院勅選議員、枢密顧問官、外務省参事官、東亜同文会理事、日本の外交史研究の先駆者 |
| 小泉信三            | 政治科        | 1933 - 1947年 | 経済学者、東宮（明仁上皇）御教育常時参与                                                                                 |
| 高橋誠一郎 （代理） | 政治科        | 1946 - 1947年 | 経済学者、文部大臣（第1次吉田内閣）、日本藝術院院長、日本舞踊協会会長、国立劇場会長、東京国立博物館長                    |
| 潮田江次            | 法学部        | 1947 - 1956年 | 政治学者、日本政治学会理事長、慶應義塾獣医畜産専門学校校長兼任、福澤諭吉孫                                               |
| 奥井復太郎          | 理財科        | 1956 - 1960年 | 都市経済学者、日本における都市研究の先駆者                                                                               |
| 高村象平            | 経済学部      | 1960 - 1965年 | 経済人類学研究者、中央教育審議会会長、日本私立大学連盟会長                                                               |
| 永沢邦男            | 法学部        | 1965 - 1969年 | 法学者、日本私立大学連盟会長、私立大学振興政策委員会委員長、私立大学設置審議会会長、日本私学振興財団理事長               |
| 佐藤朔              | 文学部        | 1969 - 1973年 | フランス文学者、日本私立大学連盟会長、日本私学振興財団理事長                                                             |
| 久野洋              | 工学部        | 1973 - 1977年 | 化学者 |
| 石川忠雄            | 経済学部      | 1977 - 1993年 | 中国現代史家、大学設置審議会会長、日本私立大学連盟会長、ハーバード大学訪問教授、湘南藤沢キャンパス（SFC）開設に尽力      |
| 鳥居泰彦            | 経済学部      | 1993 - 2001年 | 経済学者、日本私立学校振興・共済事業団理事長、中央教育審議会会長、開発技術学会会長、東芝取締役                           |
| 安西祐一郎          | 工学部        | 2001 - 2009年 | 工学者、日本学術振興会理事長、日本私立大学連盟会長、日本認知科学会会長、情報処理学会会長、紫綬褒章                       |
| 清家篤              | 経済学部      | 2009 - 2017年 | 経済学者、内閣府経済社会総合研究所名誉所長、日本私立大学連盟会長                                                         |
| 長谷山彰            | 法学部 文学部 | 2017 - 2021年 | 法学者、日本私立大学連盟会長、国立大学法人北海道国立大学機構初代理事長                                                   |
| 伊藤公平            | 理工学部      | 2021年 - 現職 | 物理学者、日本学術会議会員                                                                                               |

### 現常任理事
慶應義塾の各種学事を担当する理事。任期は塾長と同じく4年。おおよそ各学部から1名選ばれる。
現在の常任理事は以下の通り。
- 北川雄光（2021年 - ） - 医学部教授、元慶應義塾大学病院長
- 岩谷十郎（2021年 - ） - 法学部教授、元福澤研究センター所長、元法学部長・大学院法学研究科委員長
- 池田幸弘（2021年 - ） - 経済学部教授、元経済学部長
- 松浦良充（2021年 - ） - 文学部教授、元文学部長
- 山内慶太（2021年 - ） - 元看護医療学部教授・大学院健康マネジメント研究科教授、（義塾一貫教育）元横浜初等部長
- 天谷雅行（2021年 - ） - 医学部教授、元医学部長
- 岡田英史（2021年 - ） - 理工学部教授、元理工学部長・大学院理工学研究科委員長
- 土屋大洋（2021年 - ） - 慶應義塾ニューヨーク学院（高等部）理事長。大学院政策・メディア研究科教授。元総合政策学部長
- 奥田暁代（2021年 - ） - 協生環境推進室長。元法学部長補佐、元法学部日吉主任
- 山岸広太郎（2021年 - ） - 株式会社慶應イノベーション・イニシアティブ代表取締役社長。元グリー株式会社共同創業者・取締役副社長

### 評議員
慶應義塾評議員会は慶應義塾における最高意思決定機関である。卒業生が立候補し選挙で100名を選出する。

## 現教職員

### 文学部・文学研究科・社会学研究科
- 後藤文子 - 文学部教授、美術史、美学
- 田中一貞 - 文学部社会学初代教授、日本図書館協会第7代協会長
- 巽孝之 - 文学部教授、SF評論家、米国SFRA年間最優秀論文パイオニア賞
- 牛場暁夫 - 文学部教授、仏文学、教育功労章
- 荻野アンナ - 文学部名誉教授、仏文学、小説家、芥川賞受賞
- 高瀬弘一郎 - 名誉教授、近世日欧交渉史、日本学士院賞
- 鈴木正崇 - 文学部教授、民俗学、日本宗教学会常務理事、日本印度学仏教学会理事ほか、義塾賞受賞
- 納富信留 - 文学部教授、哲学者、サントリー学芸賞受賞、国際プラトン学会実行委員
- 遠山公一 - 文学部教授、西洋美術史
- 浜日出夫 - 文学部教授、社会学者
- 長谷山彰 - 文学部教授、法学者、慶應義塾常任理事
- 藤谷道夫 - 文学部教授、イタリア文学
- 岑村傑 - 文学部教授、仏文学
- 宮家準 - 文学部名誉教授、宗教学、ミシガン大学客員教授、日本宗教学会賞、慶應義塾賞、福澤賞受賞
- 山内志朗 - 文学部教授、哲学者、中世哲学
- 山道佳子 - 文学部教授、歴史学者、スペイン史

### 経済学部・経済学研究科
- 大沼あゆみ - 経済学部教授、環境経済学
- 竹森俊平 - 経済学部教授、国際経済学
- 大垣昌夫 - 経済学部教授、マクロ経済学、行動経済学、計量経済学、元オハイオ州立大学教授
- 大西広 - 経済学部教授、史的唯物論者、マルクス経済学、日本現代中国学会理事
- 前多康男 - 経済学部教授、マクロ経済学
- グレーヴァ香子 - 経済学部教授、ゲーム理論、ミクロ経済学
- 田中辰雄 - 経済学部教授、計量経済学
- 武山政直 - 経済学部教授、経済地理、空間情報分析、都市情報化
- 土居丈朗 - 経済学部教授、財政学、公共経済学、大阪府特別顧問、一億総活躍国民会議有識者委員
- 津谷典子 - 経済学部教授、人口学
- 中妻照雄 - 経済学部教授、金融工学、計量ファイナンス、ベイズ分析
- 飯田恭 - 経済学部教授、経済史
- 大久保敏弘 - 経済学部教授、応用経済学、空間経済学
- 駒形哲哉 - 経済学部教授、中国経済、中小企業研究奨励賞経済部門本賞
- 井手英策 - 経済学部教授、財政社会学
- 小林慶一郎 - 経済学部教授、マクロ経済学、経済動学、金融論
- 赤林英夫 - 経済学部教授、教育経済学、労働経済学
- 熊倉和歌子 - 経済学部教授、イスラーム史

### 法学部・法学研究科
- 朝吹亮二 - 法学部教授、フランス文学者
- 礒﨑敦仁 - 法学部教授、北朝鮮政治
- 井上正也 - 法学部教授、日本政治外交史
- 大串敦 - 法学部教授、ロシア政治
- 杉木明子 - 法学部教授、アフリカ政治
- 田所昌幸 - 法学部教授、元防衛大学校教授、サントリー学芸賞受賞
- 高橋伸夫 - 法学部教授、中国現代政治史
- 国分良成 - 法学部教授、中国政治、サントリー学芸賞受賞、兼防衛大学校長
- 笠原英彦 - 法学部教授、日本政治史
- 田中俊郎 - 法学部教授、EU研究
- 蔭山宏 - 法学部教授、政治思想史
- 田高寛貴 - 法学部教授、民法
- 田村次朗 - 法学部教授、ジョージタウン大学客員教授、経済法
- 大石裕 - 法学部教授、マスコミュニケーション論
- 小林良彰 - 法学部教授、計量政治学、COE採択
- 薬師寺泰蔵 - 法学部客員教授、内閣府総合科学技術会議議員、国連大学兼担教授、国際政治論
- 小林節 - 法学部教授、憲法
- 小山剛 - 法学部教授、憲法
- 秋山豊子 - 法学部教授、生物学者、分子生物学
- 松尾弘 - 法学部教授、民法、法整備支援
- 丸山絵美子 - 法学部教授、民法
- 柳明昌 - 法学部教授、商法
- 北澤安紀 - 法学部教授、国際私法
- 加藤久雄 - 法学部教授、刑事政策、元司法試験委員
- 横手慎二 - 法学部教授、ロシア政治
- 添谷芳秀 - 法学部教授 国際政治、日本外交
- 富田広士 - 法学部教授、国際政治 / 富田朝彦の子
- 戸部真澄 - 法学部教授、環境法
- 森征一 - 法学部教授、法学者、元学部長、元常任理事
- 松元暢子 - 法学部教授、法人法
- 麻生良文 - 法学部教授、財政学、公共経済学

### 商学部・商学研究科
- 樋口美雄 - 商学部教授、元商学部長、労働経済学、計量経済学、一億総活躍国民会議有識者委員
- 桜本光 - 商学部教授、元商学部長、産業連関分析
- 深尾光洋 - 商学部教授、国際金融論、OECDシニアエコノミスト
- 井手秀樹 - 商学部教授、産業組織論、ハーバード大学エネルギー政策シニアフェロー
- 牧厚志 - 商学部教授、計量経済学、応用計量経済学
- 菊澤研宗 - 商学部教授、組織の経済学、新制度派経済学
- 白井美由里 -  商学部教授、消費者行動、マーケティング。
- 平野隆 - 商学部教授、経営史、消費社会論
- 中島隆信 - 商学部教授、応用経済学、元内閣府大臣官房統計委員会担当室長
- 岡本大輔 - 商学部教授、経営学

### 理工学部・理工学研究科
- 真壁利明 - 理工学部教授、常任理事、前理工学部長、プラズマエレクトロニクス
- 大野義夫 - 理工学部教授、コンピュータグラフィックス
- 福川忠昭 - 理工学部教授、管理工学
- 小尾晋之介 - 理工学部教授、国際センター所長、流体工学
- 小池康博 - 理工学部教授、東北大学客員教授、フォトニクスポリマー研究、高分子学会賞受賞
- 川口春馬 - 理工学部教授、高分子化学
- 西宏章 - 理工学部准教授、工学者、国立情報学研究所客員准教授、横浜市立横浜サイエンスフロンティア高校科学技術顧問
- 桂誠一郎 - 理工学部教授、工学者、日本学術振興会賞受賞
- 柳川弘志 - 理工学部教授、理学者、ゲノムネットワーク解析、COE採択メンバー・リーダー
- 熊倉敬聡 - 理工学部教授、美学、教育学
- 大槻知明 - 理工学部教授、ワイヤレスネットワーク、エリクソン・ヤング・サイエンティスト・アワード受賞
- 遠山元道 - 理工学部准教授、データ工学、データベースシステム、SuperSQL
- 山崎信寿 - 理工学部教授、人間工学
- 岡田有策 - 理工学部教授、認知科学、社会システム工学
- 松尾亜紀子 - 理工学部教授、数値流体力学、デトネーション
- 加藤万里子 - 理工学部教授、天文学
- 斎藤英雄 - 理工学部教授、工学者、画像処理、コンピュータビジョン
- 栗原将人 - 理工学部教授、日本数学会代数学分科会代数学賞受賞
- 山中直明 - 理工学部教授、フォトニックネットワーク、IEEE Fellow
- 江藤幹雄 - 理工学部教授、物理学、近藤効果でネイチャー掲載
- 白鳥世明 - 理工学部准教授、白鳥ナノテクノロジー
- 鈴木孝治 - 理工学部教授、中央試験所所長、スイス国立工科大学客員教授
- 岡田謙一 - 理工学部教授、CSCW、グループウェア
- 眞田幸俊 - 理工学部教授、松代眞田家16世14代当主
- 妹島和世 - 理工学部客員教授、建築家、日本建築学会賞（2度）、プリツカー賞、芸術選奨文部科学大臣賞、ヴェネツィア・ビエンナーレ金獅子賞受賞
- 井関裕靖 - 理工学部教授、数学者
- 三木則尚 - 理工学部准教授、精密工学、MEMS、Micro-TAS

### 医学部・医学研究科
- 岡野栄之 - 医学部教授、医学部長、生理学、元大阪大学医学部教授、大学院医学研究科委員長、再生医学の第一人者、紫綬褒章受章
- 末松誠 - 医学部教授、前医学部長、医化学、医学部卒、人工血液
- 福田恵一 - 医学部教授、循環器内科、心臓再生の第一人者、ベルツ賞
- 仲嶋一範 - 医学部教授、解剖学、東京慈恵会医科大学客員教授
- 清水信義 - 医学部教授、理研ゲノム研究センター、ヒトゲノム、ネイチャー掲載
- 岡田保典 - 医学部教授、病理学、井上春成賞受賞、COEのメンバー
- 小安重夫 - 医学部教授、微生物学、免疫学、科学技術振興事業団（CREST）研究者
- 池上直己 - 医学部教授、医療政策・管理学、医療経済学
- 古川俊治 - 医学部教授、医師、弁護士、政治家、法科大学院助教授
- 向井萬起男 - 医学部准教授、病理学(病理診断部)、宇宙飛行士向井千秋の夫
- 渡辺久子 - 医学部専任講師、日本組織委員会会長
- 吉村泰典 - 医学部教授、生殖生理学、内閣官房参与（第2次安倍内閣）、日本産科婦人科学会理事長
- 水島広子 - 医学部客員講師(精神神経科)、衆議院議員
- 大西祥平 - 大学院健康マネジメント研究科委員長、日本アンチ・ドーピング機構専門委員
- 坪田一男 - 医学部教授(眼科)、元ハーバード大学訪問教授、東京歯科大学客員教授、The New England Journal of Medicine掲載
- 武田純三 - 医学部教授(麻酔科)、慶應義塾大学病院院長、元日本麻酔科学会理事長
- 中村佳代子 - 医学部専任講師(放射線科)、環境省原子力規制委員会委員、日本核医学会賞受賞
- 近藤誠 - 医学部専任講師(放射線科)、菊池寛賞受賞

### 薬学部・薬学研究科
- 増野匡彦 - 薬学部教授、慶應義塾常任理事、生物有機化学
- 杉本芳一 - 薬学部教授、癌研究会・癌化学療法センター・遺伝子治療研究室・室長
- 金澤秀子 - 薬学部教授、日本分析化学会副会長

### 総合政策学部
- 河添健 - 総合政策学部教授、学部長、数学者
- 印南一路 - 総合政策学部教授、医療政策、交渉論、意思決定論
- 相田洋 - 元総合政策学部教授、映像製作、NHK電子立国ディレクター
- 加藤秀樹 - 元総合政策学部特別招聘教授、構想日本代表、元大蔵省
- 小熊英二 - 総合政策学部教授、サントリー学芸賞受賞、歴史社会学
- 榊原清則 - 名誉教授、経営学・戦略論・組織論、研究開発管理論
- 清水唯一朗 - 総合政策学部教授、憲法
- 新保史生 - 総合政策学部教授、憲法、情報法
- 堀茂樹 - 総合政策学部教授、フランス文学、近代フランス思想、仏文翻訳家、ソルボンヌ大院修了
- 上山信一 - 総合政策学部教授、行政改革、行政経営、企業戦略
- 渡辺吉鎔 - 名誉教授、韓国/北朝鮮の総合研究
- 浅野史郎 - 元総合政策学部教授、前宮城県知事、テレビコメンテーター
- 秋山美紀 - 環境情報学部教授、メディア・通信政策、ヘルス・コミュニケーション、元アナウンサー
- 廣瀬陽子 - 総合政策学部教授、国際政治、旧ソ連地域研究、紛争・平和研究、アジア太平洋賞特別賞受賞
- 鶴岡路人 - 総合政策学部准教授、国際政治、国際安全保障、核政策
- 小笠原和美 - 総合政策学部教授、社会安全政策、性暴力、被害者支援、ジェンダー

### 環境情報学部
- 村井純 - 環境情報学部教授、学部長、元常任理事、国連大学高等研究所客員教授、ミスター・インターネット
- 徳田英幸 - 環境情報学部教授、前学部長、政策・メディア研究科委員長、元常任理事、ユビキタスコンピューティング
- 冨田勝 - 環境情報学部教授、元学部長、COE採択、カーネギーメロン大学准教授、E-CELLでネイチャー掲載、日本IBM科学賞、父は作曲家の冨田勲
- 武藤佳恭 - 環境情報学部教授、ニューラルコンピューティング
- 清木康 - 環境情報学部教授、情報処理学会論文誌「データベース」編集委員長
- 曽我朋義 - 環境情報学部教授、先端生命科学研究所教授、医学部兼担教授、CE-MSによるメタボローム測定法の開発者
- 岩竹徹 - 環境情報学部教授、CSP代表
- 福田和也 - 環境情報学部教授、文芸評論家
- 佐藤雅彦 - 環境情報学部特別招聘教授、元CMプランナー
- 渡辺靖 - 環境情報学部教授、サントリー学芸賞受賞、第1回日本学術振興会賞受賞、文化人類学
- 加藤文俊 - 環境情報学部教授、社会学
- 清水浩 - 環境情報学部教授、電気自動車・次世代エネルギーシステム、電気自動車エリーカ開発、株式会社SIM-Drive創業者
- 加藤貴昭 - 環境情報学部教授、SFC研究所ベースボール・ラボ代表、野球部部長

### 看護医療学部・健康マネジメント研究科
- 太田喜久子 - 看護医療学部教授、学部長、日本看護系学会協議会会長
- 佐藤蓉子 - 看護医療学部教授、前学部長
- 小池智子 - 看護医療学部准教授、日本看護管理学会評議委員
- 宮川祥子 - 看護医療学部准教授、情報学者

### 政策・メディア研究科
- 金子郁容 - 政策・メディア研究科教授、大学院研究科前委員長
- 曽根泰教 - 政策・メディア研究科教授、政治学
- 伊藤良二 - 政策・メディア研究科教授、　マッキンゼー・アンド・カンパニー元パートナー、ベイン・アンド・カンパニー元パートナー
- 伊藤滋 - 政策・メディア研究科客員教授、東京大学名誉教授
- 土屋大洋 - 政策・メディア研究科教授、国際関係論
- 小林光 - 政策メディア・研究科教授、東京大学大学院客員教授、環境政策論、元環境省事務次官、経済学部卒
- 鈴木寛 - 政策・メディア研究科兼総合政策学部教授、元参議院議員、元文部科学副大臣
- 渡邊智暁 - 政策・メディア研究科特任准教授、特定非営利活動法人コモンスフィア理事長

### メディアデザイン研究科
- 岸博幸 - メディアデザイン研究科教授、元通商産業省官僚、コロンビア大学MBA
- 石戸奈々子 - メディアデザイン研究科准教授
- 中村伊知哉 - メディアデザイン研究科特別招聘教授
- 古川享 - メディアデザイン研究科教授、元マイクロソフト株式会社会長

### システムデザイン・マネジメント研究科
- 西村秀和 - システムデザイン・マネジメント研究科教授
- 神武直彦 - システムデザイン・マネジメント研究科教授
- 筧裕介 - システムデザイン・マネジメント研究科特任教授、デザイナー、イシュープラスデザイン理事長、日本計画行政学会学会奨励賞、グッドデザイン賞

### 経営管理研究科（ビジネススクール）
- 井上哲浩 - 経営管理研究科教授、マーケティング、カリフォルニア大学博士
- 奥村昭博 - 経営管理研究科名誉教授、組織マネジメント、公認会計士試験委員
- 小幡績 - 経営管理研究科准教授、経済学者、個人投資家
- 高木晴夫 - 経営管理研究科教授、組織行動学、ハーバード大学経営学博士
- 田中滋 - 経営管理研究科教授、医療経済学、医療経営学
- 山根節 - 経営管理研究科教授、公認会計士、会計管理、経営戦略
- 中村洋 - 経営管理研究科教授、経済学、産業組織論、経営戦略論、スタンフォード大学博士
- 清水勝彦 - 経営管理研究科教授、組織マネジメント、M＆A、元テキサス大学准教授

### 法務研究科（法科大学院）
- 大沢秀介 - 法務研究科教授、法学部教授、憲法、司法試験委員
- 駒村圭吾 - 法務研究科教授、法学部教授、憲法
- 山元一 - 法務研究科教授、憲法
- 山本龍彦 - 法務研究科教授、憲法
- 横大道聡 - 法務研究科教授、憲法
- 磯部哲 - 法務研究科教授 行政法
- 池田真朗 - 法務研究科教授、法学部教授、民法、司法試験委員、紫綬褒章（2012年）
- 鹿野菜穂子 - 法務研究科教授、民法、消費者法、消費者委員会委員
- 西希代子 - 法務研究科教授、民法
- 平野裕之 - 法務研究科教授、民法、司法試験委員
- 井田良 - 法務研究科教授、常任理事、刑法、司法試験委員
- 伊東研祐 - 法務研究科教授、刑法、司法試験委員
- 芳賀雅顯 - 法務研究科教授、民事訴訟法
- 三木浩一 - 法務研究科教授、民事訴訟法、元司法試験委員
- 平良木登規男 - 法務研究科教授、刑事訴訟法、司法試験委員、元札幌高裁判事
- 高田賢治 - 法務研究科教授、倒産法
- 庄司克宏 - 法務研究科教授 EU法

### その他
- 榊原英資 - 元グローバルセキュリティーセンター教授、元大蔵省財務官
- 大野裕 - 慶應義塾大学保健管理センター教授

## 元教職員

### 文学部
- ウィリアム・リスカム - 初代文学科主任、ハーバード大学総長チャールズ・W・エリオットの推薦により来日
- アーサー・ロイド - 文学科主任、ノースウェスタン大学法学部長
- 宇野善康 - 文学部名誉教授、社会心理学者
- 与謝野鉄幹（寛） - 文学部教授
- 羽柴雄輔 - 庄内藩士、慶應義塾図書館員
- 小山内薫 - 演劇研究会主催、文学科講師
- 山路愛山 - 史学科教授、民友社、三田文学史学担当
- 大山柏 - 文学博士、陸軍少佐、貴族院公爵議員、戊辰戦争研究家
- 柳田國男 - 文学部講師、枢密顧問官、学士院会員、文化勲章
- 島崎藤村 - 文学科教授、詩人、三田英学校卒
- 永井荷風 - 文学部教授、「三田文学」を主宰、日本芸術院会員、文化勲章受章
- 馬場孤蝶 - 文学科顧問、詩人、英文学者、三田文学主催
- 森鷗外 - 文学科顧問、陸軍軍医総監、医学博士、文学博士
- 上田敏 - 文学科顧問、詩人、翻訳家
- 西田幾多郎 - 文学部講師、京都学派創始者
- 田中萃一郎 - 史学科創設者、歴史学者
- ルートヴィヒ・リース - ドイツ人歴史学者
- 井筒俊彦 - 文学部名誉教授、イスラム研究、イラン王立研究所教授、日本学士院会員、文学部卒
- 池田潔 - 文学部名誉教授、国家公安委員会委員、英文学、「自由と規律」著者、ケンブリッジ大卒
- 池田弥三郎 - 文学部名誉教授、NHK解説委員、紫綬褒章受章、国文学、民俗学、文学部卒
- 岩男寿美子 - 文学部名誉教授、国家公安委員会委員、武蔵工業大学教授、社会心理学、文学部卒
- 岩崎英二郎 - 文学部名誉教授、ドイツ語学、日本学士院会員、東京帝大卒
- 奥野信太郎 - 文学部教授、日本中国学会、中国文学
- 折口信夫 - 文学部名誉教授、民俗学者、日本芸術院賞受賞、大日本芸能学会会長
- 鹿子木員信 - 文学部教授、ベルリン大学客員教授、九州帝国大学法文学部長、陸軍最高顧問（中将待遇）、哲学
- 相良守峯 - 文学部教授、東京大学名誉教授、日本独文学会創設、文化功労者、文化勲章受章
- 鈴木公雄 - 文学部名誉教授、歴史学者
- 戸川秋骨 - 文学部教授、「文学界」を創刊、翻訳家、東大卒
- 豊島与志雄 - 文学部講師、日本芸術院会員、陸軍大学校教授、東京帝大卒
- 西脇順三郎 - 文学部名誉教授、アメリカ芸術科学アカデミー外国人名誉会員、文化功労者、日本芸術院会員、ノーベル賞候補、理財科(経済学部)卒
- 服部四郎 - 語学研究所所属、東京大学名誉教授、文化勲章受章、日本学士院会員、東大卒
- 松原秀一 - 名誉教授、フランス中世文献学、経済学部卒、フランス国立ポワティエ大学名誉博士、レジオン・ドヌール勲章を受章、アーサー王学会会員
- 立仙順朗 ‐ 文学部名誉教授、近代フランス文学、文学部卒
- 鈴木孝夫 - 文学部名誉教授、言語学者、文学部卒
- 川合貞一 - 文学部名誉教授、塾初の名誉教授、哲学、文学科主任、元学部長、文学科卒
- 橋本増吉 - 文学部教授、東洋大学長
- 波多野誼余夫 - 文学部教授、教育心理学、元日本認知科学会会長
- 田中一貞 - 文学部教授、初代社会学担当、図書館長、社会学、フランス語
- 有賀喜左衛門 - 文学部教授、日本女子大学長、社会学
- 内藤智秀 - 文学部教授、バビロン学会設立、聖心女子大学教授、西洋史
- 富田正文 - 文学部講師、慶應義塾参与、日本学士院賞受賞、文学部卒
- 松本信広 - 文学部名誉教授、日本民族学会理事長、東南アジア史学会長、日本学術会議会員、文学部卒
- 若宮卯之助 - 社会学教授。原理日本社同人、国際政経学会常務理事、新聞「日本」社長兼主筆、中央新聞主筆
- 渡辺茂男 - 文学部教授、図書館学、児童文学者
- 竹内好 - 中国文学者、文芸評論家
- 唐須教光 - 文学部教授、言語人類学・意味論・社会言語学・日英語対照研究・異文化コミュニケーション・記号論・バイリンガリズム・現象学的言語学・意味の生成・語の多義性・ことばの民族誌・認知学、文学部卒
- 三宅幸夫 - 文学部教授

### 経済学部（元理財科）
- 池尾和人 - 経済学部名誉教授、経済学部教授、金融論、元日本ファイナンス学会長
- 金子勝 - 経済学部名誉教授、財政学、コメンテーター
- ギャレット・ドロッパーズ - 初代理財科主任、ハーバード大学から派遣
- 野村兼太郎 - 名誉教授、経済思想史、日本学士院会員、東洋貨幣協会名誉会員、日本学士院賞受賞
- 小暮厚之 - 経済学部名誉教授
- 小宮山綏介 - 水戸藩士、理財科教授、漢学者
- 塩澤修平 - 経済学部名誉教授、元経済学部長、経済学部教授、理論経済学、金融論、元内閣府参事官
- 堀切善兵衛 - 理財科主任、衆議院議長、貴族院議員
- 名取和作 - 理財科教授、時事新報社社長、貴族院議員
- 三辺金蔵 -理財科教授、経済学部名誉教授、元学部長、立教大学総長、千葉商科大学教授・商経学部長
- 横山雅男 - 統計学者、大日本帝国陸軍文官、統計学普及最大の功労者
- 堀江帰一 - 経済学部名誉教授、理財科学長、元学部長、貨幣論・銀行論・財政学
- 速水融 - 経済学部名誉教授、元学部長、国際日本文化研究センター名誉教授、麗澤大学名誉教授、日本学士院賞受賞、日本学士院会員、文化功労者、文化勲章受章者、歴史人口学、社会経済史
- 細田衛士 - 経済学部名誉教授、元経済学部長、経済学部教授、環境経済学、元慶應義塾大学経済研究所所長
- 奥井復太郎 - 経済学部名誉教授、KBS初代校長
- 島田晴雄 - 経済学部名誉教授、富士通総研経済研究所理事長、元・ 内閣府特命顧問、元・東京大学客員教授、元・MIT訪問教授、元・フランスESSEC交換教授
- 松浦保 - 経済学部元教授、イタリア経済研究の大家
- 大山道広 - 経済学部名誉教授、日本経済学会会長
- 福岡正夫 - 経済学部名誉教授、元学部長、日本経済学会会長、ケンブリッジ大学訪問教授、紫綬褒章
- 気賀勘重 - 経済学部名誉教授、日本における経済政策の祖、理財科長、元学部長
- 永田清 - 経済学部名誉教授、日清製粉社長、NHK会長
- 加田哲二 - 経済学部名誉教授、太平洋経済戦争論
- 山本登 - 経済学部名誉教授、元アジア政経学会理事長、紫綬褒章
- 中村勝己 - 経済学部名誉教授、経済史
- 矢内原勝 - 経済学部名誉教授、国際開発学
- ラース・ハンセン - 経済学部客員教授（2009年）、シカゴ大学教授、ノーベル経済学賞受賞
- 清水雅彦 - 経済学部名誉教授、計量経済学、産業構造分析、産業技術論
- 吉野直行 - 経済学部名誉教授、金融財政政策、（前）アジア開発銀行研究所所長、元ニューヨーク州立大学助教授、元日本経済学会常任理事、元金融学会理事、金融審議会会長、スウェーデンGoteborg大学名誉博士、ドイツMartin Luther University Halle Wittenberg名誉博士、福澤賞、金融庁金融研究センター顧問、日本FP(Financial Planning)学会会長,パラオ共和国経済顧問、Stockholm School of Economics, Advisory Board （Chair).
- 中山幹夫 - 経済学部名誉教授、ゲーム理論
- 渡辺幸男 - 経済学部名誉教授、中小企業論、日本中小企業学会会長
- 小室正紀 - 経済学部名誉教授、元経済学部長、日本経済史、日本経済思想史
- 瀬古美喜 - 経済学部名誉教授、武蔵野大学経済学部教授、都市経済学、応用ミクロ経済学、元アジア不動産学会会長
- 清水透 - 経済学部名誉教授、ラテンアメリカ社会史
- 和気洋子 - 経済学部名誉教授、国際経済学、環境経済学

### 法学部（法律科・政治科）
- ジョン・ヘンリー・ウィグモア - 初代法律科主任、英法律学、国際公法、国際私法、ハーバード大学から派遣
- 小此木政夫 - 名誉教授、現代朝鮮政治、極東アジア国際政治
- 平沼騏一郎 - 法学部政治科教授、債権担当、内閣総理大臣、男爵
- 石川明 - 法学博士、法学部教授、民事訴訟法担当
- 岡田朝太郎 - 法学博士、法学部教授、刑法担当
- 木場貞長 - 法学博士、政治科教授、政治学・比較憲法担当、錦鶏間祗候
- 木下友三郎 - 行政裁判所部長、明治大学学長・総長
- 清水澄 - 法学博士、法学部教授、憲法・行政法担当、帝国学士院会員、枢密院議長
- 松波仁一郎 - 法学博士、法学部教授、商法担当
- 有賀長雄 - 法学博士、憲法、国際法担当
- 横田秀雄 - 法学博士、政治科教授、物権担当、大審院長
- 浅井清 - 法学博士、人事院初代総裁、貴族院勅選議員
- 古賀廉造 - 政治科教授、刑法担当、大審院検事・判事、貴族院議員
- 石渡敏一 - 法学博士、政治科教授、刑法担当、貴族院勅選議員、枢密顧問官
- 朝吹三吉 - 法学部名誉教授、フランス文学者、文学部卒
- 生田正輝 - 法学部名誉教授、元慶応義塾大学新聞研究所長
- 正田彬 - 法学部名誉教授
- 三淵忠彦 - 法学部講師、最高裁判所長官
- 団藤重光 - 法学部教授、最高裁判所判事、日本学士院会員、文化勲章受章
- 池井優 - 法学部名誉教授、政治学、政治学科卒
- 神谷不二 - 法学部名誉教授、日本世界戦略フォーラム理事長
- 堀江湛 - 法学部名誉教授、政治学、尚美学園大学長
- 中谷瑾子 - 法学部名誉教授、日本生命倫理学会会長、刑法
- 根岸毅 - 法学部名誉教授、政治学、政治学科卒、日比谷高卒
- 神戸寅次郎 - 法学部名誉教授、元学部長、民法、法学部卒
- 青木徹二 - 法学部名誉教授、信託法、法律科教授、法学博士
- 竹田恒泰 - 法学部非常勤講師、作家、憲法学、明治天皇の玄孫
- 薬師寺泰蔵 - 法学部教授、国際政治理論、国際大学グローバルコミュニケーション・センター客員研究員
- 宮澤浩一 - 被害者学の権威

### 商学部
- 辻村江太郎 - 商学部名誉教授、元日本経済学会会長、文化功労者、経済学部卒
- 青木昌彦 - 商学部客員教授、スタンフォード大学名誉教授、元経済産業研究所長、東大卒
- 佐野陽子 - 商学部名誉教授、元学部長、嘉悦大学名誉学長、日本経済図書文化賞、紫綬褒章受章
- 西川俊作 - 商学部名誉教授、日本経済学会常任理事、経済学部卒
- 村田昭治 - 商学部名誉教授、マーケティング、経済学部卒
- 内海孚 - 商学部名誉教授、日本格付研究所社長、元大蔵省財務官、東大卒
- 小比賀正敬 - 商学部名誉教授、細胞生物学

### 理工学部（元工学部）
- 稲崎一郎 - 理工学部名誉教授、前理工学部長、カリフォルニア大学客員教授
- 米沢富美子 - 理工学部名誉教授、元京都大学助教授、日本物理学会会長、日本学術会議会員
- 安西修一郎 - 理工学部名誉教授
- 戸張規子 - 理工学部名誉教授、フランス語、教育功労章
- 千住鎮雄 - 工学部名誉教授
- 大塚保治 - 元理工学部長、高分子、勲三等旭日中綬章受章
- 下郷太郎 - 理工学部名誉教授
- 高橋秀俊 - 工学部名誉教授、情報処理学会会長、パラメトロン発明者、文化功労者
- 久保亮五 - 理工学部教授、東京大学名誉教授、ボルツマンメダル受賞、文化勲章受章
- 武井武 - 工学部名誉教授、東京工業大学名誉教授、フェライト研究、文化功労者、勲二等旭日重光章、藍綬褒章
- 浦昭二 - 理工学部名誉教授、新潟国際情報大学名誉教授、元学部長
- 岩田末廣 - 理工学部名誉教授、理論化学
- 森敬 - 理工学部教授、森ビル社長森稔の実兄
- 隈研吾 - 理工学部教授、東京大学教授、スピリットオブネイチャー国際木の建築賞、日本建築学会賞、林野庁長官賞、NHKプロフェッショナル放送
- 佐々木敬介 - 工学部名誉教授、千歳科学技術大学長、光電気工学
- 浦昭二 - 理工学部名誉教授、新潟国際情報大学名誉教授、元学部長
- 松岡由幸 - 理工学部名誉教授
- 前田吉昭 - 理工学部教授、数学者、COE採択拠点リーダー
- 中西正和 - 理工学部教授、計算機科学者

### 医学部
- 松山棟庵 - 慶應義塾医学所設立から廃校まで校長
- 北里柴三郎 - 医学部教授、初代学部長、大日本医師会初代会長、帝国学士院会員、北里研究所初代所長、フランス医学アカデミー会員
- 松林久吉 - 医学部長（第7代）、初代琉球大学保健学部長、防衛医科大学校初代校長
- 竜野一雄 - 医学博士、漢方医学者、帝国学士院会員、日本東洋医学会初代会長
- 北島多一 - 医学部名誉教授、第二代学部長、北里研究所所長、日本医師会第二代会長、文化功労者、東京帝大卒
- 志賀潔 - 医学部教授、京城帝国大学総長、文化勲章受章、日本学士院会員、ハーバード大学名誉博士
- 秦佐八郎 - 医学部教授、細菌学者、日本学士院会員、サルバルサンの発明、三高医学部卒
- 岡田満 - 医学部教授、初代歯学科教授、大日本歯科医学会会長、ジョージ・ワシントン大卒
- 渡辺格 - 医学部名誉教授、京都大学教授、DNA研究先駆者、利根川進の師、東京帝大卒
- 土屋雅春 - 医学部名誉教授、フランス医学アカデミー会員、世界微小循環学会会長
- 西本征央 - 医学部教授、病理学、アルツハイマー病による脳神経細胞の死滅を防ぐ物質を発見
- 牛場大蔵 - 医学部名誉教授、元学部長、日本医学教育学会会長、全国医学部長病院長会議副会長
- 飯塚哲太郎 - 医学部助教授、理化学研究所播磨研究所長、井上学術賞受賞、東大卒
- 藤浪剛一 - 医学部教授、日本レントゲン学会、日本医史学会創立、岡山医専卒
- 谷津直秀 - 医学部教授、後に東京帝国大学医学部教授
- 佐々木正五 - 医学部名誉教授、東海大学医学部初代医学部長、医学部卒
- 石川七郎 - 医学部教授、国立がん研究センター総長、武田医学賞

### 薬学部
- 笠原忠 - 薬学部教授、元慶應義塾常任理事、東大博士（薬学）

### 総合政策学部
- 阿川尚之 - 名誉教授、前常任理事、前学部長、米国法律史、日米関係論、外務省駐米公使、父は作家の弘之、妹は佐和子。
- 井関利明 - 総合政策学部名誉教授、元学部長、千葉商科大学政策情報学部長、経済学部卒
- 逢阪貴士 - 総合政策学部教授、第3代警察庁サイバー警察局長、内閣総理大臣秘書官[7]
- 奥田敦 - 元総合政策学部教授、イスラーム法、イスラム教徒、「女子大生洗脳不倫事件」で諭旨退職
- 加藤寛 - 総合政策学部名誉教授、元学部長、千葉商科大学名誉学長、政府税制調査会元会長、娘は加藤千恵、経済学部卒
- 草野厚 - 名誉教授、国際関係論
- 小島朋之 - 総合政策学部教授、元学部長、アジア政経学会理事長
- 竹中平蔵 - 名誉教授、前グローバルセキュリティ研究所所長、前大学院メディアデザイン学研究科委員、元総務大臣、阪大博士(経済学)

### 環境情報学部
- 相磯秀夫 - 環境情報学部名誉教授、初代環境情報学部長、工学研究科、東京工科大学学長
- 小此木啓吾 - 環境情報学部教授、医学部兼担教授、元日本精神分析学会会長、精神医学の権威、医学部卒
- 江藤淳 - 環境情報学部教授、文芸評論家、日本芸術院賞受賞、文学部卒

### 看護医療学部
- 山下香枝子 - 看護医療学部教授、前学部長、慶應義塾大学ワークライフバランス研究センター・センター長

### システムデザイン・マネジメント研究科
- 狼嘉彰 - システムデザイン・マネジメント研究科附属システムデザイン・マネジメント研究所名誉顧問
- 手嶋龍一 - システムデザイン・マネジメント研究科附属システムデザイン・マネジメント研究所顧問
- 日比谷孟俊 - システムデザイン・マネジメント研究科附属システムデザイン・マネジメント研究所名誉顧問
- 前野隆司 - システムデザイン・マネジメント研究科附属システムデザイン・マネジメント研究所顧問、慶應義塾大学名誉教授
- 村上周三 - システムデザイン・マネジメント研究科元特任教授
- 谷口智彦 - システムデザイン・マネジメント研究科附属システムデザイン・マネジメント研究所顧問
- 茂木健一郎 - システムデザイン・マネジメント研究科元特任教授

### 法務研究科（法科大学院）
- 青木節子 - 慶應義塾大学名誉教授、千葉工業大学惑星探査研究センター客員主席研究員、国際法、宇宙法、紫綬褒章受章者
- 江口公典 - 法務研究科名誉教授、経済法
- 太田穣 - 法務研究科教授 一般企業法務
- 岡部喜代子 - 法務研究科教授 民法、最高裁判事、元判事
- 春日偉知郎 - 法務研究科教授、民事訴訟法、司法試験委員
- 渡邉惠理子 - 法務研究科教授　独占禁止法、最高裁判事

### その他（特選塾員、慶應義塾時代の教員、大学予科の教員など）
- 坂田警軒 - 慶應義塾講師、漢学者、岡山藩校「興譲館」館長、衆議院議員
- 根岸信五郎 - 越後長岡藩士、慶應義塾剣術部師範、神道無念流
- 徳川頼倫 - 慶應義塾創立五十年記念図書館設立委員、貴族院侯爵議員
- 森村市左衛門 - 慶應義塾特選塾員、森村財閥総帥
- 高嶺秀夫 - 会津藩士、慶應義塾初期教員、本邦師範教育の始祖、ペスタロッチ教育運動指導者
- ジョセフ・E・スティグリッツ - 客員教授、コロンビア大学教授、ノーベル経済学賞受賞
- 石田新太郎 - 慶應義塾理事・幹事、朝鮮総督府視学官、広島陸軍幼年学校教官、台湾総督府国語学校教頭
- 蓑田胸喜 - 予科教授、原理日本社主宰
- ウォルター・ウェストン - 登山家
- 持田盛二 - 剣道十段
- 山下義韶 - 慶應義塾體育會柔道部師範
- フレデリック・イーストレイク - 来日外国人、言語学博士、国民英学会創立者
- 松本隆 - 作詞家

## 他大学教職員、研究機関所属等
- 霍見芳浩 - ニューヨーク市立大学教授、コロンビア大学教授、カリフォルニア大学教授、国際経済学
- 将基面貴巳 - オタゴ大学（ニュージーランド）教授、西洋史、法学部政治学科卒
- 渡辺洪基 - 東京帝国大学初代総長（現在の東京大学総長）、東京府知事、貴族院議員
- 濱尾新 - 文部大臣（松方内閣）、東京帝国大学第3代、第8代総長、東京美術大学(現東京芸術大学)初代学長
- 坂村健 - 東京大学教授、情報工学、トロン開発者、武田賞受賞、工学部卒、塾高卒
- 松田康博 - 東京大学教授、国際政治学
- 佐伯胖 - 東京大学元教育学部長、東京大学名誉教授、青山学院大学総合研究所所長
- 河原田秀夫 - 東京大学大学院工学研究科助教授、千葉大学工学部教授、日本応用数理学会会長
- 柳川範之 - 東京大学大学院経済学研究科教授、契約理論、経済学部卒
- 澤田康幸 - 東京大学大学院経済学研究科教授、開発経済学・国際経済学
- 武田朗子 - 東京大学大学院情報理工学系研究科教授、理化学研究所連続最適化チームリーダー
- 服部孝洋 - 東京大学公共政策大学院特任准教授、ファイナンス、応用計量経済学、マクロ経済学
- 御子柴克彦 - 東京大学医学部名誉教授・日本学士院賞・紫綬褒章
- 秦藤樹 - 北里大学医学部教授、日本学士院賞・紫綬褒章
- 谷村吉隆 - 京都大学理学研究科化学専攻教授
- 阿保順子 - 看護学者、看護師、元長野県看護大学学長
- 齋藤ゆみ - 看護学者、看護師、元京都大学大学院医学研究科教授、獨協医科大学大学院看護学研究科特任教授、文学部卒
- 掛谷秀昭 - 京都大学薬学部教授
- 山内弘隆 - 一橋大学名誉教授、一橋大学商学研究科長兼商学部長
- 尾髙煌之助 - 一橋大学名誉教授、経済学、紫綬褒章
- 島貫智行 - 一橋大学名誉教授、一橋大学大学院経営管理研究科教授、一橋大学評議員
- 守島基博 - 一橋大学名誉教授、 学習院大学副学長
- 斎藤修 - 一橋大学名誉教授、アメリカ芸術科学アカデミー外国人名誉会員、日本学士院会員、日本学士院賞受賞
- 寺田麻佑 - 一橋大学教授
- 山本拓 - 一橋大学名誉教授、日本統計学会理事長
- 友部謙一 - 一橋大学教授、経済史
- 北村行伸 - 一橋大学経済研究所教授、慶應大商学部客員教授、日本銀行金融研究所研究員、OECDエコノミスト
- 佐々木隆志 - 一橋大学教授、会計学
- 佐藤文香 - 一橋大学教授、フェミニズム
- 藤井信生 - 東京工業大学名誉教授、電子工学
- 渡辺利夫 - 東京工業大学名誉教授、拓殖大学学長、元アジア政経学会理事長、アジア経済の第一人者
- 大村敬一 - 早稲田大学大学院ファイナンス研究科教授、研究科長
- 小林啓孝 - 早稲田大学教授、管理会計、慶大商学博士
- 竜田邦明 - 早稲田大学栄誉フェロー・日本学士院賞・紫綬褒章
- 渡邊亮 - 早稲田大学理工学部教授
- 唐亮 - 早稲田大学教授、政治学
- 青山瑠妙 - 早稲田大学教授、政治学
- 江藤名保子 - 学習院大学法学部教授、法学、政治学
- 鬼頭宏 - 上智大学経済学部教授、静岡県立大学学長
- 澤江史子 - 上智大学総合グローバル学部教授
- 川瀬剛志 - 上智大学教授、元大阪大学法科大学院助教授、経済産業研究所ファカルティフェロー、法学部卒、法学研究科
- 三浦まり - 上智大学法学部教授
- 西川泰夫 - 上智大学名誉教授、心理学
- 永富友海 - 上智大学教授、英文学
- 浅見昇吾 - 上智大学教授、哲学
- 森島泰則 - 国際基督教大学教授、心理学
- 矢嶋直規 - 国際基督教大学教授、哲学
- 加藤恵津子 - 国際基督教大学教授、文化人類学
- 千葉恵 - 北海道大学教授（哲学）
- 田中隆雄 - 東北大学大学院経済学研究科教授、公認会計士試験委員、日本管理会計学会長、商学院研究生
- 吉原直樹 - 東北大学大学院文学研究科教授、都市社会学、経済学部卒、社会学研究科
- 秩父重英 - 東北大学教授、COE採択メンバー、理工学部卒、理工学研究科
- 阿南友亮 - 東北大学教授、政治学
- 角ヶ谷典幸 - 名古屋大学教授、会計学
- 阿部顕三 - 大阪大学経済学部教授、国際経済学
- 堀江剛 - 大阪大学教授、哲学
- 堂目卓生 - 大阪大学経済学部教授、紫綬褒章（2019年）
- 渡邊啓貴 - 東京外国語大学外国語学部教授、パリ高等研究大学院客員教授
- 藪野浩司 - 筑波大学大学院教授、機械工学、非線形力学
- 東野篤子 - 筑波大学准教授、元広島市立大学准教授
- 油田信一 - 工学部卒、工学博士、筑波大学名誉教授、芝浦工業大学教授、知能ロボット研究
- 佐藤誠三郎 - 政策研究大学院大学副学長、慶大総合政策学部教授、東大名誉教授
- 刀根薫 - 政策研究大学院大学名誉教授、慶大工学部助教授、工学博士 (論文)慶大、元日本オペレーションズ・リサーチ学会会長
- 佐藤一郎 - 国立情報学研究所副所長・教授、総合研究大学院大学教授併任、コンピューターサイエンス
- 萩野純一郎 - 北陸先端科学技術大学院大学准教授、情報工学者
- 遠藤久夫 - 国立社会保障・人口問題研究所所長
- 磯田道史 - 国際日本文化研究センター教授、日本史(近世史)、文学部史学科卒、文学研究科
- 香西洋樹 - 元国立天文台助教授、文学部中退
- 栗本慎一郎 - 元明治大学教授、東京農業大学教授、経済人類学者、評論家、元衆議院議員、経済学部卒、経済学科
- 小俣光文 - 明治大学教授、会計学
- 勝悦子 - 明治大学教授、経済学
- 加藤久和 - 明治大学教授、経済学
- 酒井信 - 明治大学准教授、文芸批評
- 小林一郎 - 青山学院大学特任教授、経営学者、欧州復興開発銀行 シニアインダストリアルアドバイザー
- 宮副謙司 - 青山学院大学教授、経営学
- 藤原淳賀 - 青山学院大学教授、神学
- 黒岩健一郎 - 青山学院大学教授、経営学
- 生井英考 - 立教大学教授、アメリカ研究
- 石黒広昭 - 立教大学教授、教育学
- 秋野晶二 - 立教大学教授、経営学
- 増田壽男 - 法政大学総長
- 宮脇典彦 - 法政大学経済学部長
- 新倉貴士 - 法政大学教授、経営学
- 高田朝子 - 法政大学教授、経営学
- 小林謙一 - 中央大学教授、考古学者
- 長谷川聰哲 - 中央大学総合政策学部教授、北京大学客員教授、国際通商政策、商学研究科
- 三船毅 - 中央大学教授、政治学
- 飯島大邦 - 中央大学教授、経済学
- 宮丸裕二 - 中央大学教授、英文学
- 松下光司 - 中央大学教授、経営学
- 澁谷覚 - 早稲田大学教授、経営学
- 渡辺保 - 放送大学教授、演劇論
- 槇智雄 - 保安大学校（現防衛大学校）初代校長、慶大法学部教授
- 菊澤研宗 - 防衛大学校人文社会科学群教授、組織論
- 森弘之 - 東京都立大学教授、物理学
- 内海朋子 - 横浜国立大学大学院 国際社会科学研究院 国際社会科学部門教授、刑法
- 永井均 - 千葉大学教授、哲学、文学部哲学科卒、文学研究科
- 大石亜希子 - 千葉大学教授、経済学
- 中原秀登 - 千葉大学教授、経営学
- 新井誠 - 広島大学教授、憲法
- 岡本智英子 - 関西学院大学教授、商法
- 古川靖洋 - 関西学院大学教授、経営学
- 亀田啓悟 - 関西学院大学教授、経済学
- 中島定彦 - 関西学院大学教授、心理学
- 浅野健一 - 同志社大学元教授、ジャーナリズム論
- 安江則子 - 立命館大学教授、国際法
- 佐藤幸男 - 名古屋工業大学名誉教授、情報工学
- 北條勝彦 - 大阪工業大学名誉教授、機械工学
- 斎藤義和 - 元大阪工業大学助教授、機械工学
- 松島栄次 - 大阪工業大学准教授、機械工学
- 越智秀 - 大阪工業大学准教授、化学・機械工学
- 鈴木公子 - 大阪工業大学名誉教授、教育科学
- 住吉和司 - 大阪工業大学名誉教授、経営工学
- 阿部正浩 - 獨協大学教授、経済産業研究所フェロー
- 今高城治 - 作家、医師、博士（医学・獨協医科大学）、獨協医科大学医学部小児科学准教授、文学部卒
- 高橋徳行 - 武蔵大学経済学部教授、起業学
- 白砂堤津耶 - 東京女子大学現代教養学部教授、経済学者、計量経済学
- 秋山孝允 - 日本大学国際関係学部教授、元政策研究大学院大学客員教授、元世界銀行エコノミスト、国際経済学
- 呉文炳 - 経済学者、日本大学元総長、法学部卒
- 橋本増吉 - 元東洋大学長、元慶應大文学部教授
- 瀬尾育弐 - 駒澤大学医療健康科学部教授
- 加藤普章 - 大東文化大学法学部教授、政治学
- 冲永佳史 - 帝京大学学長、理事長、理工学部卒、理工学研究科
- 黒瀬直宏 - 嘉悦大学教授
- 原田勝弘 - 明治学院大学名誉教授、社会学
- 佐々木直亮 - 弘前大学医学部名誉教授、衛生学、りんごの高血圧予防効果を世界にさきがけて指摘
- 藤森健太郎 - 群馬大学准教授、古代日本史儀礼研究
- 小谷順子 - 静岡大学教授、憲法
- 織田一朗 - 山口大学客員教授、時間・時計研究
- 柏木英彦 - 山口大学教授、中世西洋哲学研究
- 加田哲二 - 山口大学教授、社会学
- 塩原俊彦 - 高知大学准教授、ロシア経済論
- 石川好 - 秋田公立美術工芸短期大学学長、法学部政治学科卒
- 森周子 - 成城大学経済学部教授
- 宮田律 - 静岡県立大学教授、イスラム政治学・国際関係学
- 浅井章良 - 静岡県立大学大学院薬学研究科教授
- 小久保康之 - 静岡県立大学国際関係学部教授
- 小浜裕久 - 静岡県立大学国際関係学部教授
- 斉藤和巳 - 静岡県立大学経営情報学部教授
- 山本幸司 - 静岡文化芸術大学教授、歴史学者（日本中世史法制史、思想史）、経済学研究科
- 岡本尚 - 名古屋市立大学分子医学研究所教授
- 小沢牧子 - 元和光大学非常勤講師、臨床心理学、文学部卒
- 高山紀齋 - 日本初の歯科医師、東京歯科大学の創設者、日本歯科医師会初代会長、日本の歯科医界の父
- 杉本正 - 元札幌学院大学学長
- 家田愛子 - 札幌学院大学元教授、労働法、文学部卒
- 真鍋龍太郎 - 経営情報学会歴代会長・文教大学名誉教授（元・文教大学情報学部情報システム学科教授）、大学院工学研究科管理工学専攻 博士後期課程 単位修得満期退学、大学院工学研究科管理工学専攻 修士課程 修了
- 原科孝雄 - 元埼玉医科大学教授
- 暮沢剛巳 - 東京工科大学教授
- 西川賢 - 津田塾大学教授、政治学
- 増田弘 - 東洋英和女学院大学国際社会学部教授、政治学
- 西岡信雄 - 大阪音楽大学学長
- 廣岡正久 - 学校法人京都産業大学理事長、政治学
- 中内潤 - 流通科学大学理事長
- 松村豊大 - 徳島文理大学総合政策学部教授・研究科長、法学部卒
- 小松川浩 - 公立千歳科学技術大学理工学部情報システム工学科教授、理工学
- 山口真一 - 国際大学グローバル・コミュニケーション・センター（GLOCOM）主任研究員/准教授（情報社会研究グループ）
- 渡邉妙子 - 佐野美術館理事長、刀剣学者
- 長谷川昭 - 東邦大学医学部名誉教授
- 小笠原高雪 - 東京国際大学教授
- 木村俊昭 - 東京農業大学教授
- 津田みわ - アジア経済研究所主任研究員
- 越智敏夫 - 新潟国際情報大学学長、政治学
- 金井高志 - 武蔵野大学教授、弁護士

## 著名な出身者

### 武士
- 佐久間恪二郎 - 新撰組隊士、三浦啓之助
- 江南哲夫 - 白虎隊士
- 阿部杖策 - 彰義隊記録掛組頭
- 宇加地新八 - 米沢藩士
- 河野仲次郎 - 八王子千人同心頭

### 大日本帝国海軍・陸軍軍人および軍属
- 麻生弼吉 - 初代海軍機関学校校長
- 加藤哲太郎 - 陸軍中尉・新潟東京捕虜収容所第五分所長
- 吉田庾（广+臾） - 黒田藩家老吉田家14代、第9代玄洋社長、満州義軍、九州日報取締役
- 曽根俊虎 - 海軍大尉
- 中牟田倉之助 - 子爵、海軍大学校長、枢密顧問官
- 日高壮之丞 - 海軍大将
- 鏑木誠 - 海軍少将
- 平山藤次郎 - 海軍大佐、商船学校長
- 小橋篤蔵 - 海軍大佐
- 土屋光金 - 海軍大佐、男爵
- 永田泰次郎 - 海軍中佐
- 浅岡満俊 - 海軍造船中将
- 矢野常太郎 - 海軍主計少将
- 真野秀雄 - 海軍主計少将
- 谷元兵右衛門 - 海軍主計中監
- 甲斐鉄三郎 - 海軍造船大監
- 寺島成信 - 海軍編修書記、日本郵船参与
- 大山梓 - 主計大尉、法学博士
- 野村実 - 海軍兵学校教官、文学博士、海軍史研究者
- 蘆野敬三郎 - 海軍大学教授、理学博士
- 石田新太郎 - 朝鮮総督府視学官、広島陸軍幼年学校教官、台湾総督府国語学校教頭
- 朽木綱貞 - 陸軍少佐、子爵
- 有馬良橘 - 海軍大将、枢密顧問官
- 上原良司 - 陸軍大尉、特別攻撃隊隊員、戦没学生
- 河石達吾 - 陸軍大尉、ロサンゼルスオリンピック (1932年)銀メダリスト、戦没学生
- 富永靖 - 特別操縦見習士官第一期生
- 石丸三七郎 - 陸軍五等技師奏任官五等
- 魚潭 - 朝鮮総督府中枢院参議
- 岡田善長 - 陸軍少佐
- 岡本柳之助 - 陸軍少佐、朝鮮宮内府兼軍部顧問
- 小花万次 - 海軍大学校教授
- 神辰太郎 - 海軍機関少監
- 松尾三代太郎 - 陸軍騎兵大佐
- 海江田準一郎 - 貴族院多額納税者議員、衆議院議員、陸軍歩兵少尉
- 宅島徳光 - 海軍中尉

### 華族・旧藩主・貴族院議員
- 松平直致 - 明石藩第10代藩主
- 酒井忠邦 - 播磨姫路藩第10代藩主、雅楽頭系酒井家宗家18代
- 大久保忠良 - 相模小田原藩の第10代藩主
- 勝精 - 伯爵、旧姓名徳川精
- 菊亭脩季 - 侯爵
- 黒田長成 - 侯爵
- 松平康荘 - 侯爵
- 川村鉄太郎 - 伯爵
- 廣澤金次郎 - 伯爵
- 奥平昌邁 - 伯爵
- 柳原義光 - 伯爵
- 大村徳敏 - 子爵
- 南部利克 - 子爵
- 内藤政挙 - 子爵
- 一柳末徳 - 子爵
- 大田原一清 - 子爵
- 鍋島直柔 - 子爵
- 相馬順胤 - 子爵
- 今城定政 - 子爵、陸軍軍人
- 織田信敏 - 子爵
- 牧野貞寧 - 子爵
- 牧野忠篤 - 子爵
- 岡部長職 - 子爵、枢密顧問官
- 井伊直安 - 子爵
- 秋田映季 - 子爵
- 池田政鋹 - 子爵
- 水野忠弘 - 子爵
- 稲葉久通 - 子爵
- 稲垣長敬 - 子爵
- 阿部正功 - 子爵
- 松平信安 - 子爵
- 鳥尾敬孝 - 子爵
- 土方雄志 - 子爵
- 安場末喜 - 男爵
- 小畑大太郎 - 男爵
- 青山元 - 男爵
- 浅野守夫 - 男爵
- 伊丹春雄 - 男爵
- 内海勝二 - 男爵
- 高崎安彦 - 男爵
- 伊達宗倫 (男爵) - 男爵
- 島津健之助 - 男爵

### 官界（官吏・官僚・戦前）
- 平田東助 - 伯爵、枢密院書記官長、農商務大臣、内務大臣、内大臣
- 伊丹重賢 - 元老院議官
- 鎌田栄吉 - 内務省、枢密顧問官、文部大臣
- 小泉信吉 - 大蔵省、横浜正金銀行支配人
- 山本達雄 - 第5代日本銀行総裁、大蔵大臣（西園寺内閣）、内務大臣（斉藤内閣）、慶應義塾評議会会長
- 池田成彬 - 第14代日本銀行総裁、三井の大番頭、大蔵大臣、枢密顧問官
- 宇佐美洵 - 第21代日本銀行総裁、三菱銀行頭取、全国銀行協会会長
- 九鬼隆一 - 帝国博物館初代総長、駐米特命全権公使、枢密顧問官、男爵、宮中顧問官、議定官
- 生田正治 - 日本郵政公社総裁、元商船三井社長・会長
- 石川七郎 - 国立がんセンター名誉総長、国際肺がん学会会長
- 末舛恵一 - 国立がんセンター総長
- 斉藤惇 - 東京証券取引所社長、産業再生機構社長、野村證券出身
- 宇都宮啓 - 第15代厚生労働省健康局長
- 武見太郎 - 日本医師会会長
- 松本貴久 - 国土交通省政策統括官
- 白根専一 - 内務次官、逓信大臣、宮内省内蔵頭、宮中顧問官
- 田尻稲次郎 - 大蔵次官、会計検査院委員長
- 岡部長職 - 外務次官、貴族院議員、司法大臣、枢密顧問官
- 横田国臣 - 司法次官、検事総長、大審院院長
- 木村清四郎 - 日本銀行副総裁、中外商業新報社長、貴族院議員
- 野村龍太郎 - 南満洲鉄道株式会社（満鉄）総裁、鉄道院副総裁
- 呉文聰（呉文聡） - 統計学者、貴族院議員
- 安広伴一郎 - 南満州鉄道総裁、内閣書記官、貴族院議員
- 佐々木勇太郎 - 南海鉄道会社支配人
- 鈴木充美 - 自由党、内務官僚
- 望月小太郎 - 外交官、立憲政友会
- 三好退蔵 - 検事総長、大審院院長
- 森下岩楠 - 大蔵省書記官、東京興信所長
- 菊池九郎 - 東奥義塾創立者、農務省、憲政本党
- 青山元 - 農務省、貴族院議員
- 安岡雄吉 - 内務省、元老院御用掛
- 高崎安彦 - 宮内省式部官、男爵
- 柏田盛文 - 文部次官、旧制第四高等学校校長、千葉県知事、茨城県知事、新潟県知事
- 加藤木重教 - 工部省
- 岡田平太郎 - 宮内省式部官
- 小松謙次郎 - 鉄道大臣、逓信省
- 川本永守 - 鉄道院参事
- 原龍太 - 東京府水道土木、工学博士
- 安川繁成 - 工部省書記官、会計検査院部長、憲政本党
- 小林義雄 - 宮内省
- 三本武重 - 帝国鉄道庁
- 小島範一郎 - 司法省、政友会
- 安藤源五郎 - 司法省、大審院判事
- 秋山恒太郎 - 長崎師範学校、東京師範学校、宮城師範学校校長、文部省
- 楠木武俊 - 大蔵省
- 熊谷辰太郎 - 大蔵省、浪速銀行創立
- 名児耶六都 - 文部省
- 塚原周造 - 大蔵省、商船学校校長、東洋汽船会社創立
- 立田革 - 大蔵省書記官、太政官書記官、外務省、韓国釜山領事
- 加納友之介 - 農商務省、住友銀行理事、自動車工業（現・いすゞ自動車）社長
- 渡邊修 - 中外商業新報記者、農商務省、外務省、初代佐世保市長
- 松本鹿次郎 - 鉄道院参事
- 小栗栖香平 - 宮内省、逓信省、児童新聞社長
- 小川駒橘 - 文部省、内務省、長崎師範学校長
- 林和太郎 - 帝国鉄道庁参事
- 永井久一郎 - 文部省、内務省、工部省、帝国大学講師
- 岩永省一 - 内務省官吏、日本郵船取締役
- 津田純一 - 外務省、師範学校長
- 草間時福 - 愛媛県英学所（愛媛県立松山中学校）長、逓信省
- 小室信介 - 外務省、自由民権運動家
- 金子彌平 - 台湾総督府、興亜会幹事
- 伊丹春雄 - 男爵
- 小林雄七郎 - 文部省、大蔵省、工部省、衆議院議員
- 飯塚西湖 - 漢学者、官吏
- 伊賀陽太郎 - 土佐藩士、農商務省官吏、男爵
- 井上十吉 - 外務省翻訳官
- 岩男三郎 - 秋田県知事、福井県知事、宮崎県知事、徳島県知事、錦鶏間祗候
- 宇佐川秀次郎 - 銀行学伝習所学頭
- 内田晋斎 - 文部官僚
- 江木高遠 - 外務官僚、啓蒙家
- 岡村為蔵 - 大審院判事
- 笠間益三 - 第五高等学校（現・熊本大学）教授
- 片山淳吉 - 海軍兵学寮十等出仕
- 岸本賀昌 - 内務官僚、那覇市長
- 関藤成緒 - 秋田県師範学校校長兼任秋田中学校校長
- 長谷川喬 - 大審院判事、法典調査会主査委員、東京控訴院長
- 宮崎駿児 - 廈門領事館書紀見習

### 内閣総理大臣経験者
- 犬養毅 - 第29代内閣総理大臣（中退）
- 吉田茂 - 第45・48・49・50・51代内閣総理大臣（中退）
- 橋本龍太郎 - 第82・83代内閣総理大臣、法学部政治学科卒
- 小泉純一郎 - 第87・88・89代内閣総理大臣、経済学部卒
- 石破茂 - 第102・103代内閣総理大臣、法学部法律学科卒

### 戦前・戦後の主な政治家
- 堀切善兵衛 - 第27代衆議院議長、理財科卒
- 田村元 - 第66代衆議院議長、法学部卒
- 桜内義雄 - 第67代衆議院議長、経済学部卒
- 綿貫民輔 - 第70代衆議院議長、経済学部卒
- 斎藤十朗 - 第21、22代参議院議長、商学部卒
- 太田朝敷 - 『琉球新報』創刊、首里市長
- 五十嵐甚蔵 - 貴族院多額納税者議員
- 石谷伝四郎 - 衆議院議員、貴族院多額納税者議員
- 原泰一 - 貴族院勅選議員、日本赤十字社副社長
- 阿部浩 - 群馬県知事、千葉県知事（2期）、富山県知事、新潟県知事、東京府知事（2期）、衆議院議員（2期）、貴族院議員
- 川村惇 - 『朝野新聞』主筆兼社長、憲政会
- 兪吉濬 - 思想家
- 児玉仲児 - 政友会、大日本水産会名誉会員
- 菊池武徳 - 又新会代表幹事
- 菅了法 - 衆議院議員、本願寺顧問
- 廣瀬貞文 - 大審院書記、上海商務印書館、国民協会所属
- 尾崎行雄 - 東京市長、司法大臣、文部大臣、立憲政治擁立、憲政の神様、名誉衆議院議員（中退）
- 小松原英太郎 - 文部大臣（桂内閣）、枢密顧問官、内務次官、農商務大臣、東洋協会会長、皇典講究所長、大阪毎日新聞社社長、日華学会長、國學院大學学長
- 箕浦勝人 - 郵便報知新聞社社長、衆院副議長、逓信大臣
- 渡邊千冬 - 司法大臣、貴族院議員、枢密顧問官
- 石渡敏一 - 大審院検事、司法次官、貴族院勅選議員、枢密顧問官、法典調査会刑法起草委員
- 馬場辰猪 - 自由党副総裁、自由民権運動
- 大石正巳 - 自由党幹事、農商務大臣
- 矢野文雄 - 立憲改進党結成、東京専門学校創立・初代役員、大隈重信のブレーン、郵便報知新聞買収
- 久原房之助 - 逓信大臣（田中内閣）、立憲政友会
- 藤原銀次郎 - 商工大臣（米内内閣）、国務大臣（東条内閣）、軍需大臣（小磯内閣）
- 小林一三 - 商工大臣（近衛内閣）
- 竹越與三郎 - 枢密顧問官、文部省勅任参事官（伊藤内閣）
- 野坂参三 - 日本共産党創立に参加、衆議院議員、参議院議員
- 井之口政雄 - 元衆議院議員、共産党
- 稲垣平太郎 - 元参議院議員、元通商産業大臣、元横浜ゴム社長
- 木村禧八郎 - 元参議院議員、元日本社会党政策審議会長
- 松本七郎 - 元衆議院議員、元社会党教宣局長・国際局長
- 藤山愛一郎 - 元衆議院議員、外務大臣、日本商工会議所会頭、大日本製糖社長、法学部中退
- 木暮武太夫 - 元参議院議員、元運輸大臣
- 川野芳満 - 元衆議院議員、自民党、宮崎、元衆院運輸・社会労働委員長
- 永田亮一 - 元衆議院議員、自民党、兵庫、元衆院法務・外務・科学技術委員長
- 木村守江 - 元参議院・衆議院議員、自民党、元福島県知事
- 平野三郎 - 元衆議院議員、自民党、元岐阜県知事
- 松野頼三 - 元衆議院議員、自民党、熊本、元自民党政務調査会長、元農林水産大臣（佐藤内閣）
- 毛利松平 - 元衆議院議員、自民党、愛媛、元環境庁長官
- 田川誠一 - 元衆議院議員、自民党→新自由クラブ（代表）→進歩党（代表）、元自治大臣
- 小林正巳 - 元衆議院議員、自民党→新自由クラブ（政策委員長）
- 塩川正十郎 - 元衆議院議員、自民党、大阪、運輸大臣、文部大臣、内閣官房長官、自治大臣・国家公安委員会委員長、財務大臣、東洋大学総長
- 野中英二 - 元衆議院議員、自民党、埼玉、元国土庁長官
- 谷川和穂 - 元衆議院議員、自民党、第49代法務大臣（宇野内閣）、防衛庁長官（中曽根内閣）
- 大野明 - 元衆議院議員、自民党、岐阜、元運輸大臣
- 大塚雄司 - 元衆議院議員、自民党、東京、元建設大臣
- 村岡兼造 - 元衆議院議員、自民党、秋田、郵政大臣、運輸大臣、内閣官房長官
- 岡部英明 - 元衆議院議員、自民党、北関東ブロック
- 大谷贇雄 - 元参議院議員、自民党、全国区、農林政務次官、参院懲罰委員長、桜花学園理事長
- 木村勉 - 元衆議院議員、自民党、東京15区
- 堀内光雄 - 元衆議院議員、自民党、山梨2区、元自民党総務会長、元通商産業大臣、元労働大臣
- 林潤 - 元衆議院議員、日本維新の会、和歌山1区
- 藤田幹雄 - 元衆議院議員、自民党、南関東ブロック
- 原田令嗣 - 元衆議院議員、自民党、静岡2区
- 中井洽 - 元衆議院議員、民主党、三重1区、第54代法務大臣、国家公安委員会委員長・拉致問題担当大臣
- 大島理森 - 元衆議院議員、自民党、青森3区、衆議院議長、元環境庁長官、農林水産大臣
- 前田雄吉 - 元衆議院議員、自民党、愛知5区
- 平田耕一 - 元衆議院議員、自民党、東海ブロック
- 井沢京子 - 元衆議院議員、自民党、近畿ブロック
- 園田康博 - 元衆議院議員、民主党、岐阜3区
- 赤松正雄 - 元衆議院議員、公明党、近畿ブロック
- 中川秀直 - 元衆議院議員、自民党、中国ブロック、元自民党幹事長、官房長官
- 太田誠一 - 元衆議院議員、自民党、福岡3区、元総務庁長官・中央省庁改革等担当大臣、農水大臣
- 中村正三郎 - 前衆議院議員、自民党、千葉、第65代法務大臣
- 保利耕輔 - 前衆議院議員、自民党、佐賀3区、元自治大臣
- 金子一義 - 前衆議院議員、自民党、岐阜4区、元行政改革担当大臣、国土交通大臣
- 川崎二郎 - 前衆議院議員、自民党、東海ブロック、元厚生労働大臣、運輸大臣
- 平沼赳夫 - 前衆議院議員、自民党、岡山3区、元経済産業大臣（小泉内閣）
- 竹下亘 - 前衆議院議員、自民党、島根2区、元財務副大臣、復興大臣
- 糸川正晃 前衆議院議員、自民党、北陸信越ブロック
- 河井克行 - 前衆議院議員、自民党、広島3区、元外務大臣政務官、元衆議院外務委員長、総理大臣補佐官、自民党総裁外交特別補佐、第102代法務大臣
- 河村建夫 - 前衆議院議員、自民党、山口3区、元文部科学大臣、官房長官
- 山本公一 - 前衆議院議員、自民党、愛媛4区、元環境大臣
- 木村弥生 - 前衆議院議員、自民党、近畿ブロック
- 首藤信彦 - 前衆議院議員、民主党、神奈川7区
- 小平忠正 - 前衆議院議員、民主党、北海道10区、元国家公安委員長・消費者担当大臣
- 田中直紀 - 前参議院議員、民進党、新潟、元防衛大臣
- 武正公一 - 前衆議院議員、立憲民主党、北関東ブロック
- 遠藤乙彦 前衆議院議員、公明党、北関東ブロック
- 山岡賢次 前衆議院議員、自由党、栃木4区、元国家公安委員長・拉致問題・消費者担当大臣
- 木村勉 前衆議院議員、自民党、東京15区
- 佐藤信二 前衆議院議員、自民党、山口、元通産大臣
- 久保田真苗 元参議院議員、社会党、元経済企画庁長官、元国連婦人の地位向上部長
- 小沢克介 元衆議院議員、社会党、元社会党副書記長、新党さきがけ山口代表、現弁護士
- 井出正一 元衆議院議員、自民党→新党さきがけ（代表）、元厚生大臣
- 石原健太郎 元衆議院議員、自民党→自由党、福島
- 有島重武 元衆議院議員、公明党、東京
- 日笠勝之 元衆議院議員、公明党、岡山、元郵政大臣
- 水野誠一 元参議院議員、新党さきがけ、元西武百貨店社長
- 水島広子 前衆議院議員、民主党、栃木
- 青山丘 前衆議院議員、国民新党、愛知
- 亀井善之 前衆議院議員、自民党、神奈川16区、前農林水産大臣（小泉内閣）
- 中島源太郎 元衆議院議員、元文部大臣、自民党
- 斎藤文夫、元参議院議員、自民党
- 石渡清元 元参議院議員、自民党
- 木内良明 元衆議院議員、公明党、経済学部中退
- 綿貫佐民 元衆議院議員
- 竹山裕 元参議院議員、自民党、静岡
- 澤雄二 元参議院議員、公明党、東京
- 矢野哲朗 元参議院議員、新党改革、栃木
- 加納時男 元参議院議員、自由民主党
- 河合常則 元参議院議員、自民党、富山
- 平山幸司 元参議院議員、自由党、青森
- 小坂憲次 - 元参議院議員、自民党、比例、元文部科学大臣
- 尾立源幸 - 前参議院議員、自民党、比例
- 風間直樹 - 前参議院議員、無所属、新潟
- 藤田幸久 - 前参議院議員、立憲民主党、茨城
- 鮫島武之助 - 伊藤内閣内閣書記官長、日本銀行幹事、貴族院議員
- 磯部保次 - 政友会
- 波多野承五郎 - 政友会、三井銀行理事、外務省
- 高橋光威 - 政友会、高橋是清内閣内閣書記官長、原内閣内閣書記官長
- 降旗元太郎 - 民政党
- 寺井純司 - 政友会、陸奥新報社長
- 鈴木梅四郎 - 社団法人実費診療所長、立憲政友会
- 下郷久成 - 貴族院議員
- 斉藤珪次 - 自由党
- 浅野守夫 - 男爵、貴族院議員
- 秋山源兵衛 - 貴族院議員
- 安場末喜 - 男爵、貴族院議員
- 久保市三郎 - 日本銀行員、貴族院議員
- 辻健介 - 男爵
- 竹内正志 - 自由党、毎日新聞
- 高山長幸 - 東洋拓殖総裁、立憲政友会
- 鹿島秀麿 - 立憲改進党、神戸新報
- 加藤政之助 - 貴族院議員、大阪新報
- 伊丹重賢 - 男爵、貴族院議員、大審院判事
- 石田孝吉 - 日本赤十字社特別社員
- 久保田譲 - 文部大臣、男爵、貴族院議員、枢密顧問官
- 山口半七 - 憲政本党
- 瀧口吉良 - 農商務省、立憲政友会
- 加藤六蔵 - 東三倶楽部、立憲憲政党、中国進歩党、憲政本党
- 小田貫一 - 政友会、広島市長
- 新井毫 - 衆議院議員、行方不明
- 根本正 - 政友会
- 名取和作 - 貴族院議員
- 尹致昊 - 貴族院朝鮮・台湾勅選議員
- 斉藤斐 - 衆議院議員、農工銀行頭取
- 斎藤珪次 - 政友会、初代衆院決算委員長
- 大原義剛 - 立憲民政党福岡支部長、九州日報社長
- 渡辺浩太郎 - 新潟市長、全国市長会会長
- 加藤千速 - 第8代尾鷲市長、元阪急百貨店常務取締役、元阪急オアシス社長、元アジア太平洋トレードセンター社長
- 下村治生-新宿区議会議員、第47代新宿区区議会議長、元自由民主党新宿総支部長、新宿区日韓議員連盟会長

### 学者・教育者（戦前）
- 高橋磌一 - 短期現役士官、日本学術会議会員、歴史教育者協議会委員長
- 高鳥正夫 - 短期大学基準協会会長、東横学園女子短期大学学長
- 本多錦吉郎 - 洋画家
- 能海寛 - チベット研究者
- 土宜法龍 - 高野山学林長、仁和寺門跡（36代）、御室派管長、真言宗各派連合総裁、高野山真言宗管長
- 滝本誠一 - 法学博士、帝国学士院・故桂太郎公爵記念賞受賞
- 石川光親 - 陸奥仙台藩石川氏
- 巖谷立太郎 - 工学博士
- 那珂通世 - 東洋史学の先駆、一高・帝大・高等師範学校教授、千葉師範学校・東京女子師範学校長
- 中村千幹 - 富良野開拓の父
- 宇佐川秀次郎 - 銀行学伝習所学頭
- 川村惇 - 富山県師範学校校長、福陵新報初代社長
- 井出猪之助 - 奈良師範学校長
- 千賀鶴太郎 - 同人社塾頭、京都帝国大学法学教授
- 釈宗演 - 臨済宗の僧
- 小林小太郎 - 開成所教授、大日本教育会理事、文部権大書記官
- 依田勉三 - 晩成社、北海道開拓の神
- 増田宗太郎 - 国学者
- 田中舘愛橘 - 地球物理学者、東京帝国大学教授、文化勲章受章者
- 滝沢菊太郎 - 東京府青山師範学校長
- 忽滑谷快天 - 仏教学者、文学博士、駒澤大学初代学長
- 矢部善蔵 - 京都女学校（京都女子大学）創立者
- 秋山恒太郎 - 女子高等師範学校校長、宮城師範学校校長
- 箕作佳吉 - 動物学者
- 美澤進 - 横浜市立横浜商業専門学校初代校長
- 三宅米吉 - 東京文理科大学（現・筑波大学）初代学長、帝国学士院会員、日本考古学会創設、帝国博物館総長、宮中顧問官
- 岸幹太郎 - 徳川家理事、家令、日本銀行員
- 後藤牧太 - 物理学者、東京師範学校長
- 大河内輝剛 - 広島師範学校長、歌舞伎座社長
- 磯辺弥一郎 - 国民英学会創立者
- 竹越与三郎 - 歴史学者、枢密顧問官、貴族院議員
- 須田辰次郎 - 福岡師範学校長、佐賀師範学校長、神奈川師範学校長、岩手師範学校長
- 桐原捨三 - 大阪商業講習所（現・大阪市立大学）初代校長
- 青木徹二 - 法学博士、弁護士、検察官
- 野口米次郎 - 英詩人
- 坪井仙次郎 - 岐阜師範学校校長
- 甲斐織衛 - 神戸商業講習所支配人、甲斐商店創立
- 門田正経 - 東洋協会幹事長、拓殖大学学友会初代会長
- 伊東要蔵 - 静岡県立引佐高等学校創立者、大阪商業講習所教頭
- 黒岩涙香 - 萬朝報創刊者
- 安川敬一郎 - 男爵、明治専門学校（現・九州工業大学、明治学園小学校・中学校・高等学校）創立者
- 川田正澂 - 府立高等学校 (旧制)・東京都立大学 (1949-2011)初代校長
- 左近義弼 - 聖書学者
- 廣池千九郎 - 麗澤大学創立者
- 水島銕也 - 神戸高商（現・神戸大学）創立委員、初代校長
- 藤井宣正 - 埼玉県第一尋常中学校長
- 穂積寅九郎 - 東京師範学校（東京教育大学、筑波大学の前身）監事
- 松下丈吉 - 東京英語学校（日本学園中学校・高等学校）創立者、政教社同人
- 柳本直太郎 - 官吏、名古屋市長
- 和久正辰 - 宮城師範学校校長、東京府立師範学校校長
- 山本秀夫 - 中国研究者、東亜研究所、農業総合研究所中国研究室

### 経済（戦前の創業者、戦前の経営者、戦前の銀行家など）
- 久保市三郎 - 日本銀行、貴族院議員
- 柴田兵一郎 盛岡銀行（現・東北銀行）初代頭取、貴族院多額納税者議員、衆議院議員
- 板谷順助 - 貴族院勅選議員、衆議院議員、参議院議員
- 横山長次郎 - 庭球部創設メンバー / 参松工業創設者、三陸汽船社長
- 田中長一郎 - 庭球部創設メンバー / 田中鉱山副社長
- 河端作兵衛 - 河端製作所創立者、貴族院勅選議員
- 佐々木駒之助 - 貴族院勅選議員、東洋拓殖総裁
- 坂東舜一 - 日本航空株式会社創立者
- 水野龍 - 皇國殖民会社、海外興業株式会社創立
- 吉村萬治郎 - 古河鉱業社長、初代富士通社長・創業者
- 張公権 - 満州中央銀行総裁
- 岩橋謹次郎 - 岩橋リボン製織所創設者
- 遠藤敬止 - 会津藩士、第七十七国立銀行二代・四代頭取、仙台商工会議所初代会頭
- 白峰駿馬 - 造船実業家
- 陳炘 - 台湾金融界の先駆者
- 池田成彬 - 元三井合名理事、大蔵大臣、枢密顧問官、日本銀行総裁
- 近藤廉平 - 日本郵船会社社長、貴族院男爵議員
- 藤山雷太 - 初代日本商工会議所会頭、大日本製糖社長、長崎県会議長、東京市街電鉄設立、日本火災海上保険設立、帝国劇場設立、藤山コンツェルン創業者、貴族院議員
- 藤山愛一郎 - 経済同友会代表幹事、日本商工会議所会頭、日本航空会長、日本製糖社長、日東製紙社長、外務大臣、経企庁長官、自民党総務会長、衆議院議員
- 岩崎久彌 - 三菱合資会社社長、三菱財閥3代目総帥
- 岩崎忠雄 - 三菱モンサント化成社長
- 小林一三 - 阪急グループ創始者、宝塚歌劇団、阪急百貨店設立、第二次近衛内閣商工相
- 久原房之助 - 日立製作所創業者、日立鉱山会社、久原商事会社なども設立、立憲政友会総裁、衆議院議員、逓信大臣（田中義一）、久原財閥（日産コンツェルン）を作る
- 中上川彦次郎 - 三井財閥の基礎を確立、三井銀行理事、山陽鉄道初代社長、現中津市出身
- 朝吹英二 - 三井合名会社参事、鐘淵紡績相談役、現中津市出身
- 朝吹常吉 - 帝国生命保険会社社長、日本庭球協会の創立者
- 荘田平五郎 三菱最高幹部、明治生命設立、東京海上設立、丸の内三菱村の基礎を作る、東京倉庫会社設立、日本郵船設立の三菱側代表、三菱造船所支配人、三菱社本社支配人、明治生命保険会社会長、三菱管事
- 外山脩造 - 阪神電気鉄道会社初代社長、日本銀行理事、阪神電鉄社長、大蔵省
- 日比翁助 - 三越百貨店の創始者、デパート王
- 福澤桃介 - 福澤諭吉の娘婿、名古屋電灯・大同電力社長
- 松永安左エ門 - 東邦電力社長・電力中央研究所理事長・衆議院議員
- 藤原銀次郎 - 製紙王、王子製紙社長、商工大臣、軍需大臣
- 武藤山治 - 紡績王、鐘淵紡績支配人、三井銀行、鐘淵紡績中興の祖（社長）、衆議院議員、現中津市出身
- 井上角五郎 - 日本製鋼所社長、朝鮮政府顧問、甲申事変、衆議院議員当選14回
- 早矢仕有的 - 丸屋商社（現丸善）創業者
- 尾崎旦 - 陽明社社長、創業者
- 高石眞五郎 - 東京日日新聞社長
- 加藤武男 - 終戦当時の三菱銀行頭取
- 杉道助 - 大阪商工会議所会頭、日本貿易振興会理事長
- 萩原吉太郎 - 北海道炭礦汽船社長
- 早川種三 - 日本建鉄、日本特殊鋼、興人など多くの企業を再建。「企業再建の神様」
- 上山英一郎 - 大日本除虫菊(金鳥)創業者。蚊取線香の発案。
- 藤田平太郎 - 藤田財閥二代当主。男爵
- 三井高陽 - 三井南家十代当主。男爵。三井船舶初代社長、三井物産取締役
- 古河虎之助 - 古河財閥三代当主。男爵
- 大倉喜七郎 - 大倉財閥二代当主。男爵
- 安川敬一郎 - 安川財閥創始、明治鉱業社長。男爵
- 川田龍吉 - 横浜船渠会社社長。男爵
- 中村道太 - 横浜正金銀行頭取、東京米商会所(米穀取引所)頭取
- 肥田昭作 - 東京外国語学校 (旧制)第四代校長、第百十九国立銀行頭取
- 草郷清四郎 - 小田原電気鉄道社長
- 阿部泰蔵 - 明治生命保険初代頭取 明治火災保険社長
- 牛場卓蔵 - 山陽鉄道社長、内務省、大蔵省
- 高取伊好 - 肥前電気鉄道社長、高取鉱業
- 山辺丈夫 - 東洋紡績社長、大阪紡績社長、大日本紡績連合会委員長
- 矢野龍渓 - 郵便報知新聞社長、大蔵省
- 吉川泰次郎 - 宮城師範学校長、日本郵船第2代社長
- 益田克徳 - 東京海上保険支配人、東京米穀取引所理事長、司法省
- 豊川良平 - 三菱合資管事、第百十九国立銀行頭取
- 門野幾之進 - 千代田生命保険社長
- 成瀬隆蔵 - 三井合名理事、上海紡績総支配人
- 大島雅太郎 - 三井合名理事
- 平賀敏 - 帝国鉱泉（三ツ矢サイダー支配人）、藤本ビルブローカー銀行会長、日本簡易火災保険(のち富士火災海上保険)社長
- 和田豊治 - 富士瓦斯紡績社長
- 久米民之助 - 金剛山電気鉄道社長
- 浜口吉右衛門 - 富士瓦斯紡績社長、九州水力電気社長
- 井上公二 - 古河財閥合名会社理事、帝国生命保険社長
- 鈴木島吉 - 日本興業銀行総裁、横浜正金銀行副頭取、朝鮮銀行総裁
- 磯村豊太郎 - 北海道炭礦汽船社長、逓信省
- 阿部房次郎 - 東洋紡績社長、大日本紡績連合会委員長
- 鹿島房次郎 - 川崎総本店総務理事、川崎汽船社長、川崎造船所社長
- 名取和作 - 富士電機製造社長
- 小寺源吾 - 大日本紡績社長・会長、日華産業代表取締役、元ユニチカ社長の六男・小寺新六郎も慶應出身
- 杉道助 - 八木商店社長、大阪商工会議所会頭
- 吉村万治郎 - 古河合名理事、古河鉱業社長
- 加藤正人 - 大和紡績社長
- 千金良宗三郎 - 三菱銀行頭取、全国銀行協会連合会会長
- 米井源次郎 - 麒麟麦酒創設者、明治屋2代目社長
- 成瀬正恭 - 十五銀行最後の頭取
- 山口仙之助 - 富士屋ホテル創業者
- 三輪光五郎 - 恵比寿ビール会社支配人
- 鈴木島吉 - 朝鮮銀行総裁、日本興業銀行総裁
- 志賀直温 - 総武鉄道株式会社創立者
- 鴻池新十郎 - 鴻池財閥二代目総裁
- 大倉和親 - 森村財閥（日本陶器（現・ノリタケ）初代社長、東洋陶器（現・TOTO）初代社長、日本碍子初代社長）
- 森村開作 - 森村財閥7代目総裁
- 生田定之 - 日本銀行国庫局長
- 石丸龍太郎 - 日本銀行国際課
- 谷元道之 - 東京馬車鉄道創立者
- 手塚猛昌 - 東京市街鉄道、時刻表発行者
- 中井芳楠 - 第四十三国立銀行支配人、横浜正金銀行
- 島田荘介 - 大倉組大阪支配人、会計検査院
- 永井謙蔵 - 千葉電灯会社創立者
- 草郷清四郎 - 小田原電気鉄道会社社長、文部省
- 竹村良貞 - 帝国通信社社長、憲政本党、憲政会
- 高島小金治 - 日清豆粕製造（現・日清オイリオ）、大倉商業学校幹事
- 岡村竹四郎 - 信陽堂（現・東洋印刷会社）創立者
- 丹羽圭介 - 京都商品陳列所長、大日本武徳会設立発起人
- 井坂直幹 - 秋田木材株式会社社長
- 小柳津要人 - 丸善商社社長
- 小栗貞雄 - 医療実業家、衆議院議員
- 中沢彦吉 - 八十四銀行、横浜電気鉄道、日本窯業、東京硫酸取締役、衆議院議員
- 高橋義雄 - 三井鉱山理事
- 野崎廣太 - 小田原三茶人、中外商業新報、三越呉服店社長
- 右近権左衛門 (11代目) - 日本海上保険社長、日本火災海上保険会長
- 清水釘吉 - 清水組社長
- 岩下清周 - 南満州鉄道監事、箕面有馬電気軌道初代社長、不二聖心女子学院中学校・高等学校創立
- 成瀬隆蔵 - 三井同族会書記長
- 吉田長三郎 - 田中鉱山取締役
- 日比谷平左衛門 - 日比谷銀行創立者、東京商業会議所副会頭
- 服部金太郎 - 服部時計店創立者
- 岩崎清七 - 磐城セメント（住友大阪セメント）創業者

### ジャーナリスト・文学者・能書家・作家・詩人・俳人・劇作家（戦前）
- 石川暎作 - 経済雑誌社編集長
- 石川安次郎 - 『信濃日報』主筆、『中央新聞』経済部長、『東京毎日新聞』主筆
- 今泉一瓢 - 浮世絵師
- 上田聴秋 - 俳人
- 宇佐美祐次 - 歌人
- 江副靖臣 - 佐賀新聞創刊者
- 大垣丈夫 - 大韓民報
- 西河通徹 - 『海南新聞』創刊、制松山中学（現・愛媛県立松山東高等学校）校長
- 鈴木券太郎 - 日本新聞社記者
- 乗竹孝太郎 - 『東京経済雑誌』第2代社長
- 村上定 - 熊本新聞主幹、神戸又新日報主筆
- 山田烈盛 - 新聞日本主筆
- 小山完吾 - 貴族院勅選議員、衆議院議員、時事新報社社長
- 陽其二 - 横浜毎日新聞創立者
- 小山祐士 - 同人誌『戯作』
- 植松寿樹 - 「国民文学」創立同人、「沃野」創刊者
- 川上音二郎 - 自由党壮士、オッペケペー節
- 高橋義雄 - 時事新報主筆、茶人、水戸藩士
- 小山豊太郎 - 右翼活動家、書道家
- 須永元 - 須永文庫、漢学者、豪農、久慈川水力発電所株式会社設立者
- 池辺三山（池辺吉太郎） - 明治の三大記者
- 本山彦一 - 大阪毎日新聞社長、貴族院議員
- 佐原篤介 - 時事新報社上海通信員、上海マーキュリー新聞編集長、奉天・盛京時報社第2代社長
- 石河幹明 - 時事新報主筆
- 板倉卓造 - 貴族院議員、時事新報
- 伊藤正徳 - 時事新報社社長
- 伊東茂右衛門 - 俳人、時事新報編集長
- 佐藤紅緑 - 日本新聞社記者、俳人
- 伊藤欽亮 - 時事新報編集長、日本新聞社社長
- 黒岩涙香 - 萬朝報創刊者
- 藤田茂吉 - 郵便報知新聞主筆
- 末広鉄腸 - 自由党員、曙新聞主筆、朝野新聞主筆
- 森田思軒 - 明治期のジャーナリスト
- 菊池武徳 - 雑誌『演芸画報』社長、衆議院議員（政友会）
- 河上清 - 社会主義協会、社会民主党 (日本 1901年)創立
- 夢野久作 - 幻想文学作家、杉山茂丸の長男
- 淡島寒月 - 小説家
- 尾崎紅葉 - 作家）
- 島崎藤村 - 作家、詩人
- 竹内俊吉 - 青森県知事、青森放送会長）
- 永田一二 - 愛国社、自由民権運動家
- 奥村信太郎 - 大阪毎日新聞記者
- 角田勤一郎 - 大阪毎日新聞記者
- 坂本紅蓮洞 - 雑文家
- 原奎一郎 - 同盟通信記者、原敬養嗣子
- 石山賢吉 - ダイヤモンド社創業者、慶應義塾商業学校卒
- 松林尚志 - 俳人、詩人
- 尾形聡彦 - ジャーナリスト、元朝日新聞記者

### 医学者・医師（戦前）
- 印東玄得 - 大学東校教授
- 血脇守之助 - 日本歯科医師会会長、東京歯科大学創立者
- 新宮凉園 - 内務省御用掛
- 足立寛 - 陸軍軍医学校校長、陸軍軍医総監
- 杉田玄端 - 幕臣、陸軍軍人、蕃書調所教授、尊生舎教授
- 松山棟庵 - 大学東校教授、東京慈恵会医科大学創立者
- 高山紀齋 - 東京歯科大学創立者
- 五十川基 - 医者、福山藩士
- 今田束 - 解剖学者
- 岡野松三郎 - 岡山藩兵学館教頭
- 栗本東明 - 第五高等学校教授、旧制長崎医科大学主事心得
- 西道庵 - 組合立人吉公立病院（現・人吉総合病院）設立
- 長谷川泰 - 「済生学舎」（日本医科大学の前身）創立者、内務省衛生局長

### 政界（戦後）

#### 現職衆議院議員
- 小沢一郎 - 衆議院議員、立憲民主党、東北ブロック、元自治大臣、国家公安委員会委員長、自民党幹事長、新生党代表幹事、新進党党首、自由党党首、民主党代表、民主党代表代行、民主党幹事長、国民の生活が第一代表、生活の党と山本太郎となかまたち共同代表、自由党共同代表
- 船田元 - 衆議院議員、自民党、栃木1区、元経済企画庁長官
- 福田達夫 - 衆議院議員、自民党、群馬4区
- 簗和生 - 衆議院議員、自民党、栃木3区
- 大塚拓 - 衆議院議員、自民党、埼玉9区、前財務副大臣
- 佐藤公治 - 衆議院議員、立憲民主党、広島6区
- 小宮山泰子 - 衆議院議員、立憲民主党、北関東ブロック
- 海江田万里 -  衆議院議員、立憲民主党、東京ブロック、衆議院副議長、元民主党政調会長、経済財政、科学技術、宇宙開発担当大臣、経済産業大臣、民主党代表
- 石原宏高 - 衆議院議員、自民党、東京ブロック、元内閣府副大臣（沖縄・北方対策担当 等）
- 若宮健嗣 - 衆議院議員、自民党、東京ブロック
- 落合貴之 - 衆議院議員、立憲民主党、東京6区
- 長妻昭 - 衆議院議員、立憲民主党、東京7区、元厚生労働大臣、立憲民主党代表代行、立憲民主党政務調査会長
- 松本洋平 - 衆議院議員、自民党、東京19区
- 長島昭久 - 衆議院議員、自民党、東京18区、元防衛副大臣
- 伊藤達也 - 衆議院議員、自民党、東京22区、元金融担当大臣
- 甘利明 - 衆議院議員、自由民主党、南関東ブロック、党選挙対策委員長、元労働大臣、経済産業大臣、行政改革・規制改革担当大臣、党政調会長、経済再生担当大臣、党行政改革推進本部長
- 河野太郎 - 衆議院議員、自民党、神奈川15区、防衛大臣、元法務副大臣、国務大臣、党行政改革推進本部長、外務大臣
- 亀井善太郎 - 衆議院議員、自民党、神奈川16区、ボストン・コンサルティング・グループ勤務
- 塩谷立 - 衆議院議員、自民党、東海ブロック、元文部科学大臣
- 武藤容治 - 衆議院議員、自民党、岐阜3区
- 奥野信亮 - 衆議院議員、自民党、東海ブロック
- 赤羽一嘉 - 衆議院議員、公明党、兵庫2区、国土交通大臣
- 石破茂 - 衆議院議員、自民党、鳥取1区、元防衛大臣（福田康夫内閣）、農林水産大臣（麻生内閣）、地方創生担当大臣（第2次安倍改造内閣〜第3次安倍第1次改造内閣）
- 逢沢一郎 - 衆議院議員、自民党、岡山1区
- 橋本岳 - 衆議院議員、自民党、岡山4区
- 岸信夫 - 衆議院議員、自民党、山口2区、元防衛大臣（菅義偉内閣～第2次岸田内閣）
- 後藤田正純 - 衆議院議員、自民党、四国ブロック
- 小里泰弘 - 衆議院議員、自民党、九州ブロック
- 野中厚 - 衆議院議員、自民党、北関東ブロック、農林水産大臣政務官
- 金子容三 - 衆議院議員（自民党・長崎4区）[8]
- 中谷一馬 - 衆議院議員、立憲民主党、南関東ブロック
- 岸信千世 - 衆議院議員、自民党、山口2区

#### 現職参議院議員
- 福岡資麿 - 参議院議員、自民党、佐賀、金融担当副大臣
- 中曽根弘文 - 参議院議員、自民党、群馬、元文部大臣、外務大臣
- 片山大介 - 参議院議員、日本維新の会、兵庫
- 野上浩太郎 - 参議院議員、自由民主党、富山、農林水産大臣
- 山本博司 - 参議院議員、公明党、比例
- 西田実仁 - 参議院議員、公明党、埼玉
- 二之湯智 - 参議院議員、自民党、京都
- 古川俊治 - 参議院議員、自民党、埼玉
- 金子原二郎 - 参議院議員、自民党、長崎
- 山田太郎 - 参議院議員、自民党、比例
- 松沢成文 - 参議院議員、日本維新の会、神奈川

#### 都道府県知事
- 稲嶺恵一 - 元沖縄県知事
- 木村守江 - 元福島県知事、元参議院議員、元衆議院議員
- 鈴木康友 - 静岡県知事、元浜松市長、元衆議院議員
- 中村時広 - 愛媛県知事、元愛媛県松山市長
- 野呂昭彦 - 元三重県知事、元三重県松阪市長、元衆議院議員
- 橋本大二郎 - 元高知県知事、元NHK職員（記者、キャスター）
- 藤田雄山 - 元広島県知事、元参議院議員

#### 市区町村長
現職
- 矢口明子 - 酒田市長、元酒田市副市長
- 熊谷盛広 - 登米市長、元宮城県議会議員、元津山町長
- 福原淳嗣 - 大館市長
- 清水聖義 - 太田市長
- 金子ゆかり - 諏訪市長
- 市村良三 - 小布施町長
- 谷口芳紀 - 相生市長
- 田辺一城 - 古賀市長
- 森沢恭子 - 品川区長

元職
- 中村寿文 - 元八戸市長
- 中川清 - 元土浦市長
- 矢田美英 - 元中央区長
- 桑原敏武 - 元渋谷区長
- 清原慶子 - 元三鷹市長
- 馬場弘融 - 元日野市長
- 平沼亮三 - 元横浜市長、元衆議院議員、元貴族院議員
- 相川宗一 - 元さいたま市長
- 当摩好子 - 元所沢市長、元埼玉県議会議員、元所沢市議会議員
- 石渡徳一 - 元鎌倉市長
- 星野信夫 - 元国分寺市長
- 坂口光治 - 元西東京市長
- 高野宏一郎 -元佐渡市長
- 芹澤勤 - 元小諸市長
- 三上元 - 元湖西市長
- 武藤嘉一 - 元各務原市長
- 榊原康正 - 元西尾市長
- 金原久雄 - 元蒲郡市長
- 山中光茂 - 元松阪市長
- 高橋栄一郎 - 元新庄市長、元プロ野球選手
- 野田侃生 - 元国東市長
- 木下敬之助 - 元大分市長、元衆議院議員
- 吉田宏 - 元福岡市長
- 山野之義 - 元金沢市長
- 村木英幸 - 元あきる野市長
- 後藤元秀 - 元豊前市長

### 官界(戦後)・行政
- 明石美代子 - 在リトアニア日本国大使館特命全権大使
- 浅沼尚 - デジタル庁デジタル監
- 雨宮夏雄 - 在ルーマニア日本国大使館特命全権大使
- 新木一弘 - 厚生労働技官、文部科学技官、国立病院機構理事長[9]
- 伊澤修 - セネガル国駐箚特命全権大使
- 井澤勇治 - 東京都知事秘書部長、東京都生活文化局長
- 伊藤庄亮 - 在パラグアイ駐日本国大使館特命全権大使、在クウェート日本大使館占拠事件人質
- 伊藤哲雄 - 在ハンガリー日本国大使館特命全権大使、在カザフスタン日本国大使館特命全権大使、在ロシア日本国大使館特命全権大使
- 岩田達明 - 在エディンバラ日本国総領事館総領事、在キューバ日本国大使館特命全権大使、在トリニダード・トバゴ日本国大使館特命全権大使
- 魚谷増男 - 日本消防協会常務理事、愛媛県警察本部長
- 太田芳枝 - 初代労働省女性局長、21世紀職業財団理事長
- 尾茂康雄 - 特許庁審判部第35部門審判官、大阪工業大学知的財産専門職大学院准教授
- 加倉井駿一 - 厚生省公衆衛生局長
- 柏木茂雄 - 財務省財政総合研究所次長
- 川崎政司 - 第13代参議院法制局長
- 隈丸優次 - 在上海日本国総領事館総領事、在タイ日本国大使館特命全権大使、在香港日本国総領事館総領事、在カンボジア日本国大使館特命全権大使
- 倉田敬子 - 国立国会図書館長、慶應義塾大学教授
- 黒川恒男 - 在モロッコ日本国大使館特命全権大使
- 小池孝行 - 在キルギス日本国大使館特命全権大使、在タジキスタン日本国大使館特命全権大使
- 小井沼紀芳 - 在コソボ日本国大使館特命全権大使兼在北マケドニア日本国大使館特命全権大使、在オーストラリア日本国大使館特命全権大使
- 河邉賢裕 - 内閣官房副長官補、外務省総合外交政策局長、北米局長(大使)、在アメリカ合衆国日本国大使館公使
- 小林光 - 環境事務次官、経済学部卒、慶應義塾大学院政策メディア・研究科教授、東京大学大学院客員教授
- 小嶋光昭 - 在ルクセンブルク日本国大使館特命全権大使
- 坂中英徳 - 法務省東京入国管理局長
- 佐藤正晴 - 在ニカラグア日本国大使館特命全権大使
- 佐藤広 - 東京都副知事、東京都産業労働局長
- 塩崎修 - 在ホンジュラス日本国大使館特命全権大使
- 塩尻孝二郎 - 欧州連合代表部大使、在インドネシア日本国大使館特命全権大使、外務省大臣官房長
- 品田光彦 - 在バルバドス日本国大使館特命全権大使
- 篠塚保 - 在バングラデシュ日本国大使館特命全権大使
- 四宮信隆 - 在ポルトガル日本国大使館特命全権大使、在ドミニカ共和国日本国大使館特命全権大使
- 島田和久 - 防衛事務次官
- 島田丈裕 - 在アメリカ合衆国日本国大使館公使、外務大臣官房儀典長（大使）
- 武田博史 - 第4代防衛装備庁長官
- 田原和道 - 東京都財務局長
- 田原康生[10] - 総務省国際戦略局長、同サイバーセキュリティ統括官
- 戸田博史 - 在ギリシャ日本国大使館特命全権大使、野村ホールディングス（野村證券）執行役副社長兼COO
- 長崎輝章 - 在バチカン日本国大使館特命全権大使、在グアテマラ日本国大使館特命全権大使
- 二階尚人 - 在チリ日本国大使館特命全権大使、在ガーナ日本国大使館特命全権大使
- 西岡周一郎 - 在マラウイ日本国大使館特命全権大使
- 野呂元良 - 在マラウイ日本国大使館特命全権大使
- 浜佳葉子 - 東京都教育委員会教育長、東京都水道局長、東京都生活文化局長
- 平形雄策 - 初代農林水産省農産局長
- 福川正浩 - 在ペルー日本国大使館特命全権大使
- 藤崎一郎 - 在アメリカ合衆国日本大使、在ジュネーブ国際機関日本政府代表部特命全権大使
- 増田和夫 - 防衛事務次官
- 松縄正 - 独立行政法人福祉医療機構理事長
- 松本平 - 農林水産省農村振興局長（第17代）、農林水産省畜産局長（第3代）[11]
- 宮嵜雅則 - 国立保健医療科学院長、厚生労働省健康局長
- 山田重夫 - 在アメリカ合衆国日本大使
- 山手斉 - 東京都総務局長、東京都政策企画局長、東京都交通局長
- 大和太郎 - 防衛事務次官
- 山中誠 - 在ポーランド日本国大使館特命全権大使、在シンガポール日本国大使館特命全権大使、在サンフランシスコ日本国総領事館総領事
- 鷲頭美央 - 福井県総務部長
- 和賀井克夫 - 東京都環境局長、東京都下水道局長
- 渡辺秀明 - 初代防衛装備庁長官

### 財界(戦後)

#### 銀行、証券、保険
- 宮原幸一郎 - 東京証券取引所社長
- 斉藤惇 - 東京証券取引所元社長、元野村証券副社長
- 西室泰三 - 東京証券取引所元社長、日本経団連副会長、東芝名誉会長、元社長
- 持田昌典 - ゴールドマン・サックス日本法人代表取締役社長
- 笹田珠生 - BofA証券（旧メリルリンチ日本証券）代表取締役社長
- 木曽健一 - 元ユニゾンキャピタル共同代表パートナー、ゴールドマン・サックス出身
- 笹沼泰助 - アドバンテッジ パートナーズ共同代表パートナー
- 奥田健太郎 - 野村ホールディングス代表執行役社長兼グループCEO
- 柴田拓美 - 日興アセットマネジメントCEO、元野村ホールディングス取締役執行役副社長兼COO
- 戸田博史 - 野村ホールディングス顧問、外務省駐ギリシャ特命全権大使
- 河野哲也 - バークレイズ・キャピタル証券副会長兼投資銀行部門長（元JPモルガン証券日本代表取締役社長、アジア太平洋地域副会長）、MBA卒
- 鈴木茂晴 - 大和證券グループ本社社長
- 北尾吉孝 - SBIホールディングス代表取締役執行役員CEO
- 斎藤聖美 - ジェイ・ボンド東短証券株式会社社長
- 那珂通雅 - シティグループ証券元取締役副社長、ストームハーバー証券元取締役会長、ボードウォーク・キャピタル代表
- 原丈人 - ベンチャー・キャピタリスト、国連経済社会理事会特別協議資格アライアンス・フォーラム財団代表理事
- 江頭敏明 - 三井住友海上火災保険元社長
- 金森直一 - 日産火災海上保険社長
- 佐藤正敏 - 損保ジャパン会長、元社長
- 平野浩志 - 安田火災海上社長・会長
- 樋口公啓 - 東京海上火災保険元会長、社長
- 花崎利義 - 住友海上火災社長、会長
- 牧野亀治郎 - 明治生命保険社長
- 吉池正博 - 太陽生命保険社長
- 喜田哲弘 - T&Dホールディングス代表取締役会長、大同生命保険元社長
- 木村博紀 - 朝日生命保険社長
- 佐藤美樹 - 朝日生命保険社長
- 藤田讓 - 朝日生命保険社長
- 田島孝寛 - 三井生命保険社長
- 松縄正 - 独立行政法人福祉医療機構理事長、ニッセイ・リース取締役[12]
- 米山美雄 - 三井生命保険社長
- 乾恒雄 - オリエント・リース（現・オリックス）元会長、社長
- 沖原隆宗 - 三菱東京UFJ銀行（旧UFJ銀行）元頭取
- 永易克典 - 三菱東京UFJ銀行代表取締役頭取、MBA卒
- 三毛兼承 - 三菱UFJ銀行（旧三菱東京UFJ銀行）代表取締役頭取
- 神谷健一 - 三井住友銀行名誉顧問、三井銀行元会長、社長
- 北村邦太郎 - 三井住友トラスト・ホールディングス元社長
- 堀切民喜 - 住友信託銀行顧問、本州四国連絡橋公団総裁、本州四国連絡高速道路社長、関西経済同友会代表幹事
- 横尾敬介 - みずほ証券代表取締役社長
- 大島健伸 - SFCG（旧商工ファンド）社長
- 江口克彦 - PHP総合研究所代表取締役社長
- 兼間祐二 - 北海道銀行頭取
- 瀬谷俊雄 - 東邦銀行会長、全国地方銀行協会会長、元第一勧業銀行
- 北村清士 - 東邦銀行頭取
- 鎌田宏 - 七十七銀行頭取
- 諏訪純人 - 元秋田銀行頭取
- 藤原清悦 - 秋田銀行頭取
- 齋藤隆夫 - 元北都銀行頭取
- 長谷川憲治 - 元きらやか銀行頭取
- 澤井誠介 - 元きらやか銀行会長
- 長谷川吉郎 - 元山形銀行頭取・会長
- 三浦新 - 元山形銀行頭取・会長
- 紺野邦武 - 福島銀行社長
- 秋野哲也 - 常陽銀行頭取、めぶきフィナンシャルグループ社長
- 成沢一之 - 元八十二銀行頭取
- 亀沢善次郎 - 第四銀行頭取
- 藤田耕二 - 第四銀行頭取
- 金岡純二 - 富山第一銀行会長
- 横田格 - 富山第一銀行頭取
- 中西勝則 - 静岡銀行頭取
- 柴田久 - 静岡銀行頭取
- 八木稔 - 静岡銀行頭取
- 岡野光喜 - 元スルガ銀行頭取
- 加藤千麿 - 名古屋銀行会長
- 土屋嶢 - 大垣共立銀行頭取
- 西脇良一 - 阪神銀行（現：みなと銀行）頭取
- 岡田好史 - 阿波銀行頭取
- 伊野部重晃 - 高知銀行頭取
- 柴戸隆成 - ふくおかフィナンシャルグループ社長、福岡銀行会長、全国地方銀行協会会長
- 甲斐隆博 - 肥後銀行頭取
- 大前孝太郎 - 城北信用金庫理事長、元総合政策学部准教授
- 大島嘉仁 - MAGねっとホールディングス前社長、Q and Company大株主
- タリサ・ワタナゲス - タイ銀行総裁

#### 不動産、総研、コンサル
- 福澤武 - 三菱地所元会長、社長、慶應義塾創設者福澤諭吉の曾孫
- 髙木茂 - 三菱地所社長、東京商工会議所監事
- 田中順一郎 - 三井不動産元会長・社長、元慶應義塾評議員
- 岩沙弘道 - 三井不動産元会長・社長
- 森章 - 森トラスト会長、森ビル社長森稔の実弟
- 伊達美和子 - 森トラスト社長、現会長森章の長女、大学院政策・メディア研究科修了
- 鎌田和彦 - オープンハウス副社長、インテリジェンス(現パーソルキャリア)創業者兼元社長
- 加賀見俊夫 - オリエンタルランド会長、社長
- 保坂誠 - 東京ドーム会長・社長
- 林有厚 - 東京ドーム会長・社長
- 長岡勤 - 東京ドーム社長
- 大野直竹 - 大和ハウス工業元社長
- 西川弘典 - 東急不動産ホールディングス社長
- 木村昌平 - 東急コミュニティー社長、東急不動産ホールディングス取締役執行役員
- 高橋治則 - イ・アイ・イ・インターナショナル創業者。
- 河野貴輝 - ティーケーピー代表取締役社長
- 内田和成 - ボストン・コンサルティング・グループ元日本法人代表、早稲田大学商学学術院教授、MBA卒
- 伊藤良二 - マッキンゼー・アンド・カンパニー元パートナー、ベイン・アンド・カンパニー元パートナー、大学院政策・メディア研究科教授
- 江川昌史 - アクセンチュア日本法人代表
- 佐瀬真人 - デロイトトーマツコンサルティング社長
- 西岡一正 - アビームコンサルティング社長
- 和田憲昌 - 和田興産社長

#### メディア、広告、出版
- 辻野晃一郎 - グーグル日本法人代表
- 近藤正晃ジェームス - TwitterJapan代表
- 本城慎之介 - 楽天元副社長、総合政策学部卒、大学院政策・メディア研究科修了
- 日高裕介 - サイバーエージェント専務取締役
- 海老根智仁 - オプトの創業者の一人、元代表取締役CEO
- 鈴木健 - スマートニュース共同創業者兼代表取締役会長
- 山岸広太郎 - グリー共同創業者・元副社長、慶應イノベーション・イニシアティブ代表取締役社長
- 岩田彰一郎 - アスクル創業者
- 佐野陽光 - クックパッド創業者
- 岩田林平 - クックパッド代表
- 経沢香保子 - トレンダーズ社長
- 上野尚一 - 朝日新聞社主
- 正力亨 - 読売新聞社主
- 滝鼻卓雄 - 読売新聞東京本社社長、読売ジャイアンツオーナー
- 大島一芳 - 中日新聞社代表取締役
- 小坂健介 - 信濃毎日新聞社社長
- 折田楓 - merchu代表取締役
- 平山勉 - 電波新聞社社長
- 高嶋達佳 - 電通元会長
- 山本敏博 - 電通元社長
- 高橋治之 - 電通元専務、東京オリンピック・パラリンピック組織委員会理事
- 中尾潤 - 電通総研元所長、東京オリンピック・パラリンピック組織委員会局次長
- 及川直彦 - 電通コンサルティング社長
- 水島正幸 - 博報堂社長
- 萩原敏雄 - 日本テレビ元社長、現日本テレビフットボールクラブ会長兼社長
- 久保伸太郎 - 日本テレビ元社長、会長
- 伊坂重孝 - 札幌テレビ元社長、札幌学院大学理事長
- 諏訪博 - 東京放送元社長、会長、特別顧問
- 砂原幸雄 - 東京放送元社長、会長
- 嵯峨春平 - 北陸放送元社長
- 笹原忠義 - 北陸放送元社長、元アナウンサー
- 横山健一 - 中部日本放送元社長
- 大石幼一 - 中部日本放送名誉会長、元社長、会長
- 高橋信三 - 毎日放送元社長、会長
- 三村景一 - 毎日放送元社長、MBSメディアホールディングス元社長
- 齋藤宗房 - テレビ山口社長
- 金子秀三 - RKB毎日放送元社長、会長
- 広瀬道貞 - テレビ朝日会長
- 角南源五 - テレビ朝日副社長、現BS朝日社長
- 林幸雄 - 北海道テレビ放送元社長
- 樋泉実 - 北海道テレビ放送元社長
- 平城隆司 - 静岡朝日テレビ元社長、テレビ朝日元常務取締役
- 磯原裕 - ニッポン放送元社長
- 石田達郎 - フジテレビジョン、ニッポン放送元社長
- 宮内正喜 - フジテレビジョン元社長
- 遠藤龍之介 - フジテレビジョン元社長、遠藤周作の長男
- 山田良明 - フジテレビジョン元常務、共同テレビジョン元社長
- 鈴木克明 - フジテレビジョン元専務、フジ・メディア・ホールディングス元取締役、テレビ西日本元社長
- 嘉納修治 - フジテレビジョン会長
- 清水賢治 - フジテレビジョン専務
- 飯田幸雄 - 東海テレビ放送元社長
- 浅野碩也 - 東海テレビ放送元社長
- 千草宗一郎 - 関西テレビ放送元社長
- 中川順 - テレビ東京相談役、元社長、会長
- 上田克己 - テレビ大阪元社長、会長、BSジャパン元社長
- 石坂敬一 - ワーナーミュージック・ジャパン代表取締役会長兼CEO
- 鈴木尚 - スクウェア（現スクウェア・エニックス）創業者、元社長
- 武市智行 - スクウェア（現スクウェア・エニックス）元社長
- 桐生隆司 - スクウェア・エニックス・ホールディングス社長
- 松原眞樹 - KADOKAWA社長
- 見城徹 - 幻冬舎社長
- 沢村三木男 - 文藝春秋元社長
- 若菜正 - 集英社元社長
- 鳥嶋和彦 - 白泉社元社長、集英社元専務取締役
- 竹山晋一郎 - 元大阪時事新報社会記者。鍼灸師
- 松岡辰郎 - 東宝社長
- 松岡宏泰 - 東宝社長
- 岡田裕介 - 東映元社長
- 大谷隆三 - 松竹元社長
- 大谷信義 - 松竹元社長
- 迫本淳一 - 松竹会長、弁護士
- 藤村哲哉 - ギャガ・コミュニケーションズ創業者
- 成田修造 - 元クラウドワークス取締役兼CINO。兄は成田悠輔
- 野間省伸 - 講談社社長

#### 公共、交通、通信、建設
- 清水正孝 - 東京電力前社長
- 石崎芳行 - 東京電力副社長、東京電力福島復興本社社長
- 加納時男 - 東京電力副社長、参議院議員、経済学部（通信）卒業
- 岩崎清七 - 東京ガス元社長
- 安西邦夫 - 東京ガス元社長
- 田中精一 - 中部電力元会長、社長
- 勝野哲 - 中部電力社長
- 和智午郎 - 西部ガス元社長
- 森中小三郎 - 成田国際空港社長、住友商事元副社長
- 小林公平 - 阪急電鉄元会長、社長
- 清水雅 - 阪急電鉄元会長、東宝元社長
- 村上実 - 阪急電鉄元社長、能勢電鉄元社長、阪急軍監督、野球殿堂入り
- 見掛道夫 - 阪神電気鉄道元副社長、阪神タイガース元社長
- 三枝正幸 - 京王電鉄元会長、社長
- 花田力 - 京成電鉄元会長、社長
- 穴水清彦 - 相模鉄道社長
- 対馬好次郎 - 相模鉄道社長
- 及川陸郎 - 相模鉄道社長
- 川又英雄 - 相模鉄道社長
- 鳥居真 - 相模鉄道社長
- 鈴木敬彦 - 遠州鉄道社長
- 竹島和幸 - 西日本鉄道会長、元社長
- 竹本勝紀 - 銚子電気鉄道社長、税理士
- 川鍋一朗 - 日本交通会長、マッキンゼー出身
- 植木義晴 - 日本航空社長、航空大学校に転学
- 乗田俊明 - 空港施設社長、日本航空元取締役専務執行役員
- 大橋洋治 - 全日本空輸会長、元社長
- 中村晃 - 北海道国際航空会長、社長
- 井伊基之 - NTTドコモCEO
- 両角寛文 - KDDI元副会長、KDDIエボルバ会長
- 津田志郎 - ボーダフォン日本法人（現：ソフトバンクモバイル）元会長、社長、NTTドコモ元副社長、
- 前刀禎明 - 日本Apple Computer(現：Apple Japan合同会社)社長、元ライブドア (1999-2002)社長
- 吉田晴乃 - BTグループ日本法人代表取締役社長、経団連初の女性役員
- 松田堯 - 両備グループ元代表
- 小嶋光信 - 両備グループ代表
- 重久吉弘 - 日揮社長
- 川名浩一 - 日揮社長
- 北川正人 - 千代田化工建設社長
- 大林剛郎 - 大林組社長、大林組創業家四代目
- 中村満義 - 鹿島建設会長、元社長
- 奥村正太郎 - 奥村組社長
- 錢高一善 - 銭高組社長
- 小原勝守 - 安藤建設社長

#### 機械、自動車、その他製造業
- 阿久戸庸夫 - ミツバ社長
- 朝倉研二 - 長瀬産業社長
- 天野春一 - 日本車輌製造会長、社長
- 李在鎔 - サムスン電子社長、MBA卒
- 石黒武 - 大同特殊鋼社長
- 市川秀夫 - 昭和電工会長、元社長
- 大久保博司 - NTN元社長
- 大橋光夫 - 昭和電工元会長、元社長
- 樫尾和宏 - カシオ計算機株式会社社長
- 加藤宣明 - デンソー会長
- 加藤博 - ノリタケカンパニーリミテド社長
- 日野哲也 - ノリタケカンパニーリミテド社長
- 柴田雄次 - 愛知製鋼社長
- 北島義俊 - 大日本印刷社長
- 北島義斉 - 大日本印刷社長
- 北島元治 - 大日本印刷専務執行役員
- 北城恪太郎 - 日本IBM会長、社長、経済同友会代表幹事
- 椎名武雄 - 日本IBM元会長、社長
- 北野隆典 - スタンレー電気社長
- 小林陽太郎 - 経済同友会終身幹事、富士ゼロックス相談役最高顧問、前会長、元社長
- 須崎潔 - 揖斐川電気工業（現・イビデン）元社長
- 宮寺敏雄 - 揖斐川電気工業（現・イビデン）元社長
- 田中徳次郎 - 揖斐川電気工業（現・イビデン）元社長
- 多賀潤一郎 - イビデン元社長
- 高田重久 - タカタ社長
- 高橋高見 - ミネベアミツミ元会長、社長
- 貝沼由久 - ミネベアミツミ社長、弁護士
- 津田志郎 - 元ボーダフォン日本法人（現・ソフトバンクモバイル）会長
- 豊田章男 - トヨタ自動車会長、元社長
- 渡辺捷昭 - トヨタ自動車元会長、元社長
- 中村知美 - SUBARU会長、元社長
- 丸本明 - マツダ相談役、元社長
- 西室泰三 - 日本経団連副会長、東京証券取引所元会長兼社長、東芝名誉会長、元社長、慶應義塾評議員
- 長谷川聰 - 川崎重工業元社長
- 林田英治 - JFEホールディングス社長
- 廣川裕司 - セキュアワークス社長、元レッドハット社長
- 古河潤之助 - 古河電気工業元社長
- 松下正幸 - パナソニック副会長、松下幸之助の孫で松下家の“三代目”
- 菊川剛 - オリンパス社長
- 松田耕平 - 東洋工業（現・マツダ）元社長、広島東洋カープ元オーナー
- 南尚 - 大島造船所（現・ダイゾー）社長
- 南宣之 - ダイゾー社長
- 村田純一 - 村田機械会長
- 安井義博 - ブラザー工業相談役、元会長
- 吉村司郎 - 服部セイコー社長
- 村野晃一 - セイコー社長
- 服部真二 - セイコー社長
- 井上仲七 - セイコー社長
- 中村吉伸 - セイコーホールディングス社長

- 山科誠 - バンダイ会長
- 中田卓也 - ヤマハ社長
- 横河正三 - 横河電機社長
- 内田勲 - 横河電機社長
- 海堀周造 - 横河電機社長
- 吉村萬治郎 - 富士通初代会長、社長
- 遠藤謙 - Xiborg創業者、ロボット/義足エンジニア
- 西村貞一 - サクラクレパス会長
- 関家憲一 - ディスコ社長、会長

#### 製薬、化学、製紙、紡績、ゴム、石油など
- 石澤一朝 - カネボウ社長
- 岡本進 - カネボウ社長
- 永田正夫 - カネボウ社長
- 石原聰一 - カネボウ社長
- 武藤山治 - 鐘淵紡績元社長
- 伊藤淳二 - 鐘紡元社長、日本航空元会長
- 高田敞 - 鐘淵化学工業社長
- 大沢孝 - 鐘淵化学工業社長
- 井上徳治 - 鐘淵化学工業社長
- 新納真人 - 鐘淵化学工業社長
- 中司清 - 鐘淵化学工業社長
- 武田正利 - カネカ社長
- 内藤晴夫 - エーザイ社長
- 森田隆和 - 参天製薬社長
- 上原明 - 大正製薬ホールディングス社長、大正製薬会長、城西大学理事長
- 上原茂 - 大正製薬社長
- 永山治 - 中外製薬社長
- 大塚太郎 - 大塚倉庫社長、大塚製薬創業家
- 三輪芳弘 - 興和社長
- 小寺新六郎 - 小寺源吾と父子二代にわたり慶應卒・ユニチカ (大日本紡績)社長
- 駒村純一 - 森下仁丹社長
- 武田長兵衛（6代） - 武田薬品工業会長、元社長
- 前田新造 - 資生堂社長
- 福原義春 - 資生堂名誉会長
- 城野親德 - ドクターシーラボ創業者、医師
- 門松正宏 - 旭硝子元社長、ガラス産業連合会会長
- 片岡武修 - 旭化成社長
- 工藤幸四郎 - 旭化成社長
- 島村琢哉 - AGC（旧旭硝子）元社長
- 大倉和親 - 日本ガイシ創業者
- 竹見淳一 - 日本ガイシ元社長、NHK元経営委員長
- 小林茂 - 日本ガイシ社長
- 富永靖雄 - 横浜ゴム社長
- 島崎敬夫 - 横浜ゴム社長
- 宮原清 - 神島化学工業元社長、日本社会人野球協会（現・日本野球連盟）初代会長、野球殿堂入り
- 井川高雄 - 大王製紙元会長、社長
- 矢嶋進 - 王子ホールディングス（旧・王子製紙）社長
- 大八木成男 - 帝人社長
- 木村康 - JXホールディングス会長
- 月岡隆 - 出光興産元社長
- 木藤俊一 - 出光興産社長
- 藤岡信吾 - 三菱石油社長
- 山崎保 - 昭和シェル石油社長
- 麻生泰 - 麻生グループ会長、麻生太郎の弟
- 麻生巌 - 麻生グループ社長、麻生泰の長男
- 中里佳明 - 住友金属鉱山社長
- 馬淵秀夫 - 日本酸素社長、会長、三菱商事副社長

#### 流通(食品、百貨店、商社、物流、倉庫)
- 小島順彦 - 三菱商事会長、元社長、経済学部中退→東京大学工学部卒業
- 三村庸平 - 三菱商事元会長、元社長、元日本貿易会会長
- 堀健一 - 三井物産社長
- 岡素之 - 住友商事会長、元社長
- 森中小三郎 - 住友商事元副社長、現成田国際空港社長
- 勝俣宣夫 - 丸紅元会長、元社長
- 朝田照男 - 丸紅会長、元社長
- 足立壽惠雄 - 丸紅顧問、日本商工会議所元会長
- 國分文也 - 丸紅社長
- 千輪博 - 豊田通商社長
- 岡谷篤一 - 岡谷鋼機元社長
- 岡谷健広 - 岡谷鋼機社長
- 草刈隆郎 - 日本郵船元会長、社長
- 工藤泰三 - 日本郵船会長
- 後藤正三 - 伊勢湾海運元社長
- 生田正治 - 商船三井元社長、元日本郵政公社総裁、慶應義塾評議員
- 杉山元太郎 - 豊年製油オーナー
- 佐治信忠 - サントリー会長
- 新浪剛史 - サントリー社長
- 三宅占二 - キリンホールディングス会長
- 磯崎功典 - キリンホールディングス社長
- 瀬戸雄三 - アサヒビール社長
- 寺坂史明 - サッポロビール社長
- 上條努 - サッポロホールディングス社長
- 染谷光男 - キッコーマン社長
- 堀切功章 - キッコーマン社長
- 牛久崇司 - キッコーマン社長
- 茂木友三郎 - キッコーマン会長、公益財団法人日本生産性本部会長
- 鈴木義雄 - 鈴屋元会長
- 伊藤正視 - 伊藤ハム元社長、創業者伊藤傳三の三男
- 鳥羽董 - 味の素社長
- 伊藤雅俊 - 味の素社長
- 安藤宏基 - 日清食品社長
- 浦上博史 - ハウス食品グループ本社社長
- 藤井林太郎 - 不二家社長
- 中部慶次郎 - マルハ社長
- 北里一郎 - 明治製菓会長
- 松尾正彦 - 明治ホールディングス社長
- 中田康雄 - カルビー社長
- 藤山雷太 - 大日本製糖元社長
- 藤山愛一郎 - 大日本製糖元社長
- 大河原昭次 - 東食常務
- 藤井次郎 - マルエツ元社長、ダイエー元常務、元顧問、器械体操部主将、オリンピック候補選手
- 飯田慶三 - 髙島屋元会長、社長
- 鈴木弘治 - 髙島屋社長
- 村田善郎 - 高島屋社長
- 増倉一郎 - 髙島屋社長
- 津田尚二 - 三越社長
- 井上和雄 - 三越社長
- 中村胤夫 - 三越社長
- 市原晃 - 三越社長
- 松田伊三雄 - 三越元会長、元社長
- 坂倉芳明 - 三越元会長、社長
- 岡田茂 - 三越元社長
- 武藤信一 - 伊勢丹社長
- 小菅国安 - 伊勢丹社長
- 岩村榮一 - そごう社長
- 伊藤祐茲 - 松坂屋社長
- 伊藤鈴三郎 - 松坂屋社長
- 奥田務 - 大丸会長、元社長、元関西経済同友会代表幹事
- 井狩彌治郎 - 大丸元社長
- 好本達也 - 大丸松坂屋百貨店社長
- 青井浩 - 丸井グループ社長
- 松田英三郎 - 阪急百貨店社長
- 福光尚次 - 阪急百貨店社長
- 山川茂夫 - 阪急百貨店社長
- 椙岡俊一 - 阪急百貨店元社長、エイチ・ツー・オー リテイリング元会長、阪急阪神ホールディングス元取締役
- 若林純 - エイチ・ツー・オー リテイリング社長
- 高橋良明 - プランタン銀座社長、三越役員
- 玉塚元一 - ロッテホールディングス代表取締役社長、元株式会社ファーストリテイリング代表取締役社長兼COO、元株式会社ローソン代表取締役会長CEO、政治学科卒、慶応義塾高等学校卒
- 丸谷智保 - セイコーマート社長
- 目黒真司 - ポプラ社長
- 安田隆夫 - ドン・キホーテ創業者
- 大薗誠司 - ハンズマン社長
- 渡邊隆 - 東江グループ社長
- 北野稔 - ダイヤ通商会長兼社長、日本ラグビーフットボール協会評議員、元ジェイアール東海髙島屋社長
- 中林仁良 - 丸物元社長、京都近鉄百貨店元社長、近鉄百貨店元取締役相談役
- 中埜和英 - ミツカングループ本社社長
- 永谷栄一郎 - 元永谷園社長、会長
- 永谷泰次郎 - 永谷園ホールディングス社長

#### その他サービス
- 穐田誉輝 - 実業家、エンジェル投資家、くふうカンパニー取締役会長。「食べログ」を作り「カカクコム」「クックパッド」を育てる、大学院法学研究科
- 伊藤正二郎 - エイベックス・スポーツ株式会社代表取締役社長、CARAVAN Japan代表取締役 CEO
- 稲川素子 - 稲川素子事務所社長、国連UNHCR協会理事、文学部卒
- 大岡新一 - 円谷プロダクション代表取締役社長、法学部中退
- 尾木徹 - プロダクション尾木社長、法学部卒
- 犬丸一郎 - 帝国ホテル元社長
- 荻田敏宏 - ホテルオークラ社長
- 小島健輔 - 小島ファッションコンサルティング社長
- 梁瀬次郎 - ヤナセ名誉会長、元会長、社長
- 坂本孝 - ブックオフコーポレーション創業者、俺の株式会社代表取締役社長
- 佐藤充孝 - 共立メンテナンス元代表取締役社長
- 冲永佳史 - 学校法人帝京大学理事長・学長
- 秦郷次郎 - ルイ・ヴィトン・ジャパン元社長
- 中山亮太郎 - 株式会社マクアケ代表取締役社長（創業者）
- 成宮雄三 - ナルミヤ・インターナショナル社長
- 襟川陽一 - コーエー取締役最高顧問
- 平尾丈 - 株式会社じげん代表取締役社長執行役員CEO
- 砂川大 - ロケーションバリュー代表取締役CEO
- 高橋直大 - AtCoder社長、競技プログラマ
- 瀧本憲治 - リクレ創業者、元maneo社長
- 仁禮彩香 - TimeLeap創業者
- 馬場信治 - 東京個別指導学院社長(創業者)
- 梅田望夫 - IT企業経営コンサルタント、リコー社外取締役、株式会社はてな非常勤取締役
- 金當一臣 - パシフィコ・エナジー代表取締役社長
- 星野佳路 - 実業家、星野リゾート代表取締役社長、経済学部卒
- 松田孝裕 - ソフトブレーン社長
- 松村匠 - 株式会社AKSコンテンツビジネス本部・本部長、AKB48プロデューサー
- 山口文一 - 株式会社エピネス社長(創業者)、元北京大学講師
- 家本賢太郎 - クララオンライン社長
- 住野公一 - オートバックスセブン社長
- 青木廣彰(ロッキー青木) - 米国「ベニハナ」オーナー、冒険家、経済学部中退、塾高卒
- 伊藤賢司 - JSホールディングス社長、マッキンゼー出身
- 太田秀和 - 埼玉西武ライオンズ元社長兼オーナー代行
- 酒井天美 - 松岡物産(株)会長、元社長、(財)致道博物館常務理事
- 山口絵理子 - マザーハウス社長
- 宮田侑 - 明海大学理事長、朝日大学理事長
- 河北博文 - 河北総合病院理事長、日本医療機能評価機構専務理事
- 大西利佳子 - コトラ社長
- 吉柳さおり - ベクトル副社長、慶應義塾大学非常勤講師
- 山中大介 - YAMAGATA DESIGN代表取締役
- 高田久徳 - 東京理科大学イノベーション・キャピタル株式会社代表取締役
- 窪田望 - 株式会社Creator's NEXT 代表取締役

### 司法
- 岡部喜代子 - 最高裁判所判事、元慶應義塾大学法科大学院教授
- 金子武志 - 札幌地方裁判所部総括判事、元司法研修所教官
- 近藤宏子 - 静岡家庭裁判所長、元横浜地方裁判所部総括判事
- 鬼頭史郎 - 元京都地方裁判所判事補、ニセ電話事件により裁判官弾劾裁判所で罷免
- 秋山仁美 - 元福井地検検事正、元慶應義塾大学法科大学院教授
- 中原亮一 - 広島高検検事長、元横浜地検検事正
- 小杉晃 - 弁護士、元西村あさひ法律事務所執行パートナー、元慶應義塾大学法科大学院教授
- 平良木登規男 - 慶應義塾大学名誉教授、元札幌高等裁判所判事、元東京地方裁判所判事
- 村松謙一 - 弁護士、企業再生
- 田中早苗 - 弁護士、コメンテーター、放送倫理・番組向上機構放送番組委員会副委員長
- 古川俊治 - 弁護士、医師、参議院議員、慶應義塾大学法科大学院・医学部教授
- 八代英輝 - 弁護士、コメンテーター、関西学院大学客員教授、元札幌地方裁判所判事補
- 山口貴士 - 弁護士、カルト問題、日本脱カルト協会理事兼事務局長
- 我妻崇 - 弁護士、日本弁護士連合会副会長
- 吉田瑞彦 - 弁護士、日本弁護士連合会理事、弁護士過疎問題、岩手弁護士会長
- 阿川尚之 - 弁護士・慶應義塾大学名誉教授、ニューヨーク州及びコロンビア特別区弁護士
- 加藤久雄 - 弁護士、元慶應義塾大学教授、元ミュンヘン大学客員教授、刑法、刑事政策
- 柏木俊彦 - 弁護士、平成国際大学学長、元第二東京弁護士会副会長
- 志賀こず江 - 弁護士、サン綜合法律事務所パートナー、元東京地方検察庁検事
- 萩谷麻衣子 - 弁護士、日本女性法律家協会副会長、東京弁護士会人権擁護委員会副委員長
- 迫本淳一 - 弁護士、松竹株式会社代表取締役社長
- 貝沼由久 - 弁護士、ミネベアミツミ代表取締役社長
- 楊井人文 - 弁護士
- 板倉陽一郎 - 弁護士
- 倉持麟太郎 - 弁護士
- 奥山倫行 - 弁護士

### 囲碁・将棋
- 上村亘 - 将棋棋士、理工学部卒
- 西山朋佳 - 将棋女流棋士、環境情報学部（中退）
- 吉原由香里（旧姓：梅沢） - 囲碁棋士、国際囲碁連盟理事、環境情報学部卒

### 文芸
あ行
- 赤坂真理 - 小説家、法学部政治学科卒
- 浅野妙子 - 脚本家、文学部卒
- 朝吹真理子 - 小説家、国文科卒、芥川賞受賞
- 荒俣宏 - 作家、法学部卒
- 伊井直行 - 小説家、文学部卒
- 池井戸潤 - 小説家、文学部、法学部卒
- 池田礼子 - 皇后雅子の実妹、作家・翻訳家、法学部政治学科卒
- 池田晶子 - 文筆家、哲学者、文学部哲学科倫理学専攻卒、女子高卒
- 池田運 - ヒンディー語文学翻訳者、インド研究家、文学部卒
- 石坂洋次郎 - 小説家、国文科卒
- 今高城治 - 作家、医師、博士（医学・獨協医科大学）、文学部卒
- 上野火山 - 劇作家・翻訳家・演出家、文学部卒
- 内村直也 - 劇作家、経済学部卒
- 梅田晴夫 - 劇作家、仏文科卒
- 江藤淳 - 文芸評論家、英文科卒
- 遠藤周作 - 小説家、仏文科卒、芥川賞受賞、文化勲章受章
- 大沢在昌 - 作家、法学部中退、直木賞受賞
- 大野木寛 - 脚本家、文学部卒
- 岡井隆 - 歌人・文芸評論家、医学部卒
- 大谷羊太郎 - 推理作家、国文科中退
- 岡田利規- 劇作家、商学部卒
- 荻野アンナ - 小説家・仏文学者、仏文科卒、芥川賞受賞
- 小野美由紀 - 作家、文学部卒

か行
- 加瀬英明 - 評論家、経済学部卒
- 片山杜秀 - 評論家、法学部政治学科卒、大学院法学研究科後期博士課程単位取得退学
- 加藤道夫 - 劇作家、英文科卒
- 金子光晴 - 詩人、予科中退
- 北浜流一郎 - 株式評論家、商学部中退
- きだみのる - 小説家
- 金城一紀 - 小説家
- 草野心平 - 詩人、普通部中退、文化勲章受章
- 久保田万太郎 - 小説家、文学部卒、文化勲章受章
- 蔵原伸二郎 - 詩人・小説家、仏文科中退
- 車谷長吉 小説家、文学部卒　直木賞
- 玄侑宗久 小説家、中国文学科卒、芥川賞受賞
- 神足裕司 - コラムニスト、法学部政治学科卒
- 小林信也 - 作家・スポーツライター、法学部法律学科卒

さ行
- 坂上弘 - 小説家、哲学科卒
- 佐藤春夫- 小説家、文学部中退、文化勲章受章
- 佐藤嘉尚 - 作家、国文科中退
- 獅子文六 - 作家・演出家、予科中退、文化勲章受章
- 柴田錬三郎 - 小説家、支那文科卒、直木賞受賞
- 朱川湊人 - 小説家、国文科卒
- 鈴木光司 - 作家、仏文科卒

た行
- 瀧口修造 - 美術評論家、英文科卒
- 竹内真 - 小説家、法学部卒
- 竹田恒泰 - 作家、法学部卒
- 田久保英夫 - 小説家、仏文科卒、芥川賞受賞
- 田中章義 - 歌人、作家、総合政策学部卒
- 田中千禾夫 - 劇作家、仏文科卒
- 田中伸尚 - ノンフィクション作家
- 俵元昭 - 歴史家、記録作家
- つかこうへい - 劇作家、演出家、小説家、哲学科中退
- 手塚英孝 - プロレタリア作家、文芸評論家
- 遠野遥　-　小説家、法学部卒、芥川賞受賞
- 徳尾浩司 - 脚本家、演出家、理工学部卒

な行
- 内藤みか - 小説家、脚本家、エッセイスト、文学部卒
- 永井荷風 - 小説家、文学部教授、文化勲章受章
- 夏樹静子 - 推理作家、英文卒
- なだいなだ - 精神科医、作家、評論家、医学部卒
- 南部修太郎 - 小説家、文学科卒
- 西尾正 - 推理作家、経済学部卒
- 西脇順三郎 - 詩人・英文学者、理財科卒

は行
- 萩原朔太郎 - 詩人、予科中退
- 橋出たより - 文筆家・詩人・エッセイスト、文学部卒
- 幅允孝 - 選書家、法学部卒
- 原民喜 - 小説家・詩人、英文科卒
- 針谷卓史 - 小説家、国文科卒
- 林望 - 作家、国文科卒
- 平岡陽明 - 小説家、文学部卒
- 深水黎一郎 - 作家、仏文科卒
- 福田和也 - 文芸評論家、仏文科卒
- 藤浦洸 - 作詞家、文学部卒
- 伏見憲明 - 作家、法学部卒
- 細井直子 - 翻訳家、国文科卒
- 堀田善衛 - 小説家、仏文科卒、芥川賞受賞
- 堀口大學 - 詩人・翻訳家、予科中退、文化勲章受章
- 本多孝好 - 小説家、法学部卒
- 聖真一郎 - 翻訳家、文学部卒

ま行
- 松原敏春 - 脚本家、法学部卒
- 村松梢風 - 小説家、文学部中退
- 村松友視 - 小説家、哲学科卒
- 水上瀧太郎 - 小説家、理財科卒
- 宮崎哲弥 - 評論家、社会学科卒
- 三好京三 - 小説家、文学部卒、直木賞受賞
- 森菊蔵 - 詩人、作詞家、ラジオパーソナリティ

や行
- 矢口敦子 - 小説家、文学部卒、女流新人賞
- 安岡章太郎 - 小説家、英文科卒、芥川賞受賞
- 山川方夫 - 作家、仏文科卒
- 山本健吉 - 文芸評論家、国文科卒、文化勲章受章
- 夢野久作 - 小説家、文学部中退
- 横川潤 - エッセイスト
- 横山武夫 - 歌人・作詞家、元青森県副知事
- 吉野秀雄 - 歌人、経済学部中退
- 吉増剛造 - 詩人、国文科卒

### 美術
- 石原延啓 - 画家、経済学部卒
- 佐々木秀憲 - 日本の美術史家、文学部卒
- 千住博 - 画家、慶應義塾高校卒
- 藤城清治 - 影絵作家、経済学部卒
- 美樹本晴彦 - イラストレーター、工学部
- ルイ・フランセン - 芸術家、現代壁画研究所（現クレアーレ工房）所長、文学部卒

#### 写真
- 名取洋之助 - 写真家、普通部中退
- 星野道夫 - 動物写真家、随筆家、経済学部卒
- 三木淳 - 写真家、経済学部卒
- 吉田ルイ子 - 写真家、ジャーナリスト、元NHK職員、元朝日放送アナウンサー、法学部卒

#### CG
- 坂口亮 - ハリウッド映画映像クリエーター、アカデミー科学技術賞受賞、環境情報学部卒
- 布山タルト - アニメーション作家、環境情報学部卒、大学院修了

#### 服飾
- 山本耀司 - ファッションデザイナー、法学部卒
- 川久保玲 - ファッションデザイナー、文学部卒
- 原由美子 - スタイリスト、ファッションディレクター、文学部卒

#### ゲーム
- 浅野智也 - ゲームクリエイター、スクウェア・エニックス所属
- 河本信昭 - ゲームクリエイター、スクウェア・エニックス所属、『ファイナルファンタジー14』など、環境情報学部卒
- 榊原拓 - ゲームクリエイター、ゲームシナリオライター
- 田中謙介 - ゲームクリエイター、角川ゲームス所属、『艦隊これくしょん』など、理工学部卒
- べっかんこう - ゲームクリエイター、原画家、イラストレーター、経済学部卒

#### 漫画家
- 小川悦司 - 漫画家、経済学部卒
- 田森庸介 - 漫画家
- 長イキアキヒコ - 漫画家、文学部卒、「慶應義塾大学お笑い道場O-Keis」創設者
- なりゆきわかこ - 漫画家、文学部卒
- ヒサクニヒコ - 漫画家、法学部卒、塾高卒
- 細野不二彦 - 漫画家、経済学部卒
- よしながふみ - 漫画家、法学部卒、大学院中退

### 建築
- 谷口吉生 - 建築家、ニューヨーク近代美術館、アメリカ建築家協会名誉会員、工学部卒
- 柄沢祐輔 - 建築家、環境情報学部卒

### 芸能・音楽

#### 俳優
- 芥川比呂志 - 俳優、演出家、文学部卒
- 浅森咲希奈 - 女優、歌手、元アイドル、文学部卒
- 芦田愛菜 - 女優、タレント、法学部政治学科在学中、女子高卒、中等部卒
- 池田良 - 俳優、法学部卒
- 石坂浩二 - 俳優、法学部法律学科卒、塾高卒、普通部卒
- 石原裕次郎 - 俳優、歌手、法学部政治学科中退、塾高卒
- 石原良純 - 俳優、タレント、気象予報士、経済学部卒、塾高卒、普通部卒、幼稚舎卒
- 三代目市川右團次 - 歌舞伎俳優、法学部卒
- 二代目市川猿翁 - 歌舞伎俳優、文学部国文学専攻卒
- 四代目市川段四郎 - 歌舞伎俳優、文学部卒
- 四代目市川猿之助 - 歌舞伎俳優、文学部卒
- 二代目市川青虎 - 歌舞伎俳優、商学部卒
- 市川三升 - 歌舞伎俳優
- 磯西真喜 - 声優
- 今井朋彦 - 俳優、文学部卒
- 岩城力也 - 俳優
- 緒方佑奈 - 声優、文学部卒
- 岡田英次 - 俳優、経済学部卒
- 岡浩也 - 俳優、精神科医、商学部中退、志木高卒、北里大学医学部卒
- 金尾哲夫 - 俳優、声優、商学部卒
- 加山雄三 - 俳優、歌手、法学部政治学科卒、塾高卒
- 川瀬晶子 - 声優、法学部卒
- 観世栄夫 - 能楽師
- 菊池麻衣子 - 女優、商学部卒、女子高卒、中等部卒
- 桐生コウジ - 俳優、経済学部卒
- 日下武史 - 俳優、劇団四季所属、文学部中退
- 窪塚俊介 - 俳優、理工学部卒
- 小出恵介 - 俳優、文学部卒
- 子安光樹 - 声優、理工学部卒
- 九重京司 - 俳優、著述家、文学部英米文学専攻卒
- 紺野美沙子 - 女優、国際連合開発計画親善大使、文学部卒、女子高卒
- 斉藤慶子 - 女優、タレント、大学院メディアデザイン研究科修了
- 崎本大海 - 俳優、タレント、法学部卒
- 柴本幸 - 女優、文学部卒、女子高卒、中等部卒、幼稚舎卒
- 白川澄子 - 声優、女優、文学部卒
- 杉野希妃 - 女優、映画プロデューサー、経済学部卒
- 鈴木福 - 俳優、タレント、環境情報学部在学中
- 高柳良一 - 元俳優、法学部政治学科卒、塾高卒
- 武田華 - 声優、文学部卒
- 田村道美 - 俳優
- 檀ふみ - 女優、エッセイスト、経済学部卒
- 筑波久子 - 女優、映画プロデューサー、法学部中退
- 津村鷹志 - 元俳優、文学部仏文学専攻卒
- 寺泉憲 - 俳優、法学部中退
- 中川勝彦 - 歌手、俳優、法学部中退、塾高卒
- 中川梨花 - 女優、タレント
- 中村孝雄 - 俳優、法学部卒
- 中村雅俊 - 俳優、歌手、経済学部卒
- 夏八木勲 - 俳優、文学部仏文学専攻中退
- 西尾夕香 - 女性声優、歌手、環境情報学部卒
- 二谷友里恵 - 実業家、元女優、文学部卒
- にわつとむ - 俳優、文学部卒
- 早川保 - 俳優、経済学部卒
- 藤井美菜 - 女優、文学部卒
- フランキー堺 - ドラム奏者、コメディアン、俳優、紫綬褒章、法学部卒
- 古川雄輝 - 俳優、理工学部卒、NY高卒
- 別所哲也 - 俳優、法学部法律学科卒
- 細田善彦 - 俳優、タレント、商学部卒
- 松川勉 - 俳優
- 松来未祐 - 声優、環境情報学部卒
- 水嶋ヒロ - 俳優、作家、環境情報学部卒
- 村上幸平 - 俳優、経済学部卒
- 八ッ橋さい子 - AV女優、アイドル、文学部卒
- 山田麻衣子 - 女優、文学部卒

#### 映像
- 井上梅次 - 映画監督、経済学部卒
- 大岡新一 - 円谷プロダクション代表取締役社長、撮影技師、特技監督、法学部中退
- 大嶋拓 - 映画監督、文学部卒
- 大友啓史 - 演出家、映画監督、法学部卒
- 恩地日出夫 - 映画監督、経済学部卒
- 河崎義祐 - 映画監督、経済学部
- 川村真司 - 映像ディレクター
- 河村光庸 - 映画プロデューサー、経済学部中退[13]
- 河森正治 - メカニックデザイナー、アニメ監督、アニメプロデューサー、『マクロスシリーズ』の生みの親、工学部中退
- 木皿陽平（アニメプロデューサー、音楽プロデューサー）
- 工藤栄一 - 映画監督、法学部卒
- 黒須美彦 - クリエイティブディレクター
- 佐藤肇 - 映画監督、工学部卒
- サノ☆ユタカ - CMディレクター、経済学部卒
- 佐々木宏 - クリエイティブディレクター、電通所属
- 渋谷実 - 映画監督、文学部中退
- 杉野希妃 - 女優、映画監督、映画プロデューサー、経済学部卒
- 須賀大観 - 映画監督、経済学部卒
- 砂田麻美 - 映画監督、総合政策学部卒
- 田岡満 - 実業家、映画プロデューサー、歌手、経済学部卒、塾高卒
- 武内健 - 映画プロデューサー、経済学部卒
- 中川龍太郎 - 映画監督、脚本家、詩人、文学部卒
- 野村芳太郎 - 映画監督、砂の器、八つ墓村などの作品、文学部卒
- 福原慶匡 - アニメプロデューサー、音楽プロデューサー、実業家、在学
- 藤野良太 - コンテンツプロデューサー、文学部卒
- 牧口雄二 - 映画監督・プロデューサー、文学部卒
- 三木聡 - 映画監督、放送作家、文学部卒
- 水野晴郎 - 映画評論家、映画監督、文学部卒
- 鷲尾天 - アニメプロデューサー、初代プリキュアシリーズプロデューサー、法学部卒
- 和田丈嗣 - プロダクション・アイジーアニメプロデューサー、ウィットスタジオ代表取締役社長、法学部卒

#### 舞台
- 浅利慶太 - 演出家、劇団四季代表、文学部中退
- 鵜山仁 - 演出家、新国立劇場演劇監督、ワグネル・ソサイエティー男声合唱団OB、文学部卒
- 小池修一郎 - 演出家、宝塚歌劇団、文学部卒

#### 音楽
- 有馬大五郎 - 音楽教育家、音楽学者、声楽家、文学部予科中退
- 和泉宏隆 - ピアニスト、元T-SQUARE、法学部法律学科卒
- 伊藤洋介 - 歌手、タレント、東京プリン、理工学部卒
- 岩田剛典 - アーティスト、三代目J Soul Brothers（ダンスパフォーマー）、法学部政治学科卒、普通部卒、塾高卒
- 植村泰一 - フルート奏者、NHK交響楽団理事、文学部卒
- 内池秀和 - 作曲家、法学部卒
- 大城嘉彦 - ミュージシャン、APOGEE
- 大塚雄三 - 歌手、CHARCOAL FILTER、中退
- 大野雄二 - 作曲家、ジャズピアニスト、法学部卒
- 小川理子 - ジャズピアニスト、パナソニック社員
- 勝山俊一郎 - 作曲家・編曲家
- 菊池風磨 - 歌手、タレント、timelesz、総合政策学部卒
- 北村英治 - ジャズクラリネット奏者
- 北山陽一 - 歌手、ゴスペラーズ
- 木村恵子 - 歌手、作詞・作曲家
- KREVA - 歌手、KICK THE CAN CREW
- 小名川高弘 - ギタリスト、CHARCOAL FILTER、中退
- 小林亜星 - 作詞家、作曲家、俳優、経済学部卒
- 小室みつ子 - 作詞家、シンガーソングライター
- 小森昭宏 - 作曲家、「勇者ライディーン」、「ブーフーウー」
- 近藤さや香 - 歌手、タレント
- 櫻井翔 - 歌手、タレント、嵐、経済学部卒、塾高卒、普通部卒、幼稚舎卒
- 櫻井哲夫 - ミュージシャン、ベーシスト
- 笹路正徳 - 音楽プロデューサー
- 佐藤允彦 - 作曲家、ジャズピアニスト
- しあ - 歌手
- 塩塚モエカ - シンガーソングライター、ギタリスト、羊文学、文学部卒
- 白石涼 - ボイストレーナー、法学部政治学科卒
- 神保彰 - ミュージシャン、ドラマー
- 菅原孝 - 歌手、ビリーバンバン
- 杉真理 - シンガーソングライター、工学部中退
- 杉田あきひろ - 歌手
- 鈴木愛理 - 歌手（元℃-ute）、環境情報学部卒
- 鈴木宏昌 - 作曲家、ジャズピアニスト
- 鈴木雄大 - シンガーソングライター
- 千住明 - 作曲家、編曲家、工学部中退
- 千住真理子 - バイオリニスト、千住博・明の妹
- ダークダックス - ヴォーカルグループ
- 竹内まりや - シンガーソングライター、文学部中退
- 竹内美宥 - 歌手（元AKB48）、環境情報学部卒
- 竹渕慶 - シンガーソングライター、Goose house
- 舘野泉 - ピアニスト、特選塾員
- TAROかまやつ - シンガーソングライター、フジテレビ社員
- 近谷直之 - 作曲家、音楽プロデューサー
- 近田春夫 - 歌手、音楽評論家、文学部中退
- 十田敬三 - 歌手
- 戸塚修 - 編曲家
- TOBI - 歌手、レ・ロマネスク
- 冨田勲 - 作曲家、シンセサイザー奏者
- 永野亮 - ミュージシャン、APOGEE
- 那須雄登 - 歌手、タレント、俳優、ACEes、経済学部卒、塾高卒、中等部卒
- 西平彰 - 編曲家
- ネルソン・バビンコイ-　歌手、コメンテーター、翻訳家、作詞家　※交換留学
- 野田洋次郎 - 歌手、RADWIMPSボーカル
- 林光 - 作曲家
- 一青窈 - 歌手、環境情報学部卒
- 瞳みのる（人見豊） - 音楽家、ドラム奏者、中国語学者
- ヒロイズム - 作詞・作曲・編曲家、音楽プロデューサー
- 藤岡幸夫 - 指揮者
- 藤山一郎 - 声楽
- フランキー堺 - ドラム奏者、コメディアン、俳優、紫綬褒章、法学部卒
- 堀優衣 - 歌手、「THEカラオケ★バトル」優勝12回(番組最多優勝記録)、環境情報学部卒
- 堀内康雄 - 藤原歌劇団、武蔵野音楽大学教授、法学部政治学科卒
- 本城和治 - 音楽プロデューサー、著述家、作曲家
- 牧野由多可 - 作曲家
- 松平頼則 - 作曲家、文学部中退
- 松任谷正隆 - 音楽プロデューサー、文学部卒
- 松本一起 - 作詞家、文学部卒
- 松本隆 - 作詞家、元はっぴいえんど、商学部中退
- 間野航 - ミュージシャン、APOGEE
- 光永泰一朗 - シンガーソングライター
- 三波豊和 - タレント、歌手、文学部卒
- 宮川愛 - 歌手
- 宮崎奈穂子 - シンガーソングライター、文学部卒
- miwa - シンガーソングライター、商学部卒
- 村井邦彦 - 作曲家、音楽プロデューサー
- 望月衛介 - ピアニスト、作曲家、元B.B.クィーンズ、経済学部卒
- 安井佑輝 - ベーシスト、CHARCOAL FILTER、経済学部中退
- 山崎あおい - シンガーソングライター
- 山崎聡一郎 - 声楽家、ミュージカル俳優、教育研究者、写真家、実業家、総合政策学部卒
- 山下毅雄 - 作曲家、経済学部卒
- 湯浅譲二 - 作曲家、医学部中退
- 吉田雅夫 - フルート奏者、法学部法律学科卒
- 吉松隆 - 作曲家、工学部中退
- 涼平 - ギタリスト(メガマソ・元アヤビエ)
- 若杉弘 - 指揮者、経済学部中退
- 小田倉麗奈 - 歌手、櫻坂46、在学

#### 芸能
- 阿川佐和子 - タレント、エッセイスト、文学部卒
- 浅賀優美 - タレント、キャスター、法学部法律学科卒
- 荒舩美栄 - タレント、アナウンサー
- 泉大助 - 司会者、タレント、経済学部卒
- 上田宗冏 - 茶道家、上田宗箇流十六代目家元、経済学部卒
- 大槻瞳 - キャスター、経済学部卒
- 川北茂澄 - お笑い芸人（真空ジェシカ）、総合政策学部卒
- 水川かたまり - お笑い芸人、法学部政治学科中退
- こがけん - お笑い芸人、商学部卒
- 坂本結菜 - タレント
- 三遊亭らん丈 - 落語家、町田市議会議員、法学研究科
- 白河理子 - タレント、コラムニスト、大学院修了
- 末吉里花 - タレント、総合政策学部卒、NY高卒、ミス慶應
- ストレッチーズ（高木貫太、福島敏貴） - お笑いコンビ、高木は理工学部数理科学科卒、福島は総合政策学部卒
- 園原ゆかり - ファッションモデル、文学部卒
- 立川談慶 - 落語家、経済学部卒
- 田村淳 - お笑い芸人、大学院メディアデザイン研究科修了
- トラウデン直美 - モデル、タレント、法学部政治学科卒
- トリンドル玲奈 - モデル、タレント、環境情報学部卒
- 中田敦彦 - お笑い芸人（オリエンタルラジオ）、歌手（RADIO FISH）、経済学部卒
- 西木ファビアン勇貫 - お笑い芸人（あわよくば）、経済学部中退
- 西野成人 - 元タレント
- ふかわりょう - お笑い芸人、経済学部卒
- 福井セリナ - グラビアアイドル
- 細田祥平 - お笑い芸人（ひつじねいり）、経済学部卒
- 街山みほ - グラビアアイドル
- ミッツ・マングローブ - 女装家、タレント、法学部政治学科卒
- 谷中麻里衣 - タレント、2011年ミス日本グランプリ、法学部法律学科卒
- 山木梨沙 - アイドル（元カントリー・ガールズ）、商学部出身
- 山崎怜奈 - タレント（元乃木坂46）[14]、環境情報学部卒[15]
- 柳亭信楽 - 落語家、商学部卒
- 夢屋まさる - 元お笑い芸人、テレビ朝日社員、経済学部卒
- やふへゐ先生 - YouTuber、環境情報学部卒
- 吉川きっちょむ - お笑い芸人（元ゲオルギー）、法学部政治学科卒
- 令和ロマン（髙比良くるま、松井ケムリ） - お笑いコンビ、くるまは文学部中退、ケムリは法学部法律学科卒

#### TV
- 赤尾健一 - テレビプロデューサー、文学部卒
- 山本和夫 - テレビプロデューサー、元讀賣テレビ放送、文学部卒
- 杉田成道 - フジテレビジョンエグゼクティブディレクター、「北の国から」、文学部卒
- 河井真也 - 映画プロデューサー、元フジテレビジョン社員、法学部卒
- 三宅恵介 - テレビディレクター、経済学部卒
- 雨宮秀彦 - 日本テレビエグゼクティブディレクター、経済学部卒
- 中嶋優一 - テレビプロデューサー、経済学部卒
- 蜜谷浩弥 - テレビプロデューサー
- 貴島彩理 - テレビプロデューサー、法学部法律学科卒
- 丸山博雄 - 毎日放送プロデューサー
- わぐりたかし - 放送作家、語源ハンター、元大阪府公立学校長、文学部卒

#### ラジオ
- 秋場信人 - ラジオDJ、実業家、経済学部卒
- 小林克也 - ラジオDJ、経済学部中退
- 秀島史香 - ラジオDJ、法学部政治学科卒
- 野上大貴 - ラジオディレクター、法学部政治学科卒

### スポーツ

#### 陸上競技
- 阿武巌夫 - 短距離走選手、ロサンゼルス五輪（1932）代表
- 今井哲夫 - 元柏崎市長、長距離走選手、ベルリン五輪（1936）代表、3000メートル障害元日本記録保持者、経済学部卒
- 大江季雄 - 棒高跳選手、ベルリン五輪（1936）銅メダリスト、棒高跳元日本記録保持者
- 樺沢和佳奈 - 長距離走選手、パリ五輪（2024）代表、総合政策学部卒
- 北本正路 - 中長距離走選手、ロサンゼルス五輪（1932）代表、5000メートル競走元日本記録保持者、10000メートル競走元日本記録保持者、法学部卒
- 小池祐貴 - 短距離走選手、東京五輪（2020）代表、総合政策学部卒
- 鈴木聞多 - 短距離走選手、ベルリン五輪（1936）代表
- 竹中正一郎 - 長距離走選手、ロサンゼルス五輪（1932）代表
- 津田晴一郎 - 中長距離走選手、アムステルダム五輪（1928）マラソン6位、ロサンゼルス五輪（1932）マラソン5位、10000メートル競走元日本記録保持者
- 豊田兼 - 短距離走選手、パリ五輪（2024）代表、環境情報学部在学
- 廣瀬英行 - 短距離走選手、2009年ベルリン世界陸上代表、2011年大邱世界陸上代表、 2013年モスクワ世界陸上代表、環境情報学部卒
- 山縣亮太 - 短距離走選手、ロンドン五輪（2012）代表、リオデジャネイロ五輪（2016）代表、東京五輪（2020）代表、100メートル競走日本記録保持者、総合政策学部卒
- 横田真人 - 陸上競技指導者、中距離走選手、ロンドン五輪（2012）代表、800メートル競走元日本記録保持者、総合政策学部卒

#### 競泳
- 井本直歩子 - アトランタ五輪競泳自由形日本代表
- 小池禮三 - ロサンゼルスオリンピック・ベルリンオリンピック競泳200m平泳ぎ銅メダリスト
- 立石諒 - ロンドン五輪競泳200m平泳ぎ銅メダリスト
- 寺田登 - ベルリンオリンピック競泳1500m自由形金メダリスト
- 宮崎康二 - ロサンゼルスオリンピック競泳100m自由形・800mリレー金メダリスト

#### 野球
- 青島健太 - 元ヤクルトスワローズ内野手
- 赤木健一 - 元国鉄スワローズ外野手
- 有本義明 - 野球評論家、元福岡ダイエーホークス二軍監督
- 安藤統男 - 元阪神タイガース選手・監督、慶應野球部主将
- 井石礼司 - 元ロッテオリオンズ・広島東洋カープ内野手
- 飯島滋弥 - 元東映フライヤーズ監督
- 池田善蔵 - 元大陽ロビンス・大映スターズ・阪急ブレーブス投手
- 石井章夫 - 元東京ガス野球部監督
- 石黒和弘 - 元ロッテオリオンズ内野手
- 伊藤勝三 - 元大東京軍内野手・監督
- 伊藤隼太 - 元阪神タイガース外野手
- 井上親一郎 - 元国鉄スワローズ捕手
- 岩見雅紀 - 元東北楽天ゴールデンイーグルス外野手
- 上田和明 - 元読売ジャイアンツ内野手
- 植田将太 - 千葉ロッテマリーンズ捕手
- 宇野光雄 - 元読売ジャイアンツ・国鉄スワローズ内野手、国鉄監督
- 江藤省三 - 元読売ジャイアンツ・中日ドラゴンズ内野手、慶應義塾大学野球部元監督
- 大久保秀昭 - 元大阪近鉄バファローズ捕手、外野手、慶應義塾大学野球部元監督、ENEOS野球部監督
- 大島信雄 - 元松竹ロビンス・中日ドラゴンズ投手
- 大橋勲 - 元読売ジャイアンツ、大洋ホエールズ捕手
- 大森剛 - 元読売ジャイアンツ、大阪近鉄バファローズ内野手、外野手
- 小川年安 - 元大阪タイガース捕手
- 長田秀一郎 - 元横浜DeNAベイスターズ投手
- 小野三千麿 - 野球記者、野球殿堂入り
- 海蔵寺弘司 - 元南海軍選手
- 加藤喜作 - 元南海軍選手・監督
- 加藤進 - 元中日ドラゴンズ捕手
- 加藤貴昭 - 慶應義塾大学野球部部長、元シカゴ・カブス傘下選手
- 加藤幹典 - 元東京ヤクルトスワローズ投手
- 岸本正治 - 元阪急軍選手
- 喜多隆志 - 元千葉ロッテマリーンズ外野手、興国高野球部監督
- 北川公一 - 元近鉄バファローズ外野手
- 郡司裕也 - 日本ハムファイターズ捕手、内野手、外野手
- 河内卓司 - 元毎日オリオンズ、高橋ユニオンズ内野手
- 後藤正 -元名古屋軍内野手(中退)
- 後藤寿彦 - 元慶應義塾大学野球部監督、元野球日本代表監督
- 小桧山雅仁 - 元横浜ベイスターズ投手
- 佐藤友亮 - 元埼玉西武ライオンズ外野手
- 佐々木信也 - スポーツキャスター、元高橋ユニオンズ・大映ユニオンズ・大毎オリオンズ内野手
- 佐藤元彦 - 元ロッテオリオンズ、大洋ホエールズ投手
- 佐野川リョウ - オリックス・バファローズデータ分析班
- 志村亮 - 三井不動産、大学通算31勝、甲子園2回出場
- 白木義一郎 - 元東急フライヤーズ、阪急ブレーブス投手
- 杉本真吾 - 元鳥取県立米子東高等学校監督、高校野球解説者、皆生タクシー社長、皆生温泉芙蓉別館会長
- 鈴木哲 - 元西武ライオンズ、広島東洋カープ投手
- 髙木大成 - 元西武ライオンズ内野手
- 高橋栄一郎 - 元読売ジャイアンツ、南海ホークス投手、元新庄市長
- 高橋由伸 - 元読売ジャイアンツ外野手・監督、政治学科卒
- 巽一 - 元国鉄スワローズ投手
- 津留﨑大成 - 東北楽天ゴールデンイーグルス投手
- 仲井洋平 - 社会人野球・三菱自動車岡崎硬式野球部投手
- 中田昌宏 - 元阪急ブレーブス外野手・コーチ
- 中村泰広 - 元阪神タイガース、北海道日本ハムファイターズ投手
- 永井武雄 - 元大東京軍監督
- 成田啓二 - 元国鉄スワローズ投手
- 新田恭一 - 元松竹ロビンス監督
- 灰山元治 - 元朝日軍内野手
- 白村明弘 - 元北海道日本ハムファイターズ投手、外野手
- 長谷部銀次 - 広島東洋カープ投手
- 花井悠 - 元西鉄ライオンズ外野手
- 浜崎真二 - 元阪急ブレーブス・高橋ユニオンズ等監督
- 平桝敏男 - 元大阪タイガース外野手
- 広野功 - 元中日ドラゴンズ、西鉄ライオンズ、読売ジャイアンツ外野手
- 廣瀨隆太 - 福岡ソフトバンクホークス内野手
- 福谷浩司 - 元中日ドラゴンズ、北海道日本ハムファイターズ投手
- 藤田元司 - 元読売ジャイアンツ投手・監督
- 藤原真 - 元ヤクルトアトムズ、日本ハムファイターズ投手
- 別当薫 - 元大阪タイガース選手・毎日オリオンズ等監督
- 堀定一 - 元大東京軍選手
- 堀場秀孝 - 元広島東洋カープ、横浜大洋ホエールズ、読売ジャイアンツ捕手
- 本田親喜 - 元名古屋軍監督
- 前田喜代士 - 元名古屋軍外野手(中退)
- 牧野直隆 - 日本高等学校野球連盟会長、野球殿堂入り
- 正木智也 - 福岡ソフトバンクホークス外野手、内野手
- 三木仁 - 元大阪近鉄バファローズ内野手
- 三谷八郎 - 元南海軍監督
- 水谷則一 - 元ライオン軍、松竹ロビンス外野手
- 水野良一 - 元中日ドラゴンズ外野手
- 水原茂 - 元読売ジャイアンツ内野手・監督
- 湊川誠隆 - 元中日ドラゴンズ内野手
- 三宅大輔 - 大日本東京野球倶楽部(現・読売ジャイアンツ)初代監督
- 宮崎要 - 元西鉄クリッパース監督
- 宮寺匡広 - 元アメリカ独立リーグ内外野手
- 宮武三郎 - 元阪急軍投手、慶應義塾のエース
- 村上実 - 元阪急軍監督、野球殿堂入り
- 衆樹資宏 - 元大毎オリオンズ・阪急ブレーブス外野手
- 矢崎拓也 - 元広島東洋カープ、東京ヤクルトスワローズ投手
- 柳町達 - 福岡ソフトバンクホークス外野手
- 山下好一 - 元阪急軍外野手
- 山下大輔 - 元大洋ホエールズ内野手・元横浜ベイスターズ監督
- 山下実 - 元阪急軍監督
- 山本省吾 - 元福岡ソフトバンクホークス投手
- 山本泰寛 - 元阪神タイガース、中日ドラゴンズ内野手
- 横尾俊建 - 元北海道日本ハムファイターズ、東北楽天ゴールデンイーグルス内野手、外野手
- 横沢七郎 - 元セネタース内野手、プロ野球審判員
- 渡辺泰輔 - 元南海ホークス投手、東京六大学野球・完全試合達成者
- 和中道男 - 元阪急ブレーブス捕手

#### ラグビー
- 青井達也 - 日本代表、横河電機
- 生田久貴 - 日本代表、三菱商事、ミクニ代表取締役社長
- 石森久嗣 - 医師、衆議院議員
- 猪口拓 - 日本代表、東芝ブレイブルーパス
- 上田昭夫 - 当校監督、日本代表、東京海上火災、トヨタ自工、フジテレビ
- 瓜生靖治 - 日本代表、サントリーサンゴリアス、神戸製鋼コベルコスティーラーズ、キヤノンイーグルス
- 金井健雄 - 日本代表、サントリーサンゴリアス
- 栗原徹 - 日本代表、サントリーサンゴリアス、NTTコミュニケーションズシャイニングアークス
- 白子雄太郎 - 清水建設江東ブルーシャークス
- 武見敬三 - 厚生労働副大臣、参議院議員、ニュースキャスター
- 立花陽三 - 東北楽天ゴールデンイーグルス球団社長
- 玉塚元一 - ファーストリテイリング社長、ロッテリア会長兼CEO、ローソン副社長執行役員兼最高執行責任者
- 中嶋優一 - フジテレビテレビプロデューサー
- 東山勝英 - 神戸製鋼
- 廣瀬俊朗 - 日本代表、東芝ブレイブルーパス
- 福澤克雄（旧姓：山越） - 富士フイルム、TBS
- 藤井貢 - 日本代表、俳優
- 堀越慈 - 日本代表、ライオン歯磨、ニールセン・ジャパン代表取締役社長、会社経営者
- 松永敏宏 - 日本代表、横河電機、会社経営者
- 美川英二 - 横河電機社長
- 持田昌典 - 第一勧業銀行、ゴールドマン・サックス日本法人代表取締役社長
- 矢飼督之 - 日本代表、昭和石油、日本精蠟社長
- 山田章仁 - 日本代表、パナソニック ワイルドナイツ、NTTコミュニケーションズシャイニングアークス、ノジマ相模原ライズではアメリカンフットボール選手として活動。

#### 女子ラグビー
- 白子未祐 - 7人制女子日本代表、ナナイロプリズム福岡、大学時代はラクロス部に所属。
- 佐藤優奈 - 女子日本代表、東京山九フェニックス。

#### テニス
- 石黒修 - 初プロテニス選手
- 熊谷一弥 - 元プロテニス選手
- 坂井利彰 - 元プロテニス選手、慶應義塾大学専任講師・テニス部監督

#### バスケットボール
- 石田剛規 - バスケットボール、トヨタ自動車
- 伊藤良太 - プロバスケットボール選手（しながわシティ所属）
- 木内貴史 - 日本バスケットボール協会専務理事
- 桑田健秀 - 元バスケットボール選手、現指導者
- 酒井泰滋 - プロバスケットボール選手（日立サンロッカーズ所属・慶應義塾大学時代はバスケットボール部主将）：2003年卒業
- 志村雄彦 - プロバスケットボール選手（仙台89ERS所属）：2005年卒業
- 竹内公輔 - 日本代表、アイシン精機
- 登坂哲朗 - 元バスケットボール選手
- 二ノ宮康平 - プロバスケットボール選手（トヨタ自動車アルバルク東京所属）
- 米本聡 - プロバスケットボール選手（埼玉ブロンコス所属）：2001年卒業

#### 格闘技
- 小西康裕 - 空手道選手
- 外薗大志 - 空手道選手
- 雫有希 - プロレスラー
- 三富政行 - プロレスラー
- 飯塚国三郎 - 柔道選手
- 後藤隆太郎 - 柔道選手
- 羽鳥輝久 - 柔道選手
- 藤井岳 - 柔道選手
- 藤平光一 - 合気道選手
- 青木廣彰 - レスリング選手、実業家
- 尾﨑野乃香- パリオリンピック レスリング 68kg級銅メダリスト
- 北野祐秀 - レスリング選手
- 松倉信太郎 - キックボクシング選手
- 碓氷早矢手 - 総合格闘家
- 雫有希 - 女子プロレスラー
- 才木玲佳 - 女子プロレスラー

#### その他
- 山谷拓志 - 元アメリカンフットボール選手、リンク栃木ブレックス代表
- 加藤明 - バレーボール監督
- 松平康隆 - バレーボール男子日本代表監督としてメキシコオリンピックで銀メダル、ミュンヘンオリンピックで金メダルを獲得、日本バレーボール協会最高顧問、法学部政治学科卒
- 小野学 (スキージャンプ) - スキージャンプ ナショナルヘッドコーチとしてリレハンメルオリンピックで団体銀メダル、長野オリンピックで団体金メダルに導く、商学部卒
- 下田隼成 - レーシングドライバー
- 福澤幸雄 - レーシングドライバー
- 飯村一輝 - フェンシング選手、パリオリンピック男子フルーレ団体金メダリスト
- 三宅諒 - フェンシング選手、ロンドンオリンピック男子フルーレ団体銀メダリスト
- 宮脇花綸 - フェンシング選手、パリオリンピック女子フルーレ団体銅メダリスト
- 戸田忠男 - 剣道家、剣道範士八段
- 五十嵐文男 - フィギュアスケート選手、商学部卒
- 帯谷竜一 - フィギュアスケート選手
- 高橋成美 - フィギュアスケート選手
- 宮部保範 - スピードスケート選手、経済学部卒
- 高橋浩 - 卓球選手
- 深津尚子 - 卓球選手
- 手塚貴久 - 日本中央競馬会 (JRA)調教師
- 伊坂重信 - 日本中央競馬会 (JRA)調教師
- 矢嶋大樹 - 日本中央競馬会 (JRA)調教師
- 柳田将洋 - バレーボール選手
- 土居愛実 - セーリング選手
- 長澤奏喜 - 登山家、世界初の「ラグビー登山家」を自称
- 山本桂太朗 - 『SASUKE』常連選手、塾講師、森本世代の一員
- 荒木直之 - 『SASUKE』常連選手、カーデザイナー、森本世代の一員

### アナウンサー

#### NHK
- 赤木野々花 - 総合政策学部卒
- 石橋亜紗 - 文学部卒
- 泉浩司 - 商学部卒
- 一橋忠之 - 経済学部卒、塾高卒
- 岩﨑果歩 - 文学部卒、元タレント
- 上原光紀 - 法学部政治学科卒、女子高卒、中等部卒
- 大河内惇 - 経済学部卒、志木高卒
- 大村和輝 - 大学院修了
- 小原和樹 - 環境情報学部卒
- 片山智彦 - 法学部法律学科卒
- 勝呂恭佑 - 経済学部卒
- 兼清麻美 -
- 金子哲也 - 経済学部卒
- 鎌倉千秋 - 総合政策学部卒
- 川口由梨香 -
- 菊田一樹 -
- 久保田祐佳 - 文学部卒
- 黒住駿 - 法学部卒、塾高卒
- 厚井大樹 - 商学部卒
- 後藤佑季 - 商学部卒
- 後藤佑太郎 - 法学部卒、塾高卒
- 小林陽広 - 理工学部卒
- 小宮山晃義 -
- 近藤泰郎 - 商学部卒
- 佐竹祐人 - 環境情報学部卒
- 佐藤茉那 - 商学部卒
- 澤田拓海 - 経済学部卒
- 三條雅幸 - 経済学部卒、塾高卒
- 嶋田ココ - 法学部政治学科卒
- 島田莉生 - 志木高卒
- 条谷有香 - 法学部卒
- 副島萌生 -
- 高木康博 - 経済学部卒
- 高木優吾 - 文学部卒
- 高山大吾 - 文学部卒
- 武本大樹 - 総合政策学部卒
- 竜田理史 -
- 田中秀樹 - 法学部法律学科卒
- 内藤雄介 - 総合政策学部卒
- 滑川和男 - 法学部卒
- 根岸昌史 - 法学部卒
- 中川安奈 - 法学部政治学科卒、湘南藤沢高卒
- 中原真吾 - 経済学部卒
- 西川典孝 - 総合政策学部卒
- 野口葵衣 - 法学部政治学科卒
- 姫野美南 - 商学部卒
- 廣瀬雄大 - 文学部卒
- 星麻琴 -
- 法性亮太 - 法学部法律学科卒、塾高卒
- 堀井優太 - 法学部卒
- 堀越葉月 - 総合政策学部卒
- 保里小百合 - 法学部政治学科卒、湘南藤沢高卒
- 増田卓 - 法学部卒
- 松野靖彦 - 法学部卒
- 見浪哲史 - 経済学部卒
- 望月啓太 - 経済学部卒
- 矢崎智之 -
- 山内泉 - 経済学部卒
- 山下佳織 - 商学部卒
- 吉岡真央 - 法学部法律学科卒
- 和田弥月 - 総合政策学部卒

#### 日本テレビ
- 井田由美 - 法学部法律学科卒
- 岩田絵里奈 - 文学部卒
- 岩本乃蒼 - 環境情報学部卒、元タレント
- 梅澤廉 - 法学部政治学科卒、塾高卒
- 大町怜央 - 法学部政治学科卒
- 川畑一志 - 経済学部卒
- 郡司恭子 - 総合政策学部卒
- 佐藤梨那 - 法学部政治学科卒
- 鈴江奈々 - 経済学部卒、ミス慶應
- 田辺研一郎 - 経済学部卒
- 辻岡義堂 - 総合政策学部卒、湘南藤沢高卒
- 徳島えりか - 法学部政治学科卒
- 中島芽生 - 法学部法律学科卒
- 弘竜太郎 - 経済学部卒、塾高卒
- 藤田大介 - 理工学部卒、院中退
- 水卜麻美 - 文学部卒
- 安村直樹 - 総合政策学部卒
- 山﨑誠 - 経済学部卒、塾高卒
- ラルフ鈴木 - 法学部政治学科卒

#### テレビ朝日
- 荒井理咲子 - 経済学部卒
- 井澤健太朗 - 法学部政治学科卒、湘南藤沢高卒
- 大下容子 - 法学部法律学科卒
- 角澤照治 - 経済学部卒
- 草薙和輝 - 法学部法律学科卒、塾高卒
- 清水俊輔 - 文学部卒、志木高卒
- 鈴木新彩 - 文学部卒、湘南藤沢高卒
- 住田紗里 - 法学部政治学科卒
- 坪井直樹 - 法学部政治学科卒、塾高卒
- 萩野志保子 - 文学部卒、女子高卒
- 弘中綾香 - 法学部政治学科卒、女子高卒、中等部卒
- 本間智恵 - 環境情報学部卒
- 桝田沙也香 - 商学部卒
- 松尾由美子 - 総合政策学部卒
- 三山賀子 - 法学部政治学科卒
- 吉野真治 - 商学部卒

#### TBS
- 赤荻歩 - 経済学部卒、塾高卒
- 石井大裕 - 法学部政治学科卒、塾高卒、普通部卒、幼稚舎卒
- 伊藤隆太 - 総合政策学部卒
- 井上貴博 - 経済学部卒、塾高卒
- 宇内梨沙 - 文学部卒、ミス慶應
- 近藤夏子 - 法学部法律学科卒、女子高卒、中等部卒、幼稚舎卒、元タレント
- 藤森祥平 - 経済学部卒、塾高卒
- 外山惠理 - 文学部卒、女子高卒、中等部卒、幼稚舎卒
- 野村彩也子 - 環境情報学部卒

#### テレビ東京
- 板垣龍佑 - 元仙台放送、経済学部卒、志木高卒
- 植草朋樹 - 元RKB毎日放送
- 長部稀 - 経済学部卒
- 角谷暁子 - 文学部卒、ミス慶應
- 末武里佳子 - 経済学部卒、女子高卒、中等部卒
- 中原みなみ - 法学部政治学科卒

#### フジテレビ
- 伊藤利尋 - 法学部政治学科卒
- 内野泰輔 - 商学部卒、塾高卒、普通部卒
- 榎並大二郎 - 法学部政治学科卒、塾高卒
- 遠藤玲子 - 経済学部卒
- 大村晟 - 商学部卒、塾高卒
- 小澤陽子 - 環境情報学部卒、ミス慶應
- 勝野健 - 経済学部卒、塾高卒
- 岸本理沙 - 経済学部卒
- 斉藤舞子 - 経済学部卒、湘南藤沢高卒
- 立本信吾 - 経済学部卒
- 中村光宏 - 法学部政治学科卒、塾高卒、普通部卒、幼稚舎卒
- 西岡孝洋 - 法学部卒
- 藤井弘輝 - 文学部卒、NY高卒
- 松村未央 - 法学部政治学科卒、湘南藤沢高卒
- 山本賢太 - 商学部卒、塾高卒

#### ラジオ
- 吉田尚記 - ニッポン放送、文学部卒
- 扇一平 - 文化放送、法学部法律学科卒
- 太田英明 - 文化放送、文学部卒
- 野中直子 - 文化放送、文学部卒
- 大澤広樹 - 東海ラジオ放送、法学部政治学科卒

#### 在阪局
- 大田良平 - 読売テレビ、経済学部卒
- 大野晃佳 - 読売テレビ、商学部卒
- 佐藤佳奈 - 読売テレビ、法学部法律学科卒
- 澤口実歩 - 読売テレビ、文学部卒
- 吉田奈央 - 読売テレビ、文学部卒、湘南藤沢中高卒
- 福戸あや - ABC、総合政策学部卒
- 増田紗織 - ABC、法学部政治学科卒
- 前田春香 - MBS、法学部卒
- ウーデンジェニファー里沙 - テレビ大阪、元秋田放送
- 岡安譲 - 関西テレビ、法学部政治学科卒
- 若田部克彦 - 関西テレビ、法学部法律学科卒
- 竹上萌奈 - 関西テレビ、文学部卒

#### 在名局
- 濱田隼 - メ～テレ、元静岡放送、志木高卒
- 榊原悠介 - CBC、商学部卒
- 齊藤初音 - CBC、元愛媛朝日テレビ、法学部法律学科卒
- 中村彩賀 - CBC
- 松本道弥 - CBC、法学部卒
- 鈴木翔太 - 東海テレビ、法学部政治学科卒
- 恒川英里 - 東海テレビ、文学部卒

#### ローカル局
- 狩俣倫太郎 - 琉球放送
- 岩瀬弘行 - テレビ岩手
- 財津ひろみ - 福岡放送
- 古沢知子 - テレビ新広島
- 武田玲子 - 宮城テレビ放送
- 蜂谷由梨奈 - 宮城テレビ放送
- 早田紀子 - 長崎放送
- 石田充 - 中国放送
- 守屋周 - 東北放送
- 千須和侑里子 - 北海道文化放送
- 奥村莉子 - 三重テレビ放送
- 大槻瞳 - 長野朝日放送
- 中尾真亜理 - 日本海テレビ、環境情報学部卒
- 後生川凜 - 熊本放送、総合政策学部卒
- 橋本由紀 - RKB毎日放送
- 中田理奈 - NHK福岡放送局契約キャスター、法学部政治学科卒

#### フリー・その他
元NHK
- 松内則三 - 元NHK、理財科卒
- 小泉博 - 元NHK、経済学部卒、俳優
- 服部逸郎 - 元NHK、作曲家・作詞家
- 西橋正泰 - 元NHK
- 横山義恭 - 元NHK
- 斎藤季夫 - 元NHK
- 森本毅郎 - 元NHK、文学部卒
- 宮本隆治 - 元NHK、文学部卒
- 宮崎緑 - 元NHK、法学部政治学科卒
- 中井亜希 - 元NHK・TBS、法学部政治学科卒
- 久保純子 - 元NHK、文学部卒
- 石井麻由子 - 元NHK、法学部政治学科卒
- 青沼郁夫 - 元NHK、法学部政治学科卒
- 明石勇 - 元NHK
- 江崎史恵 - 元NHK、総合政策学部卒
- 小田川肇 - 元NHK、環境情報学部卒
- 工藤三郎 - 元NHK、法学部政治学科卒
- 齋藤隆也 - 元NHK、総合政策学部卒
- 坂本朋彦 - 元NHK、文学部卒
- 岸慎治 - 元NHK
- 田中泉 - 元NHK、法学部政治学科卒、女子高卒
- 魚住優 - 元NHK、文学部卒
- 上條倫子 - 元NHK、経済学部卒
- 黒氏康博 - 元NHK、文学部卒
- 山岡裕明 - 元NHK、商学部卒
- 與芝由三栄 - 元NHK、法学部卒、ミス慶應
- 青井実 - 元NHK、経済学部卒、塾高卒、普通部卒、幼稚舎卒

元日本テレビ
- 小早川正昭 - 元日本テレビ
- 芦沢俊美 - 元日本テレビ
- 大島典子 - 元日本テレビ、法学部卒
- 永井美奈子 - 元日本テレビ、大学院政策・メディア研究科修了
- 増田隆生 - 元日本テレビ
- 魚住りえ - 元日本テレビ、文学部卒
- 神山喜久子 - 元日本テレビ
- 柴田倫世 - 元日本テレビ、法学部政治学科卒
- 望月浩平 - 元日本テレビ、文学部卒
- 小野寺麻衣 - 元日本テレビ、文学部卒
- 炭谷宗佑 - 元日本テレビ、経済学部卒、塾高卒
- 脊山麻理子 - 元日本テレビ、環境情報学部卒
- 山下美穂子 - 元日本テレビ、文学部卒、女子高卒、中等部卒、幼稚舎卒
- 青木源太 - 元日本テレビ、文学部卒
- 藤井恒久 - 元日本テレビ、経済学部卒
- 寺島淳司 - 元日本テレビ、文学部卒
- 佐藤義朗 - 元日本テレビ、商学部卒、塾高卒、普通部卒、幼稚舎卒
- 藤井貴彦 - 元日本テレビ、環境情報学部卒

元テレビ朝日
- 斉藤みどり - 元テレビ朝日、文学部卒
- 朝岡聡 - 元テレビ朝日、法学部法律学科卒
- 佐々木正洋 - 元テレビ朝日、法学部政治学科卒
- 辻よしなり - 元テレビ朝日、法学部政治学科卒
- 吉澤一彦 - 元テレビ朝日、法学部法律学科卒、志木高卒
- 原麻里子 - 元テレビ朝日、文学部卒、社会人類学者
- 山口容子 - 元テレビ朝日、文学部卒
- 渡辺由佳 - 元テレビ朝日、法学部政治学科卒
- 篠田潤子 - 元テレビ朝日、法学部法律学科卒、女子高卒、心理学者
- 田原浩史 - 元テレビ朝日、文学部卒
- 高橋真紀子 - 元テレビ朝日、理工学部卒
- 河野明子 - 元テレビ朝日、法学部法律学科卒、女子高卒、中等部卒、幼稚舎卒
- 前田有紀 - 元テレビ朝日、総合政策学部卒
- 中山貴雄 - 元テレビ朝日、経済学部卒、塾高卒、普通部卒、幼稚舎卒
- 宇佐美佑果 - 元テレビ朝日、総合政策学部中退、湘南藤沢高卒
- 竹内由恵 - 元テレビ朝日、法学部政治学科卒、ミス慶應
- 大木優紀 - 元テレビ朝日、経済学部卒

元TBS
- 吉村光夫 - 元NHK・TBS、工学部卒、「ロングおじさん」
- 芥川隆行 - 元ラジオ東京、経済学部卒、ナレーター
- 池谷三郎 - 元ラジオ東京・TBS
- 竹山恭二 - 元ラジオ東京・TBS、法学部卒、映像作家・文筆家
- 鈴木治彦 - 元ラジオ東京・TBS、経済学部卒
- 小島康臣 - 元TBS、法学部卒
- 桐本幸子 - 元TBS、文学部卒
- 田中良紹 - 元TBS、経済学部卒、ジャーナリスト
- 山田修爾 - 元TBS、法学部卒、演出家・プロデューサー
- 福島弓子 - 元TBS、文学部卒
- 戸田恵美子 - 元TBS、法学部卒
- 岩井健浩 - 元TBS、法学部卒
- 進藤晶子 - 元TBS、大学院修了
- 松下賢次 - 元TBS、経済学部卒、志木高卒
- 新井麻希 - 元TBS、法学部卒
- 青木裕子 - 元TBS、経済学部卒、ミス慶應
- 中村尚登 - 元TBS、法学部卒
- 秋沢淳子 - 元TBS、法学部卒
- 小川知子 - 元TBS、文学部卒
- 長岡杏子 - 元TBS、法学部卒
- 小林廣輝 - 元TBS、文学部卒

元テレビ東京
- 大岡優一郎 - 元テレビ東京、法学部卒
- 紺野あさ美 - 元テレビ東京、環境情報学部卒、元タレント（モーニング娘。）
- 林克征 - 元テレビ東京、商学部卒
- 前田海嘉 - 元テレビ東京、法学部卒、湘南藤沢高卒
- 槇徳子 - 元テレビ東京・中部日本放送、文学部・法学部卒
- 森田京之介 - 元テレビ東京、経済学部卒
- 秋元玲奈 - 元テレビ東京、法学部卒
- 島田一輝 - 元テレビ東京、法学部法律学科卒

元フジテレビ
- 山田祐嗣 - 元ニッポン放送・フジテレビ、文学部卒
- 豊原ミツ子 - 元フジテレビ、法学部卒
- 大林宏 - 元フジテレビ、法学部卒
- 野間脩平 - 元フジテレビ 、商学部卒
- 岩佐徹 - 元フジテレビ・WOWOW、文学部卒
- 小林節子 - 元フジテレビ、文学部卒
- 堺正幸 - 元フジテレビ、法学部卒
- 陣内誠 - 元フジテレビ、経済学部卒
- 野崎昌一 - 元フジテレビ、経済学部卒
- 福井謙二 - 元フジテレビ、文学部卒
- 牛尾奈緒美 - 元フジテレビ、文学部卒
- 永麻理 - 元フジテレビ、文学部卒、父は永六輔
- 内田恭子 - 元フジテレビ、商学部卒
- 宇田麻衣子 - 元フジテレビ、経済学部卒
- 平井理央 - 元フジテレビ、法学部卒、元タレント
- 中野美奈子 - 元フジテレビ、商学部卒、ミス慶應
- 松尾紀子 - 元フジテレビ、文学部卒
- 川原浩揮 - 元フジテレビ、理工学部卒
- 細貝沙羅 - 元フジテレビ、総合政策学部卒
- 田代優美 - 元フジテレビ・ニッポン放送、法学部卒
- 須田哲夫 - 元フジテレビ、法学部卒
- 田中大貴 - 元フジテレビ、環境情報学部卒
- 秋元優里 - 元フジテレビ、総合政策学部卒、湘南藤沢高卒
- 鈴木芳彦 - 元フジテレビ・ニッポン放送、商学部卒
- 渡邊渚 - 経済学部卒、女子高卒、元タレント

元ラジオ
- 橋本テツヤ - 元文化放送、文学部卒

元在阪局
- 増井なぎさ - 元読売テレビ、文学部卒
- 杉本隆平 - 元MBS
- 子守康範 - 元MBS、商学部卒
- 吉田智子 - 元MBS
- 伊藤広 - 元MBS、法学部卒、塾高卒
- 野嶋紗己子 - 元MBS、法学部法律学科卒
- 辻沙穗里 - 元MBS、商学部卒
- 長沢彰彦 - 元ABC
- 高野直子 - 元ABC、文学部卒
- 中原秀一郎 - 元ABC
- 大野雄一郎 - 元ABC、商学部卒

元在名局
- 松岡陽子 - 元中京テレビ、経済学部卒
- 横地昭仁 - 元CBC
- 大石邦彦 - 元CBC、経済学部卒
- 丸山蘭那 - 元CBC
- 小川健太 - 元CBC
- 小原佳代子 - 元メ～テレ・中京テレビ・南海放送
- 徳重杏奈 - 元メ～テレ

元ローカル局・その他
- 鈴江晴彦 - 元栃木放送・岐阜放送
- 根本美緒 - 元東北放送、気象予報士、経済学部卒、女子高卒、中等部卒、幼稚舎卒
- 三田佐代子 - 元テレビ静岡、法学部卒
- 山田玲奈 - 気象予報士、文学部卒
- 大橋照子 - 元ラジオたんぱ、文学部卒
- 中田美知子 - 元北海道放送、FM北海道、同社役員、文学部卒
- 小菅晴香 - 元北海道文化放送、経済学部卒、女子高卒
- 金井憧れ - 元北海道放送、TBSニュースバードキャスター、総合政策学部卒
- 石井貴士 - 元信越放送、作家、心理カウンセラー、経済学部卒
- 藤田崇寛 - 元西日本放送
- 齊藤直史 - 元福岡放送
- バーゲルルミ - 元テレビ新広島
- 中山由佳 - 元福島中央テレビ
- 菅原那緒子 - 元テレビ岩手
- 熊谷富由美 - 元西日本放送
- 仲谷亜希子 - 元福岡放送
- 伊藤晋平 - 元東北放送
- 佐野美香 - 元四国放送
- 青柳愛 - 元静岡第一テレビ
- 藤村伊勢 - 元中国放送
- 小笠原舞子 - 元札幌テレビ放送
- 伊藤英一郎 - 元テレビ北海道
- 佐々木美佳子 - 元新潟放送
- 千葉絢子 - 元岩手めんこいテレビ
- 八重樫葵 - 元秋田放送・福島テレビ
- 竹内里奈 - 元千葉テレビ放送
- 白戸ゆめの - 元瀬戸内海放送
- 大坪彩織 - 元琉球放送

### ジャーナリスト・評論家
- 森田思軒 - 明治期のジャーナリスト、翻訳者
- 池上彰 - ジャーナリスト、元NHK報道主幹、経済学部卒、東京工業大学教授
- 徳川家広 - 政治経済評論家、翻訳家、徳川宗家第19代当主、公益財団法人德川記念財団理事長
- 今井義典 - NHK副会長、元同局解説委員長、経済学部卒
- 内田忠男 - 国際ジャーナリスト、経済学部卒
- 木村太郎 ジャーナリスト、ニュースキャスター、法学部政治学科卒、塾高卒
- 岸井成格 毎日新聞社特別編集委員、法学部卒、塾高卒
- 櫻井よしこ - ジャーナリスト、文学部中退
- 若林亜紀 - ジャーナリスト、法学部政治学科卒
- 新名丈夫 - 元毎日新聞記者、竹槍事件
- 手嶋龍一 - ジャーナリスト、元NHK、慶應義塾大学大学院システムデザイン・マネジメント研究科教授、早稲田大学客員教授、経済学部卒
- 嶌信彦 - ジャーナリスト、元毎日新聞社経済部、ワシントン特派員、経済学部卒、日比谷高卒
- 佐高信 - 評論家、法学部法律学科卒
- 財部誠一 - 経済ジャーナリスト
- 橋本五郎 ジャーナリスト、読売新聞社特別編集委員、元政治部長、法学部政治学科卒
- 関岡英之 - 評論家
- 前坂俊之 - ジャーナリスト、静岡県立大学名誉教授
- 増田俊男 - 時事評論家、ラジオパーソナリティ
- 西村幸祐 - ジャーナリスト、文学部中退
- 西山太吉 - 元毎日新聞記者、西山事件の当事者
- 早川清 - 週刊新潮編集長
- 渡邉奈都子 - フジテレビジョン報道局長
- 宮崎緑 - ジャーナリスト、法学部政治学科卒
- 渡辺真由子 - ジャーナリスト
- 大川慶次郎 - 競馬評論家
- 木暮太一 - ビジネス書作家
- 許光俊 - クラシック音楽評論家、文学部卒
- 三神万里子 - ジャーナリスト、環境情報学部卒
- 勝間和代(旧姓：後藤) - 経済評論家、商学部卒、女子高卒
- 大澤信亮 - 評論家。大学院政策・メディア研究科修了
- 池田信夫 - 評論家。大学院政策・メディア研究科政策・メディア専攻修士課程修了、大学院政策・メディア研究科政策・メディア専攻後期博士課程中退
- 三宅周太郎 - 演劇評論家
- 今宮純 - モータージャーナリスト、文学部卒
- 福永勝也 - ジャーナリスト、経済学部卒
- 池井戸潤 - ジャーナリスト、文学部卒、法学部卒
- 北村森 - ジャーナリスト、元日経トレンディ編集長
- 古市憲寿 - ジャーナリスト、コメンテーター、環境情報学部卒、現東京大学大学院総合文化研究科所属
- 竹田恒泰 - 環境学研究者、評論家、慶應義塾大学大学院法学研究科講師（憲法学）、法学部法律学科卒
- 鈴木正文 - 自動車評論家、雑誌編集者、左翼活動家、文学部中退
- 榊淳司 - 住宅ジャーナリスト
- 清水草一 - 自動車評論家
- 生方聡 - 自動車評論家
- 斎藤茂男 - ジャーナリスト、元共同通信社編集委員、経済学部卒
- 京須偕充 - 落語評論家、落語録音制作プロデューサー
- 金子哲雄 - 流通ジャーナリスト、文学部卒
- 門倉貴史 - 経済評論家、経済学部卒
- 長谷川幸洋 - ジャーナリスト、東京新聞・中日新聞論説副主幹、経済学部卒
- 望月衣塑子 - ジャーナリスト、中日新聞・東京新聞記者、法学部政治学科卒
- 竹田圭吾 - ジャーナリスト
- 高橋浩祐 - 国際ジャーナリスト、英軍事週刊誌ジェーンズ・ディフェンス・ウィークリー東京特派員、元朝日新聞記者
- 宮崎哲弥 - 評論家・コメンテーター、相愛大学客員教授、文学部卒
- 三浦博史 - 政治評論家、選挙プランナー
- 後藤雅洋 - ジャズ評論家・商学部卒
- 中村彩 - 政治評論家・コメンテーター
- 林勝彦 - ジャーナリスト、元NHKエグゼクティブ・プロデューサー、文学部卒
- 秋山登 - 映画評論家、元朝日新聞編集委員
- 伊藤彰彦 - 映画史研究家、映画評論家、映画製作者、文学部卒
- 宮崎園子 - ジャーナリスト、元朝日新聞記者、法学部卒
- 小林信也 - スポーツライター、法学部法律学科卒

### 宗教
- 鷹司誓玉 - 善光寺大本願法主、文学部卒
- 池田博正 - 創価学会副理事長
- 池田尊弘 - 創価学会副会長
- 中山善衞 - 天理教3代目真柱、文学部卒

### 英語講師
- 佐藤忠志 - 「キンピカ先生」、教育評論家、元予備校英語講師、拓殖大学客員教授、タレント、法学部政治学科卒
- 関正生 - TOEIC Listening & Reading Testで990点満点取得のスタディサプリ英語講師、文学部英米文学専攻卒、唐須教光研究会
- 森田鉄也 - TOEIC Listening & Reading Testの990点満点取得が100回以上の英語講師、YouTuber、文学部英米文学専攻卒、唐須教光研究会
- 肘井学 - スタディサプリ英語講師、文学部英米文学専攻卒

### 通訳
- 橋本美穂 (通訳) - 英語通訳、総合政策学部卒
- 関谷英里子 - 英語通訳、経済学部卒
- 大島さくら子 - 英会話講師、語学学習コーチ／コンサルタント、英語通訳、法学部政治学科通信教育課程卒

### 宇宙飛行士
- 向井千秋 - 宇宙航空研究開発機構職員、日本人女性初の宇宙飛行士、東京理科大学特任副学長、医師、医学博士、宇宙医学生物学研究室長、医学部医学科卒
- 星出彰彦 - 宇宙航空研究開発機構職員、宇宙飛行士、理工学部機械工学科卒

### その他
- 青野史寛 - ソフトバンク専務執行役員 CHRO、SBイノベンチャー社長、サイバー大学取締役、あしなが育英会副会長、経済学部卒
- 安藤美冬 - 作家、コメンテーター、ノマドワーカー、法学部政治学科卒
- 池田礼子 - 皇后雅子の実妹、国際連合職員、国連ユニセフ駐日事務所（東京事務所）副代表、法学部政治学科卒
- 石原典子 - 石原慎太郎夫人、法学部政治学科卒
- 泉麻人 - コラムニスト、商学部卒、塾高卒
- 井原高忠 - 元日本テレビプロデューサー、「11PM」、文学部卒
- 今村久美 - 社会起業家、NPO法人カタリバ専務理事、環境情報学部卒
- 魚住勉 - 作詞家、コピーライター 経済学部卒
- 小倉清 - 精神科医、精神分析家、元東京大学医学部講師、医学部卒
- 風本真吾 - 医師、実業家、作家、医学部卒
- 水上真 - 病院理事長、日本医院機構代表理事、元医療法人社団仁厚会相談役、元日本コロムビア役員、元オリコン役員、東京MXテレビ幹部、大学院医療マネジメント学修了
- 北尾昌大 - クリエイティブディレクター、hide（X JAPAN）元運営スタッフ（在学中）、元電通ディレクター、北尾吉孝（SBI）の甥、SFC卒
- 木村三浩 - 思想団体「一水会」会長、法学部政治学科卒
- 小島慎也 - チェスプレーヤー、総合政策学部卒
- 後藤俊哉 - 日本テレビ記者・キャスター(元アナウンサー)、経済学部卒
- 小林さやか - ビリギャル、ノンフィクション『学年ビリのギャルが1年で偏差値を40上げて慶應大学に現役合格した話』の主人公、総合政策学部卒
- 権田源太郎 - チェスプレーヤー、権田金属工業社長、経済学部卒
- 斉藤学 - 家族機能研究所代表、精神科医、医学部卒
- 酒井俊夫 - プログラマ、元株式会社管理工学研究所勤務、大学院工学研究科修了
- 佐藤裕一 - 記者、回答する記者団、日本不審者情報センター合同会社 代表、文学部卒
- 佐藤芳文 - コピーライター、法学部卒
- 三枝幸文 - 不動産鑑定士、静岡産業大学学長、大学院経済学研究科博士課程修了
- 椎木里佳 - 女子高生社長、文学部
- 設楽清嗣 - 東京管理職ユニオン前執行委員長、文学部中退
- 島原健三 - 化学者、翻訳家、工学部応用化学科卒
- 白河桃子 - ライター、婚活評論家、文学部卒
- 杉村太郎 - 我究館会長、『絶対内定』著者、理工学部管理工学科卒
- 杉山徹宗 - 国際関係研究者。明海大学名誉教授、法学部卒
- 鈴木涼美 - 社会学者、元AV女優、環境情報学部卒
- 鈴木敏夫 - スタジオジブリプロデューサー、文学部卒
- 鈴木祐 - サイエンスライター、SFC卒
- 園田賢 - プロ雀士、Mリーガー、環境情報学部卒
- 田岡満 - 山口組三代目組長であった田岡一雄の長男、経済学部卒、塾高卒
- 武田公夫 - 不動産鑑定士、法学部卒
- 竹田恆和 - 日本オリンピック委員会 (JOC) 会長、法学部政治学科卒、塾高卒
- 中島康典 - 不動産鑑定士、経済学部卒
- 長野潤一 - トラックドライバー、フリーライター、経済学部卒
- 中山善衞 - 天理教・3代目真柱、文学部卒
- 二村ヒトシ - AV監督、文学部中退
- 野呂栄太郎 - 社会思想家・社会運動家、日本共産党の草創期メンバー、理財科卒
- はあちゅう - ブロガー、法学部政治学科卒
- 萩田紀博 - ATR知能ロボティクス研究所所長、工学部卒
- 林郁夫 - 元オウム真理教幹部、地下鉄サリン事件の実行犯。元付属病院医師、医学部卒
- 藤田紘久 - ウェブマスター、商学部卒
- 藤間紀子 - 歌舞伎役者九代目松本幸四郎夫人、株式会社松本幸四郎事務所社長、文学部卒
- 渕岡友美 - 気象予報士、NHKニュースおはよう日本気象情報担当、総合政策学部卒
- 府元晶 - ライター、テレビゲーム評論家、文学部卒、塾高卒
- 星野昌子 - NGO活動家、元敬愛大学教授、文学部社会学科卒
- 細江静男 - 医師、戦前戦後にわたって、ブラジルの地域医療に貢献、医学部卒
- 堀元見 - クリエイター、作家、理工学部卒
- 槇有恒 - 日本山岳会設立、日本山岳会会長、文化功労者、法学部卒
- 眞木準 - コピーライター、経済学部卒
- 宮崎園子 - 元朝日新聞記者、ジャーナリスト、法学部卒業
- 望月六郎 - AV監督、文学部中退
- 森朗 - 気象予報士、気象キャスター、法学部政治学科卒
- 森雅子 - 東洋史学・比較神話学者、博士 (史学)取得、大学院文学研究科史学専攻（東洋史学分野）博士課程単位取得退学、大学院文学研究科史学専攻（東洋史学分野）修士課程修了、文学部通信教育課程卒
- 森脇将光 - 「金融王」として政財界のフィクサー、経済学部中退
- 山本一郎 - ブロガー、ライター、経済学部卒
- 油井喜夫 - 社会運動家、社会運動研究家
- 吉田照哉 - 社台ファーム代表、馬主、経済学部卒、塾高卒
- 吉田勝己 - ノーザンファーム代表、馬主、商学部卒、塾高卒